# Biserica Sfânta Treime din Sibiel

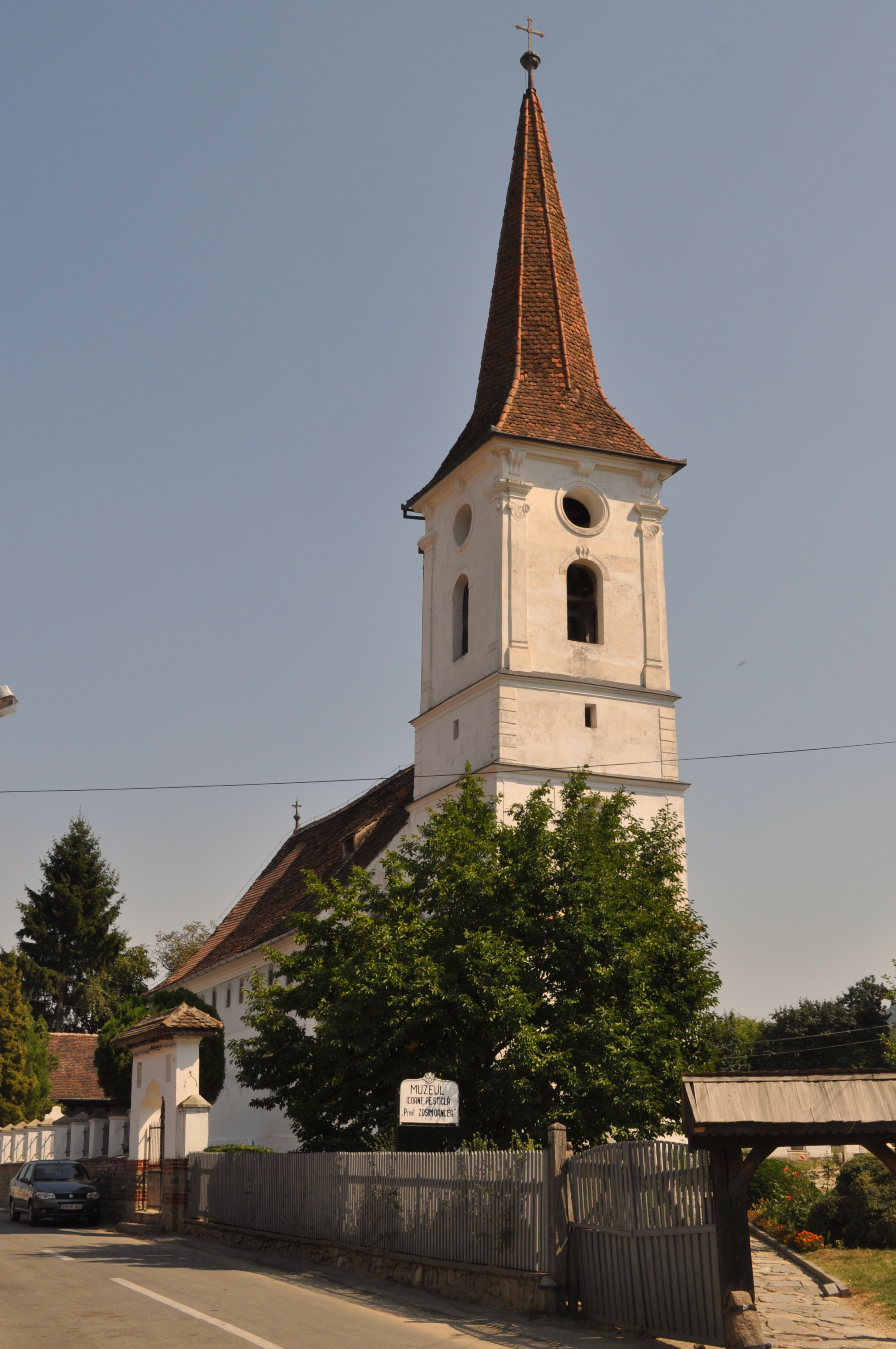
Biserica „Sfânta Treime” din Sibiel, județul Sibiu, foto: august 2011.

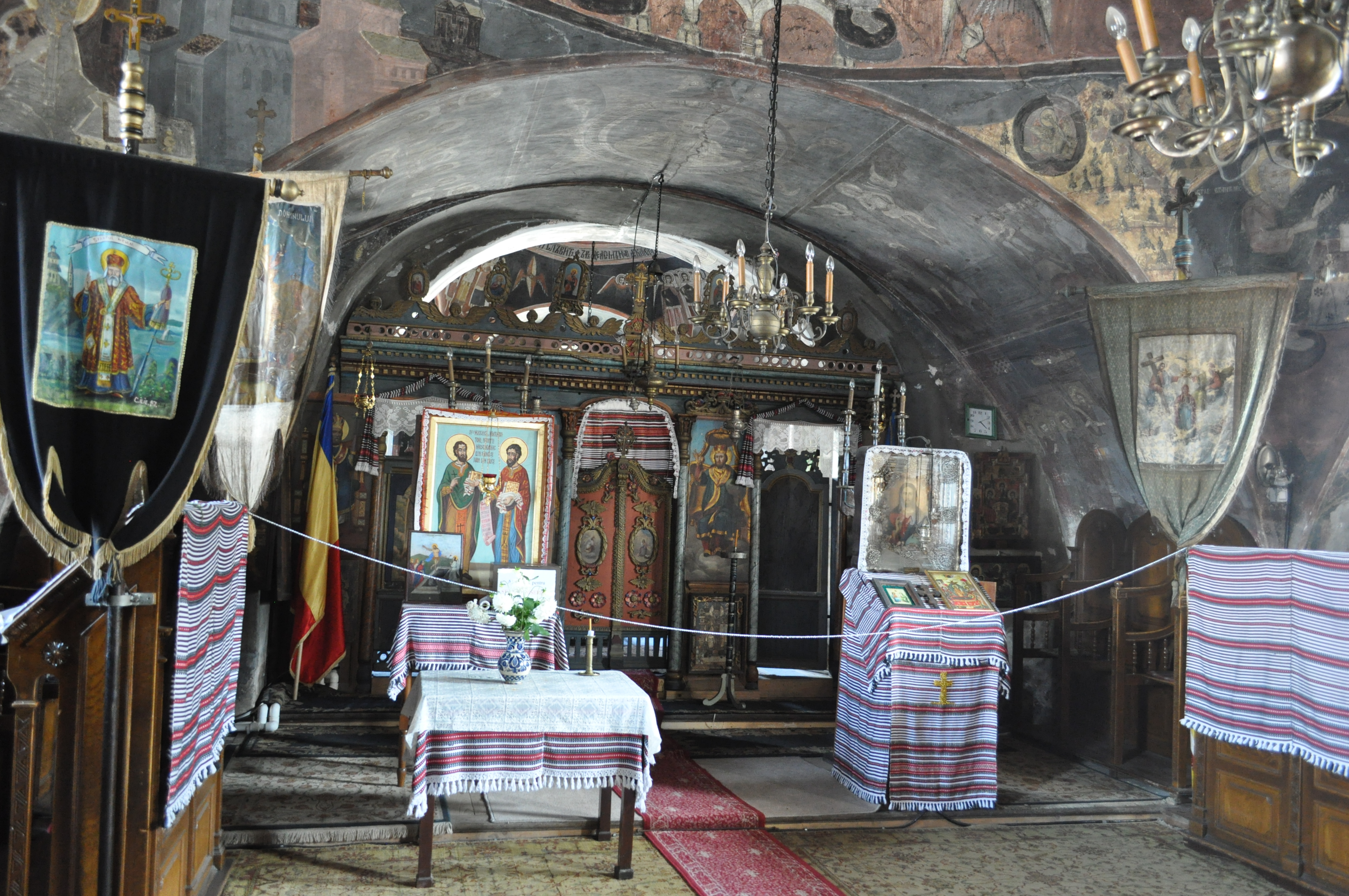
Interiorul navei

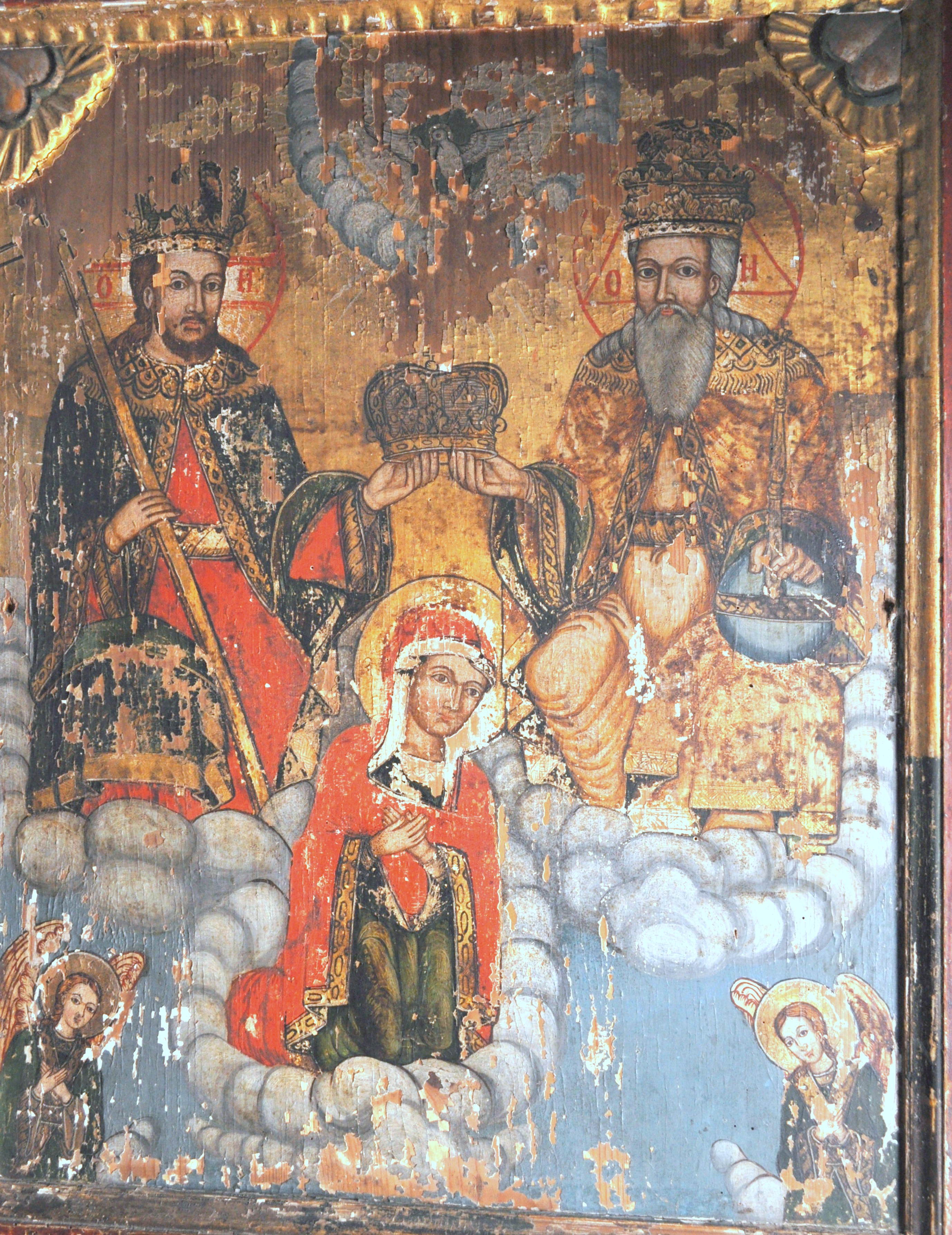
Încoronarea Fecioarei Maria

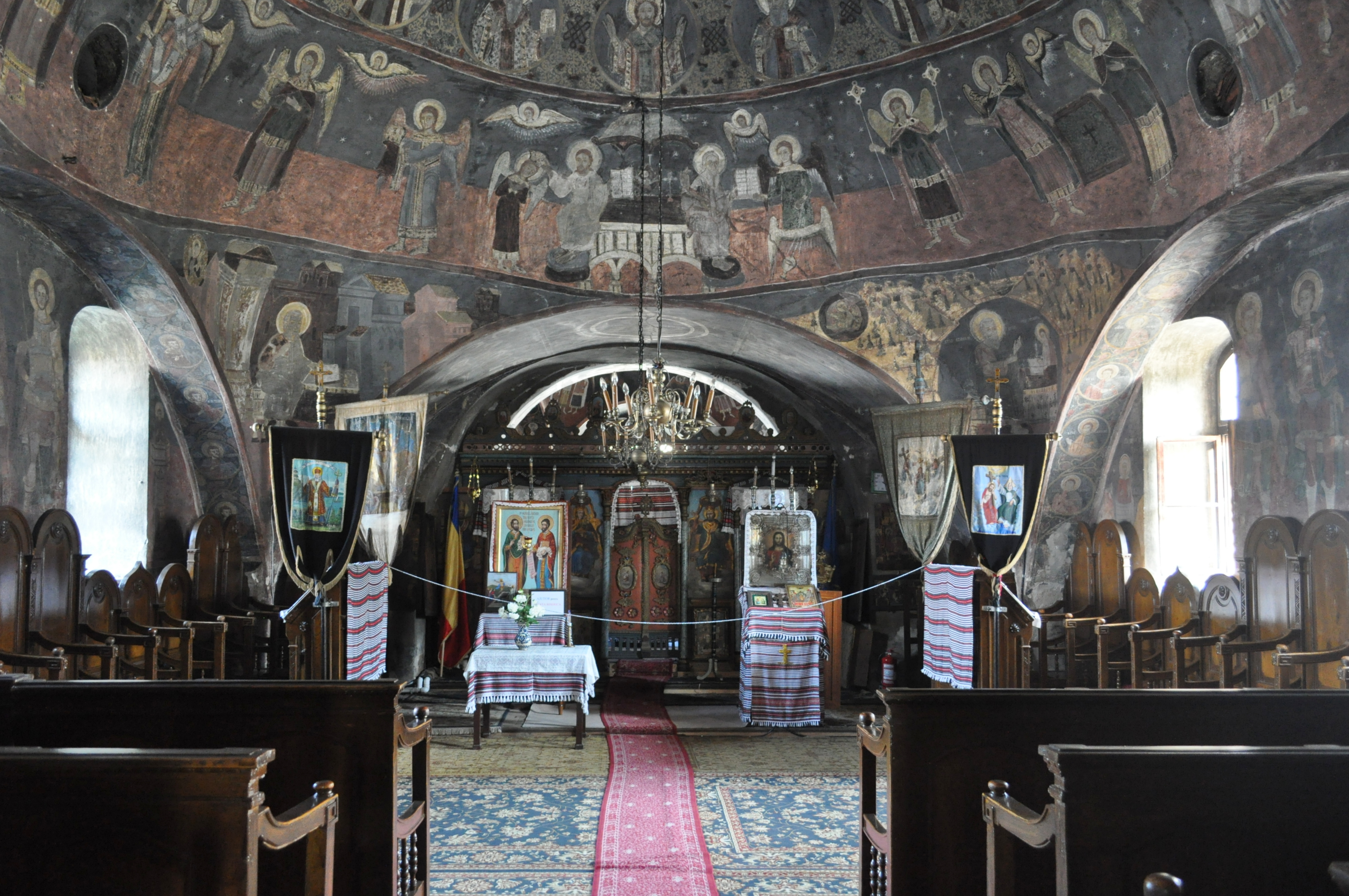
Nava spre iconostas

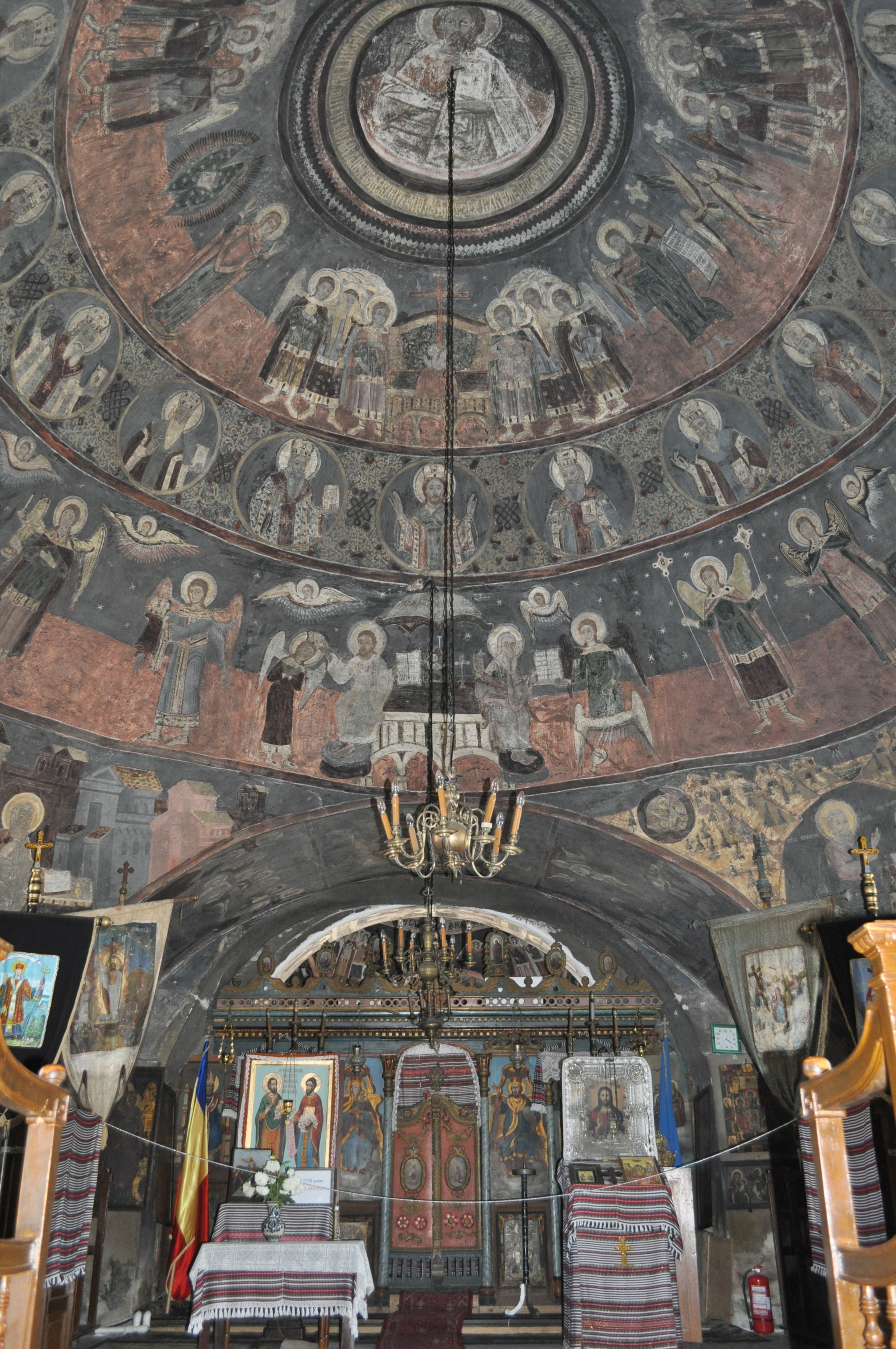
Interiorul navei

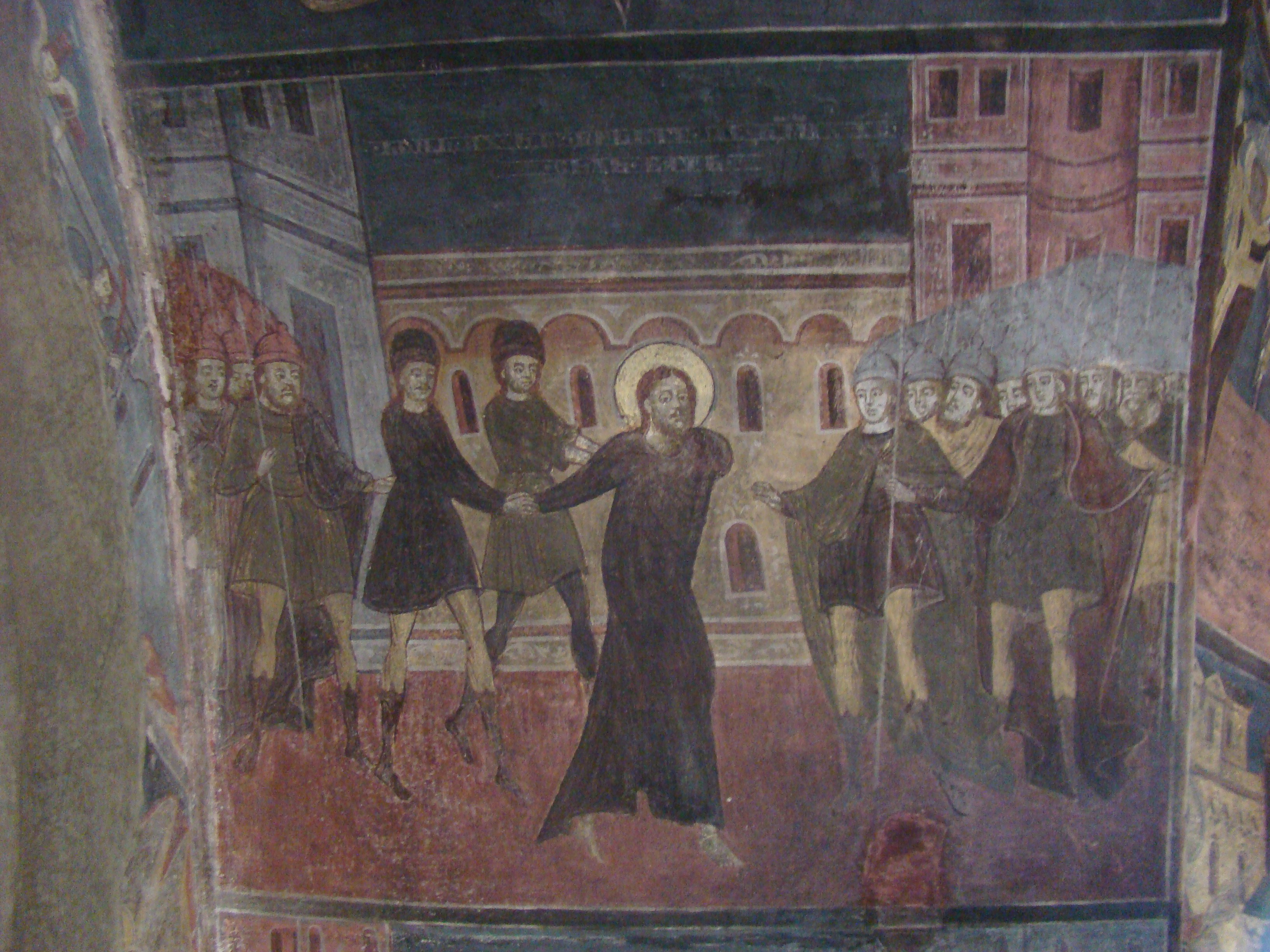
Prinderea lui Iisus

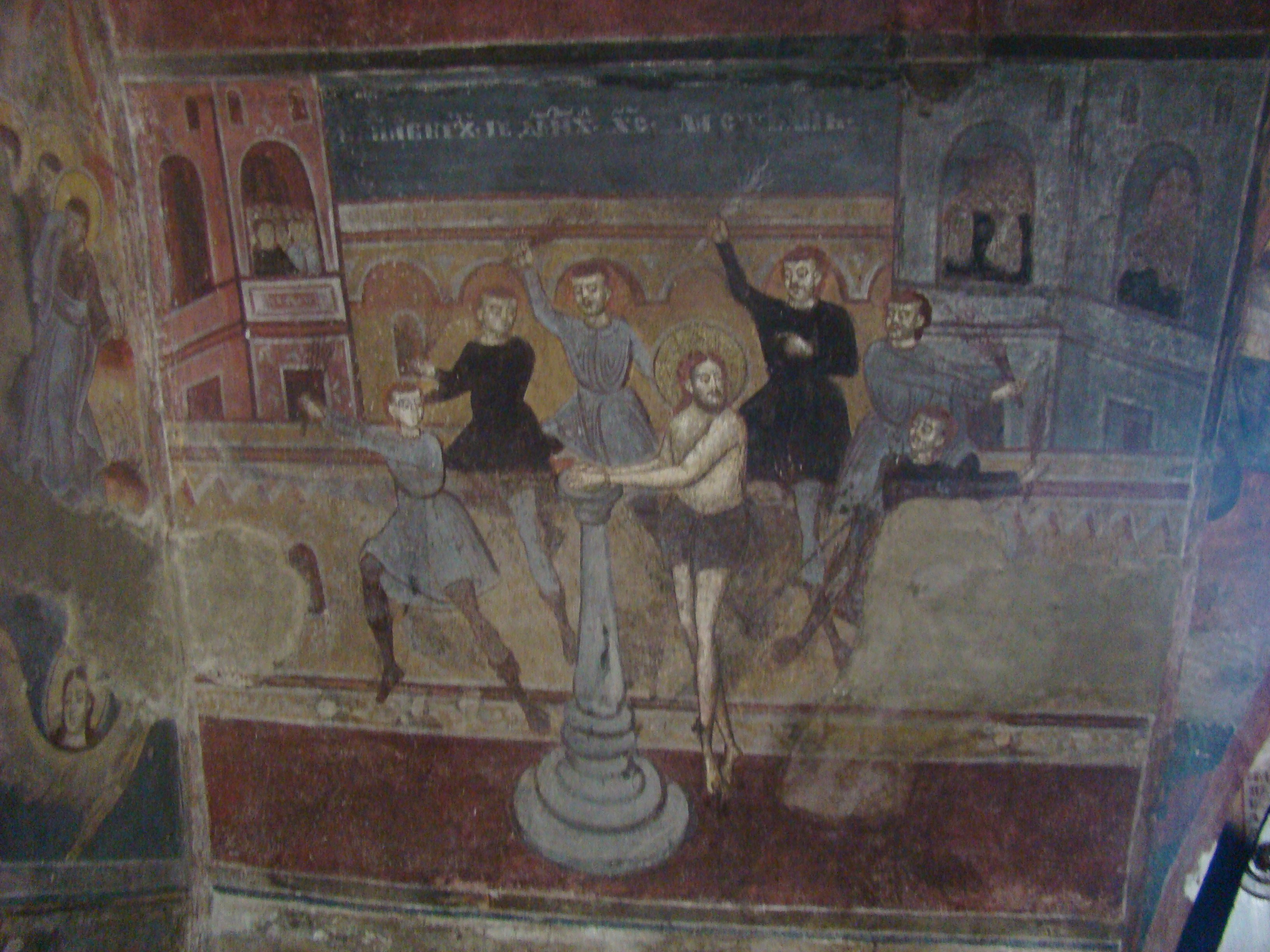
Patimile lui Iisus

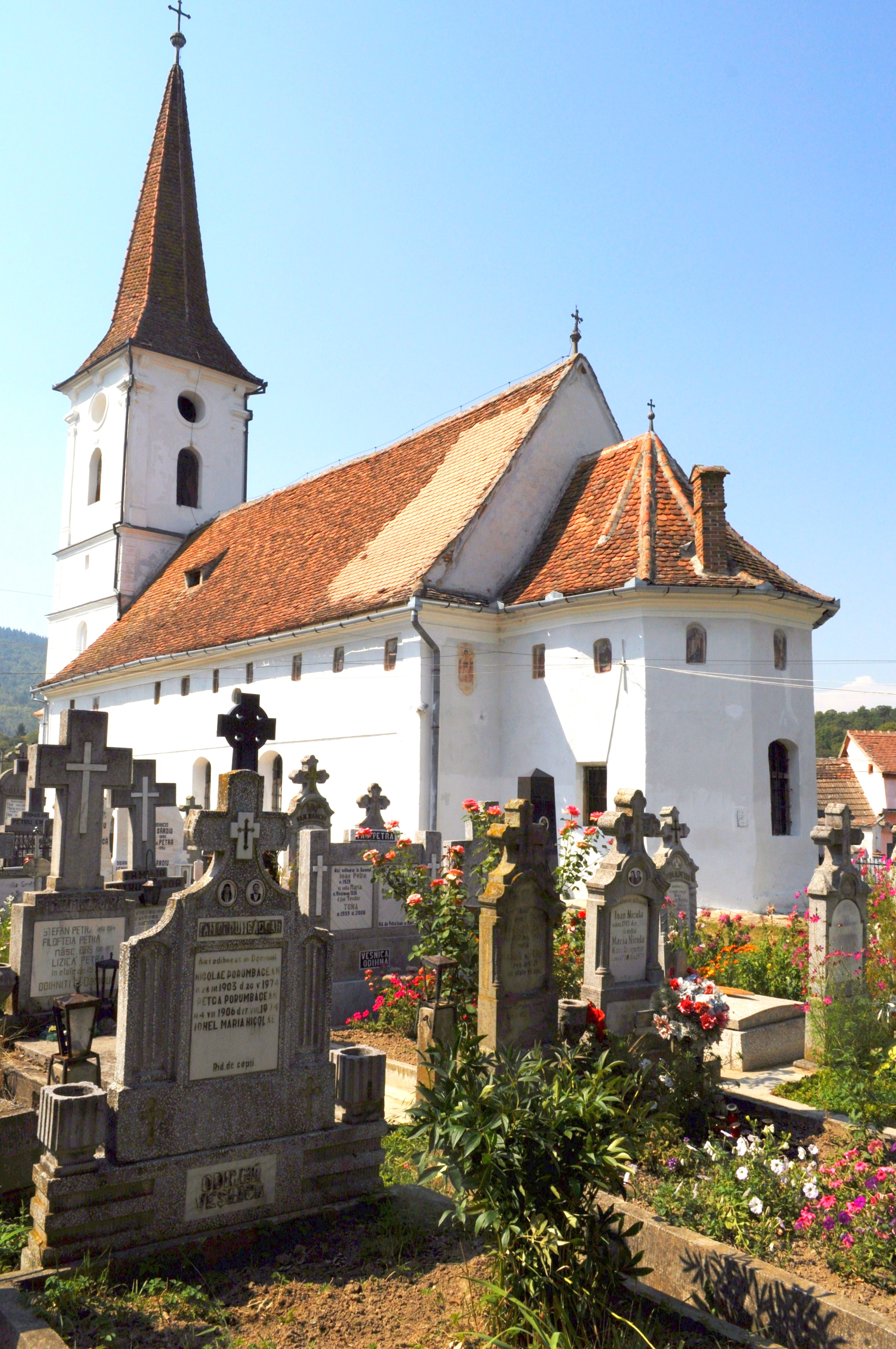
Biserica „Sfânta Treime” din Sibiel, județul Sibiu, foto: august 2011.

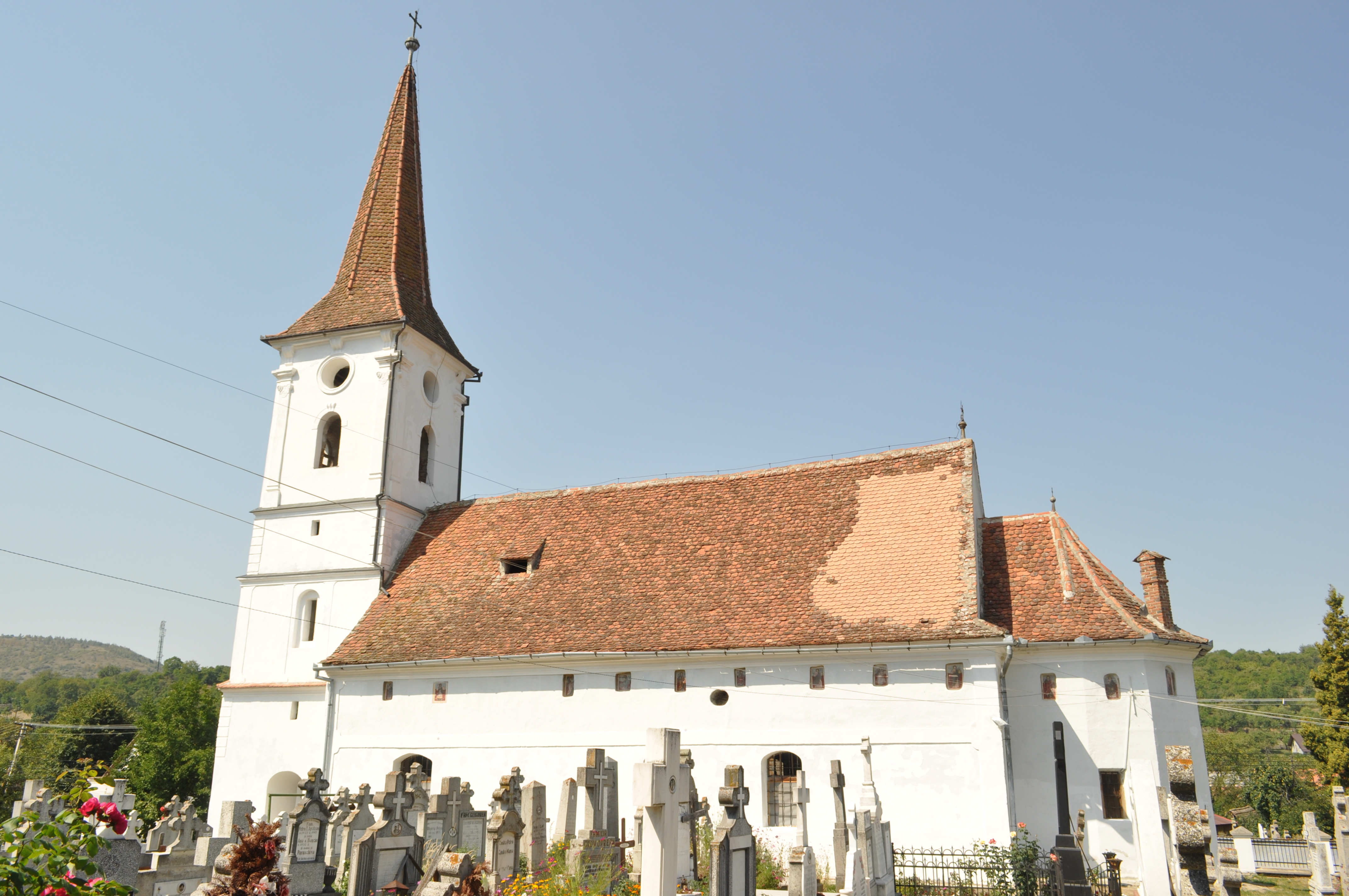
Biserica „Sfânta Treime” din Sibiel, județul Sibiu, foto: august 2011.

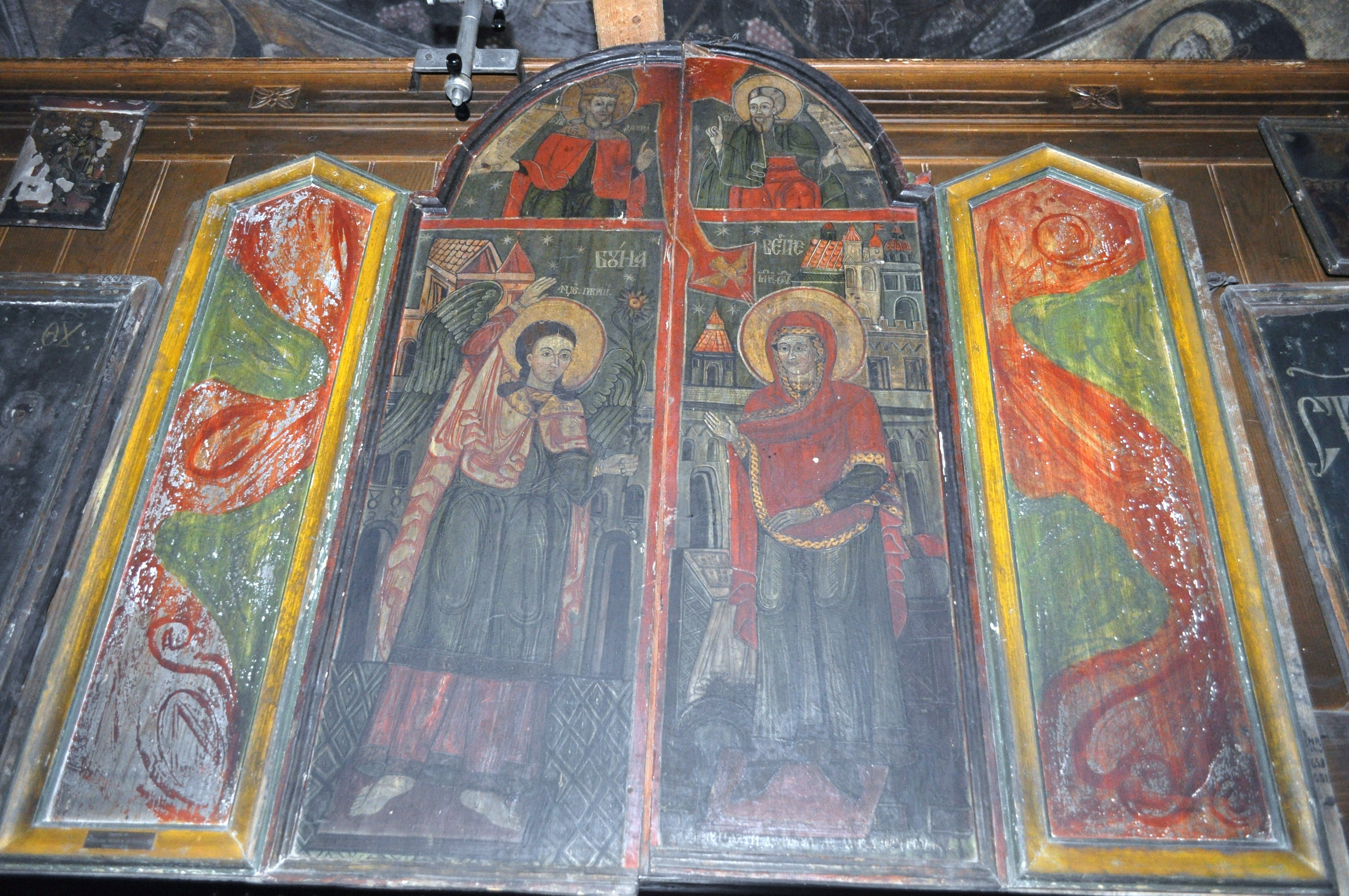
Vechile uși împărătești

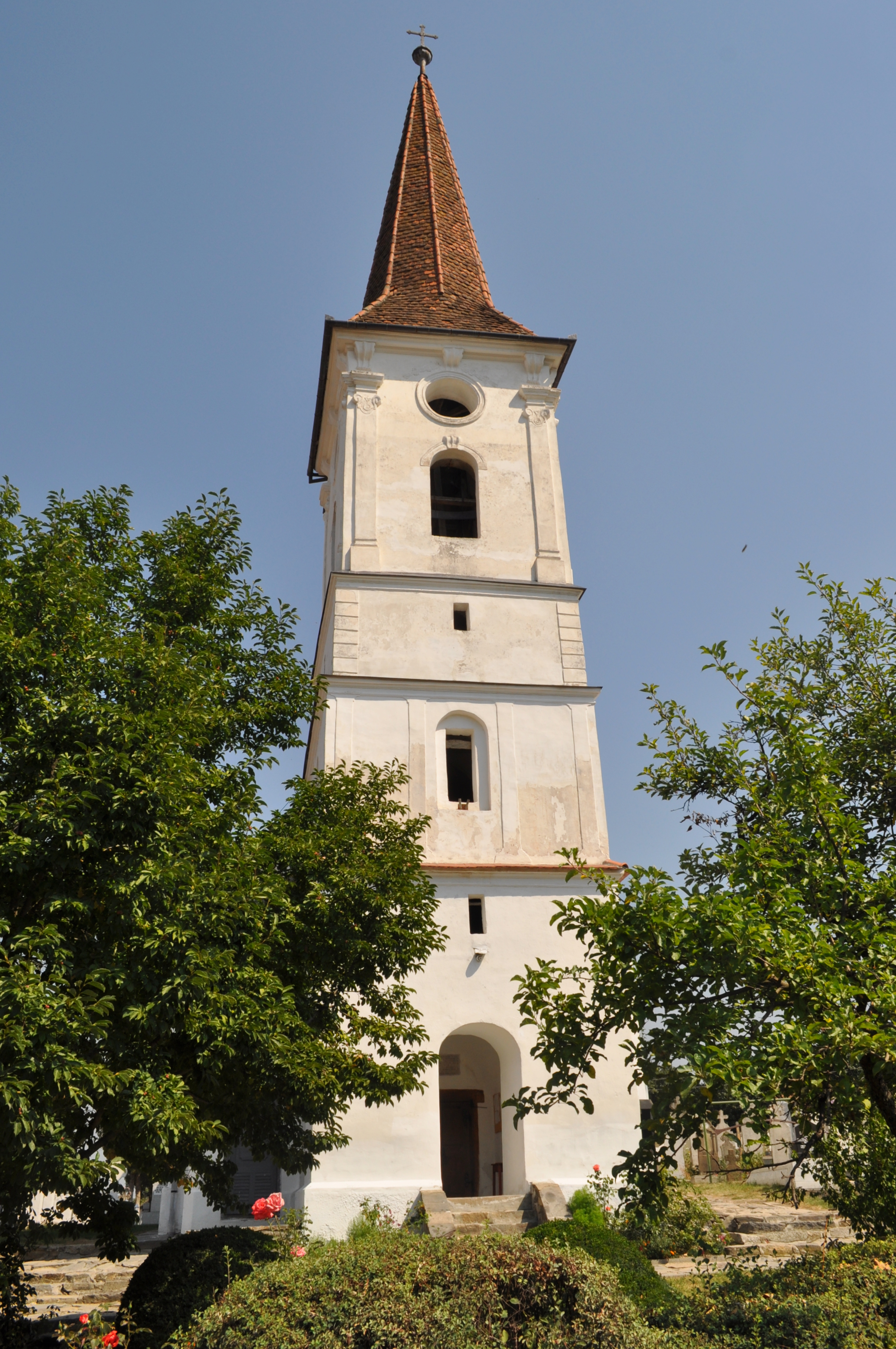
Turnul-clopotniță

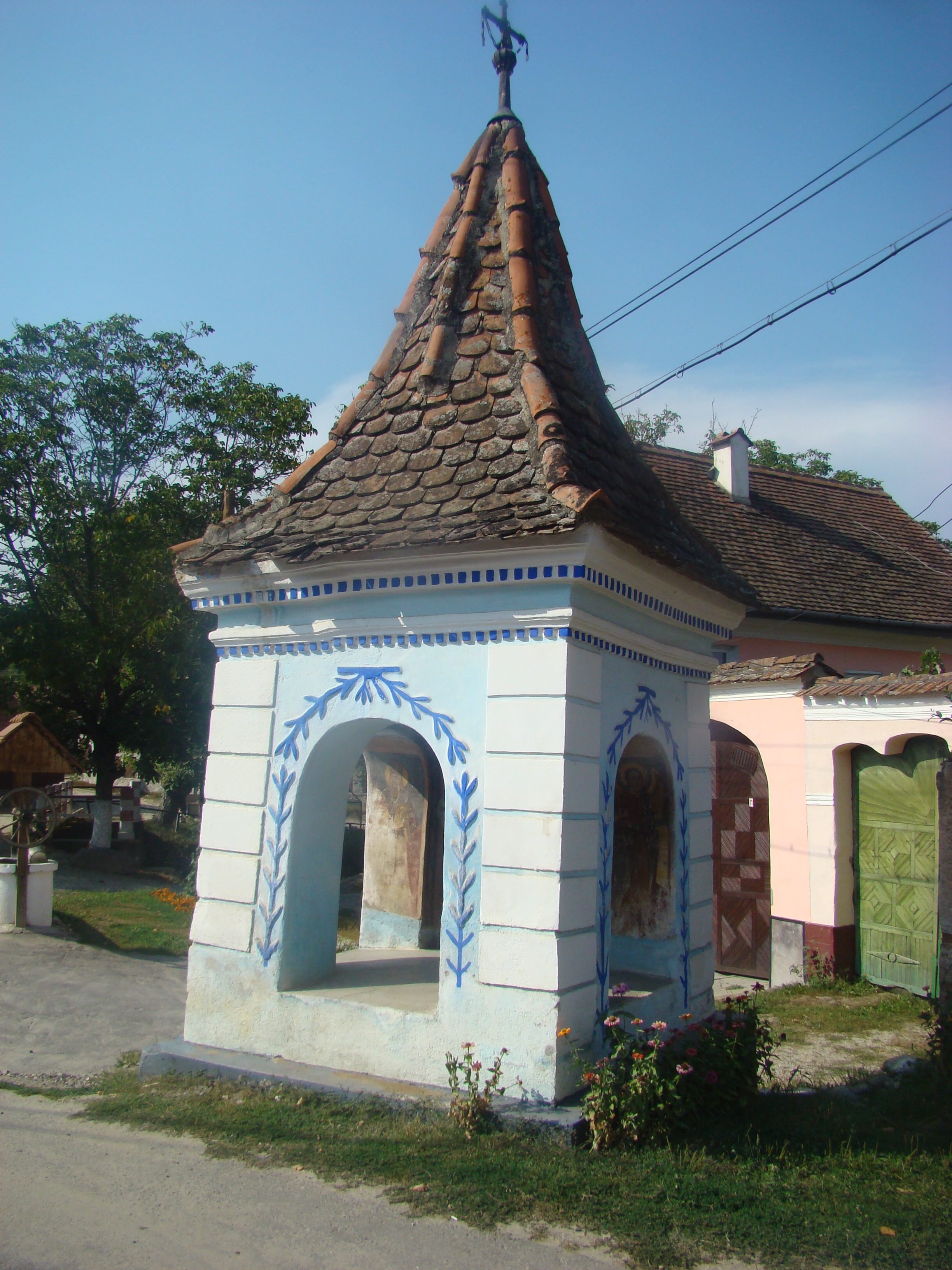
Troița, monument istoric

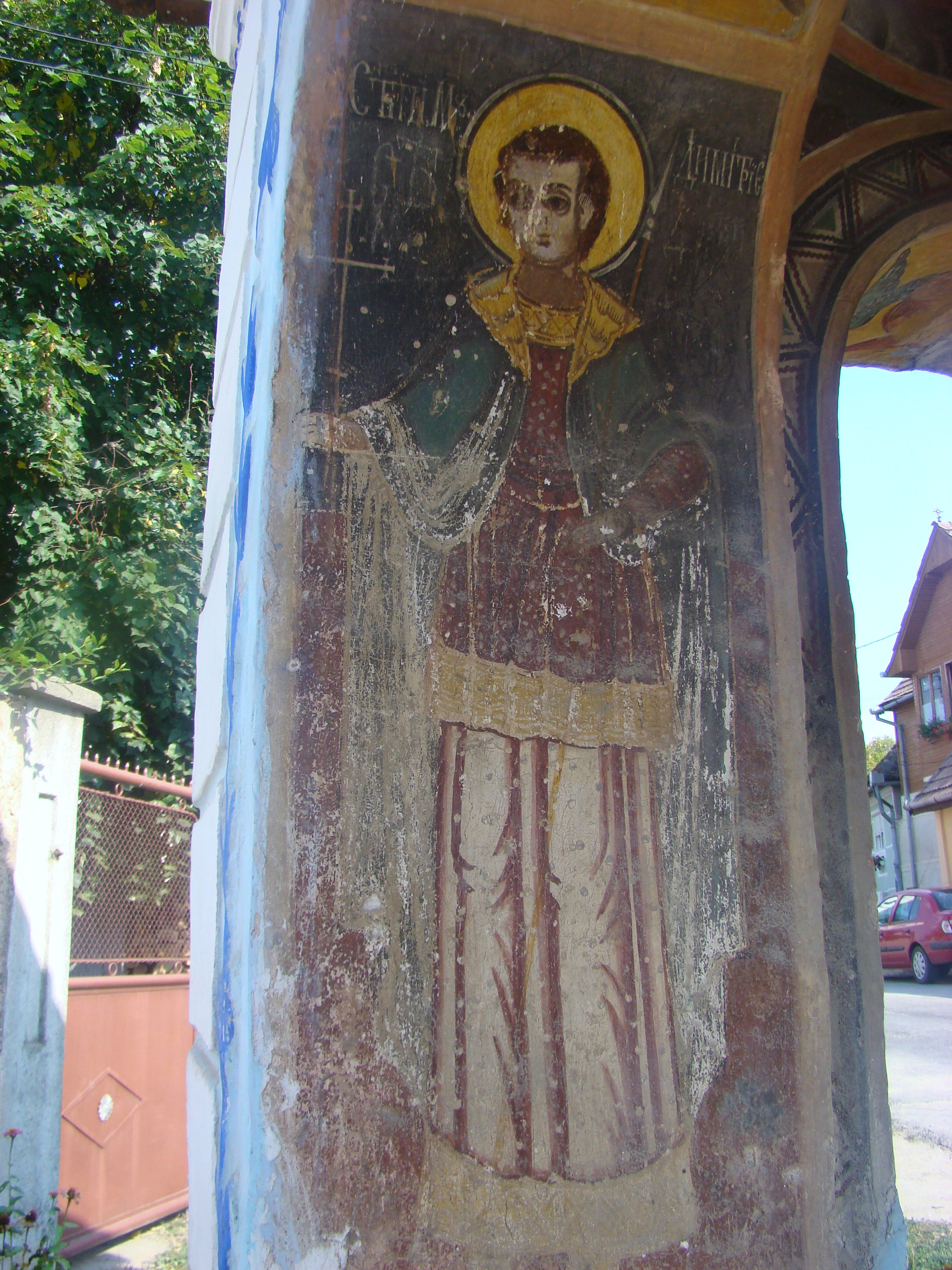
Pictura troiței

Biserica „Sfânta Treime” din Sibiel, județul Sibiu, a fost construită în anul 1765. Lăcașul de cult figurează pe lista monumentelor istorice 2010, cod LMI SB-II-m-A-12551.

## Istoric și trăsături
Un important rol religios și cultural în acest sat, care pânǎ la jumǎtatea secolului trecut a trǎit din creșterea animalelor și pomicultură, l-a avut, începând cu secolul al XVI-lea, Mănǎstirea, situatǎ la circa 5 km de Sibiel, în localitatea Chilii, împreunǎ cu școala sa. Mănǎstirea a fost desființatǎ și distrusǎ cǎtre sfârșitul secolului al XVIII-lea, cam în aceeași perioadǎ în care la Sibiel a fost ridicatǎ Biserica închinatǎ Sfintei Treimi. 
Construitǎ începând cu 1765 ca biserică unită, lăcașul a fost pictat între 1774-1775 de meșterii zugravi Stan și Iacob, fii ai preotului Radu din Rășinari, cei care între 1747-1749 pictaseră Catedrala Sfânta Treime din Blaj. Opera lor a fost readusǎ la luminǎ pentru a fi admiratǎ și astǎzi prin lucrǎrile de restaurare, încredințate unor specialiști de preotul ortodox Zosim Oancea la sosirea sa în Sibiel, în 1964-1965. Acesta a intuit prezența acestor fresce acoperite de cinci straturi de var, pe un zid complet înnegrit de fumul lumânǎrilor. Cu un naos unic, cu nișe semicirculare și fresce care, împreunǎ cu motivele biblice și liturgice tipic bizantine, preiau și motive occidentale tipic baroce, precum reprezentarea unor papi, biserica din Sibiel este astǎzi un monument istoric național.
Biserica a fost ridicată din strădania satului, de către ctitorii familiei Șteflea, nu din bârne, ci din bolovani de piatră, legați cu cărămidă și mortar.  Tradiția orală spune că bolovanii de piatră s-au adus din Valea Uții, ierni de-a rândul, pe săniuțe trase de bivoli, pe după grădini. Fresca a fost lucrată în anii 1774-1775 de către zugravul Stan, pictor renumit în acea vreme, parte împreună cu fratele sau Iacob, "fii popii Radu din Rășinari", cum apar semnați cam în aceeași vreme, pe niște lucrări în pictura la Mănăstirea de la Curtea de Argeș.
O particularitate a picturii din acest monument o constituie motivul papilor - pe care-l mai regăsim în picturile din bisericile de la Snagov, în apropierea Bucureștiului, la Bolnița Coziei sau la Mănăstirea Dintr-un lemn. O asemenea temă, foarte rară în arta de tradiție bizantină, vădește influența greco-catolică în părțile Sibielului, ca și în cazul altor monumente românești din Transilvania. Renovarea frescelor - acoperite de-a lungul anilor cu var - a fost începută, prin donații publice, la care și-au adus contribuția sătenii, instituții de stat și bisericești, în anul 1965 și s-a încheiat în anul 1969.

## Imagini din exterior

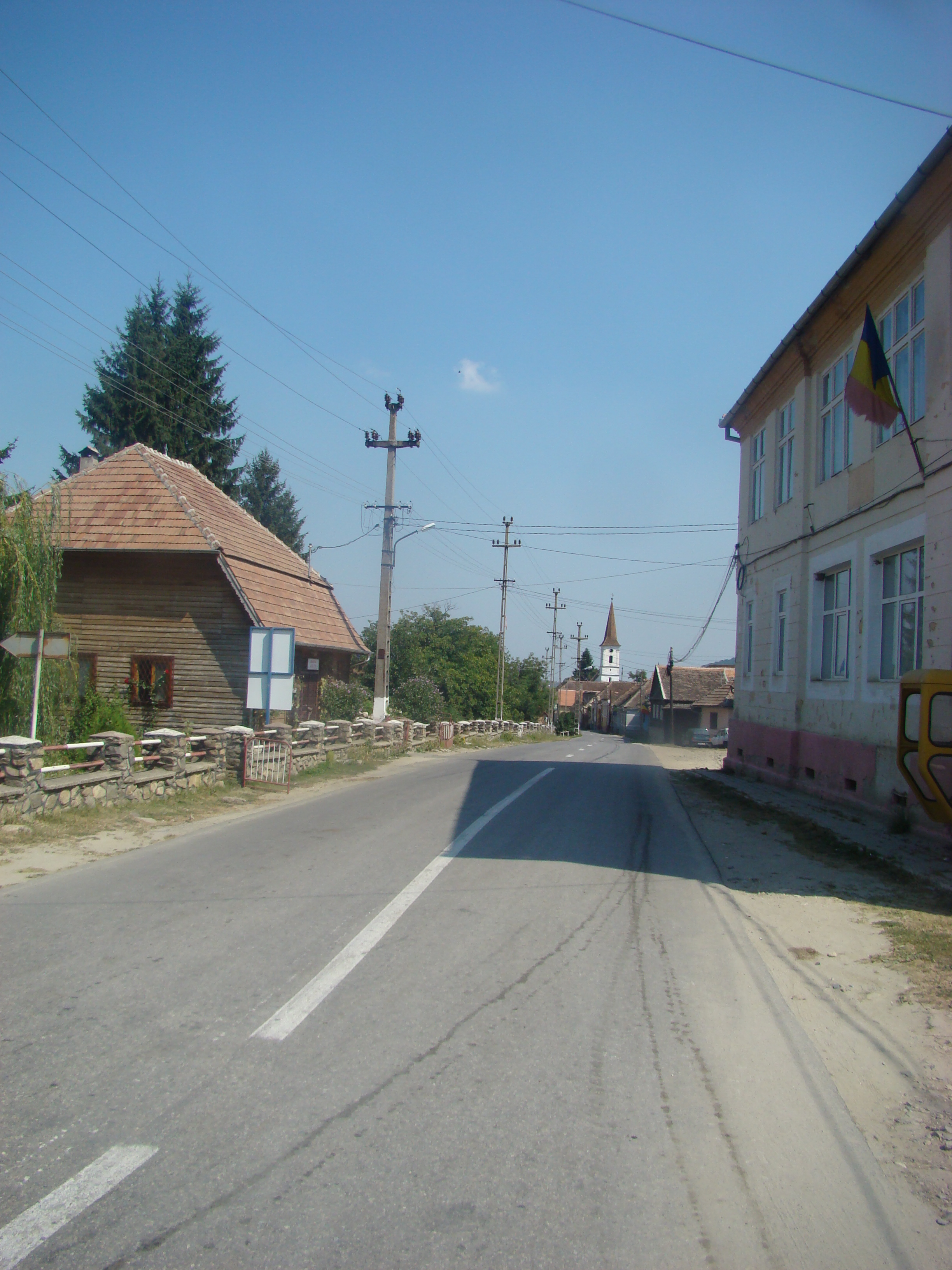
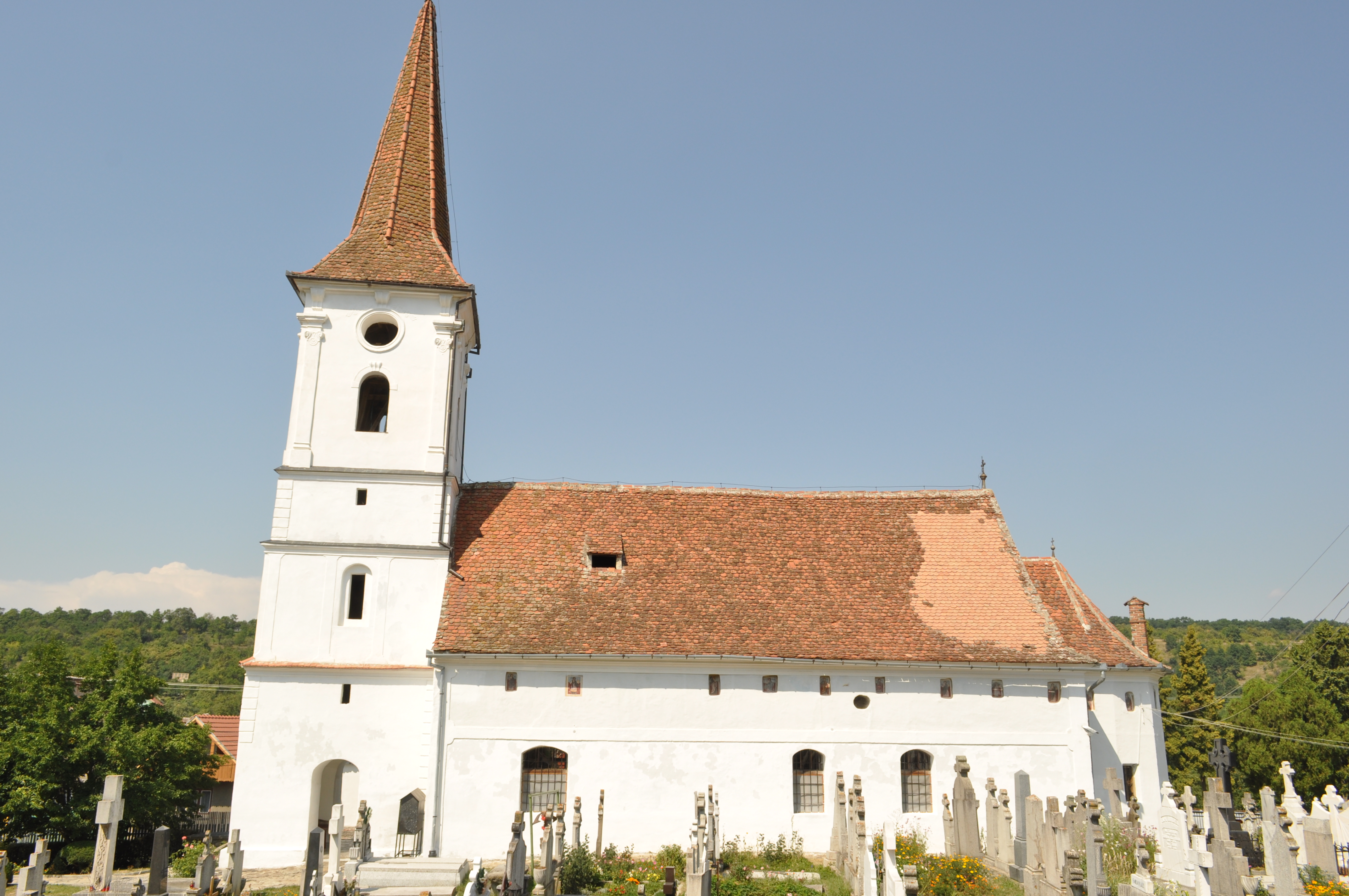
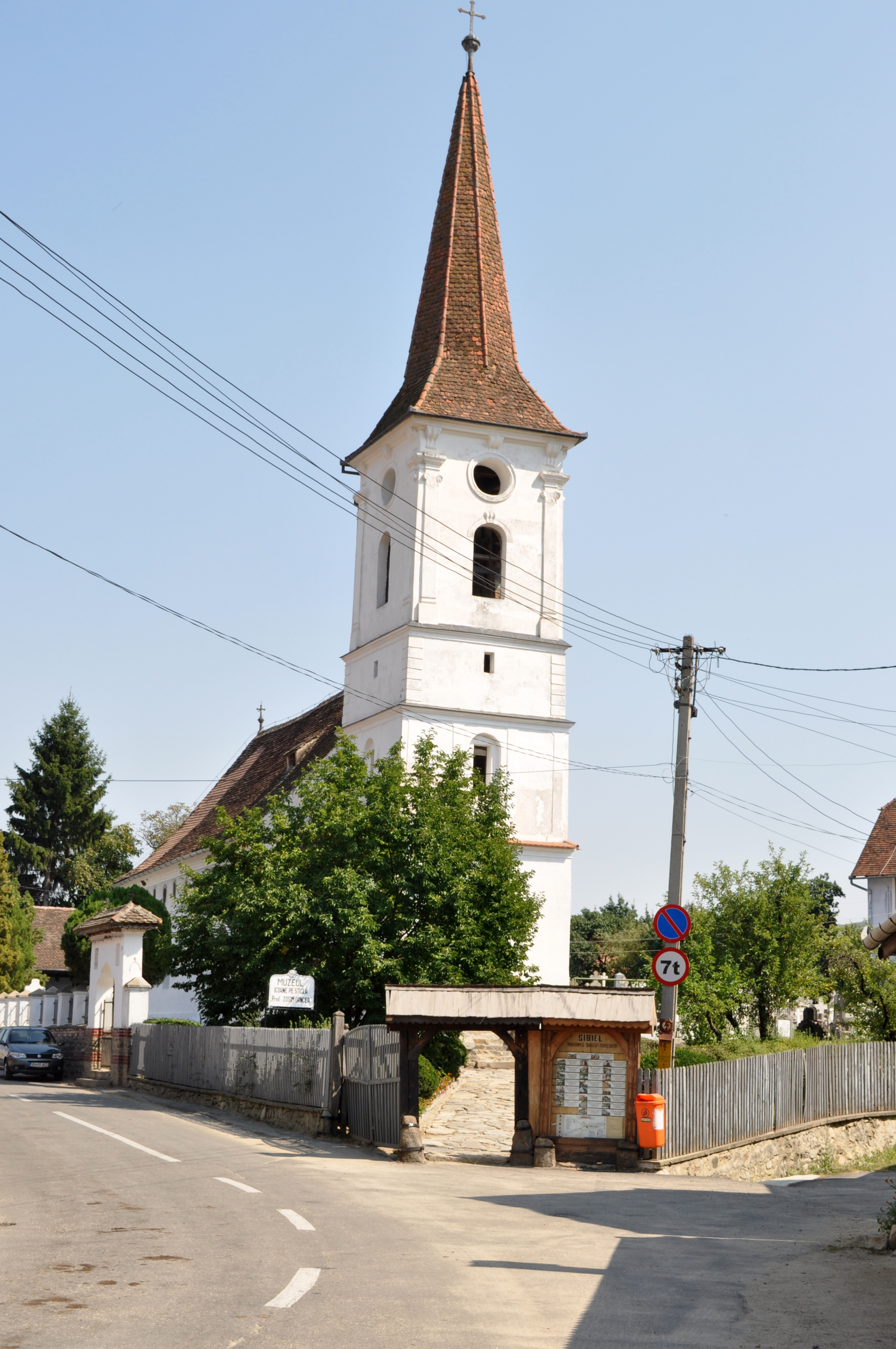
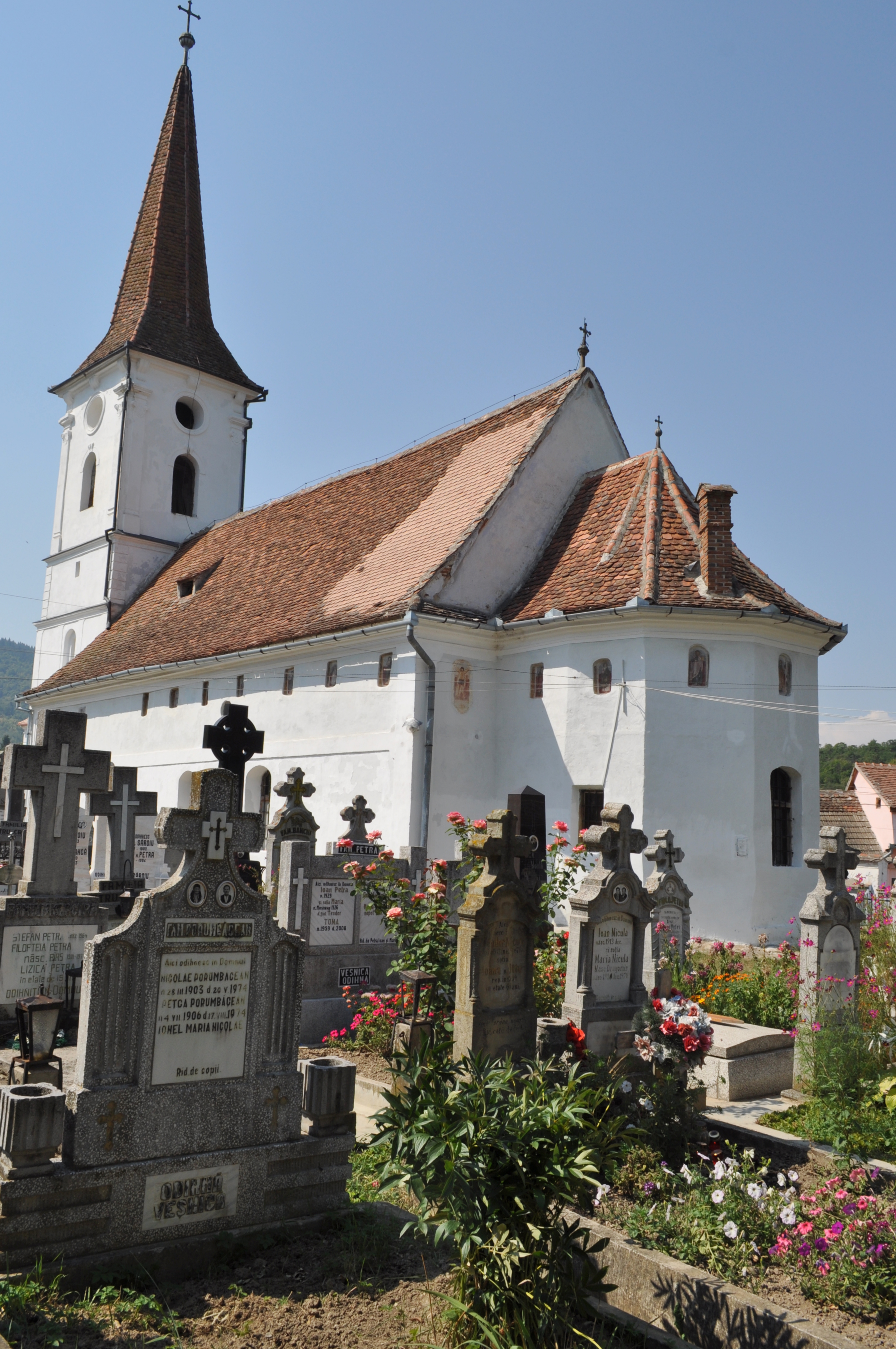
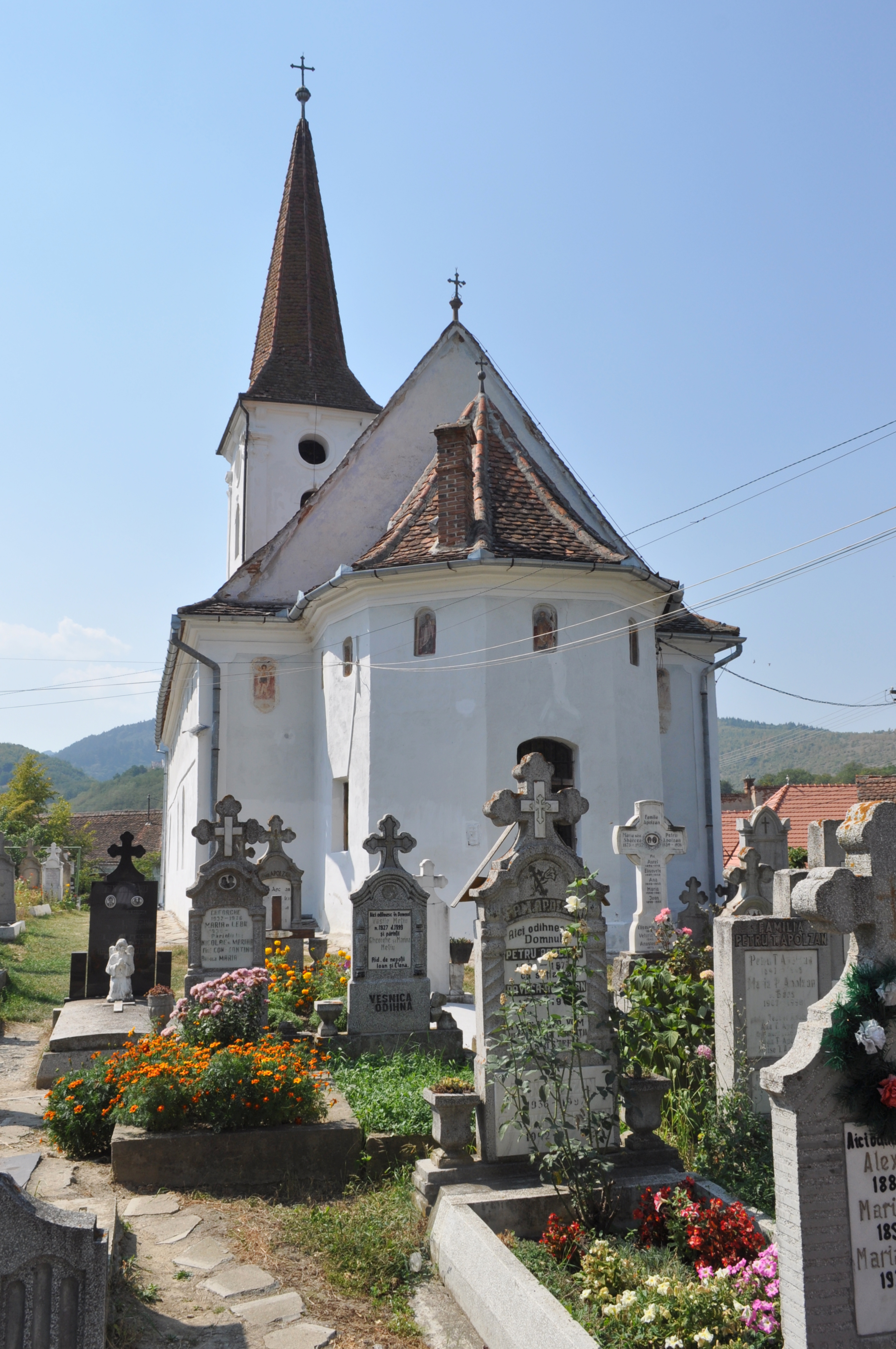
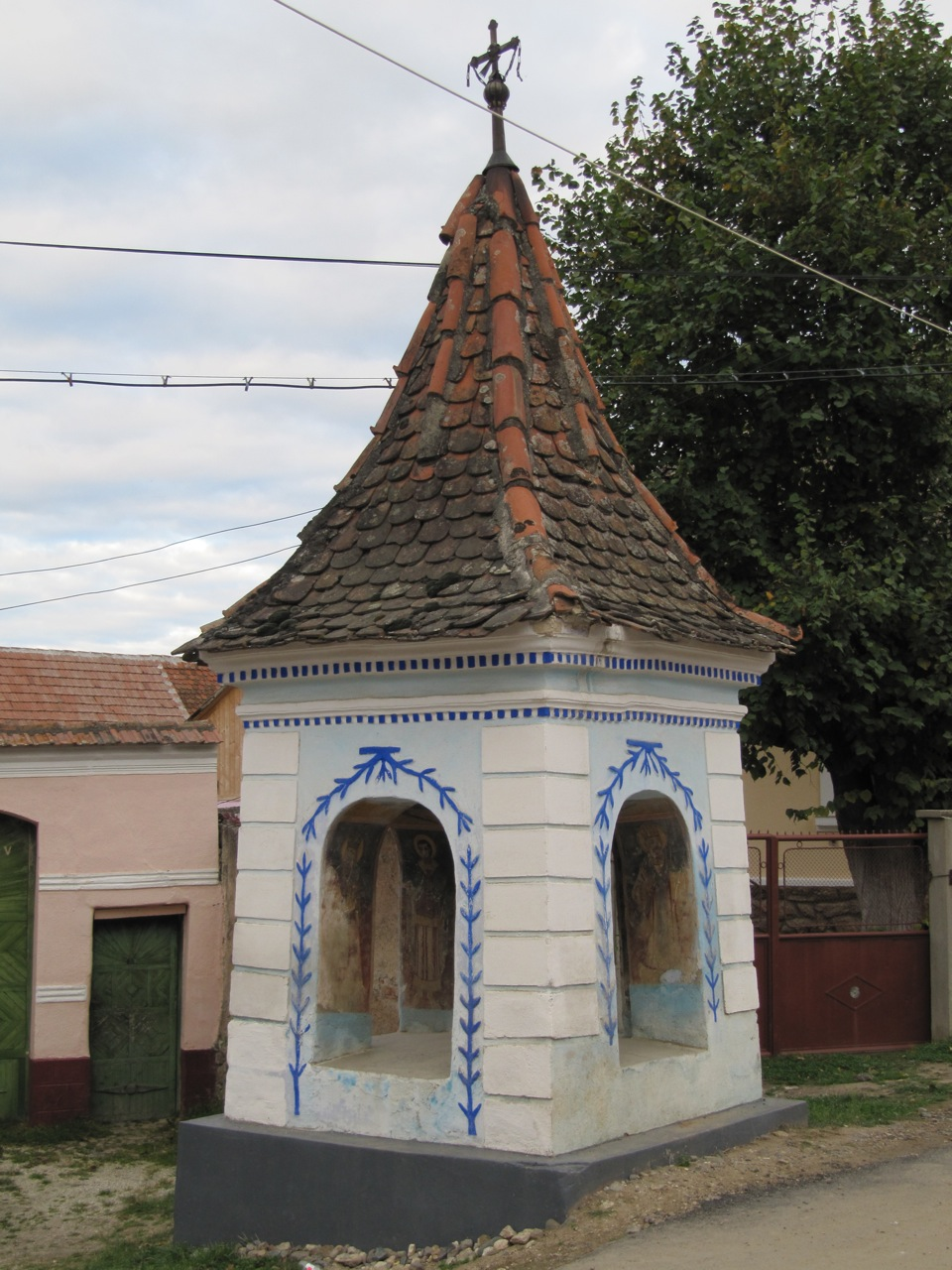
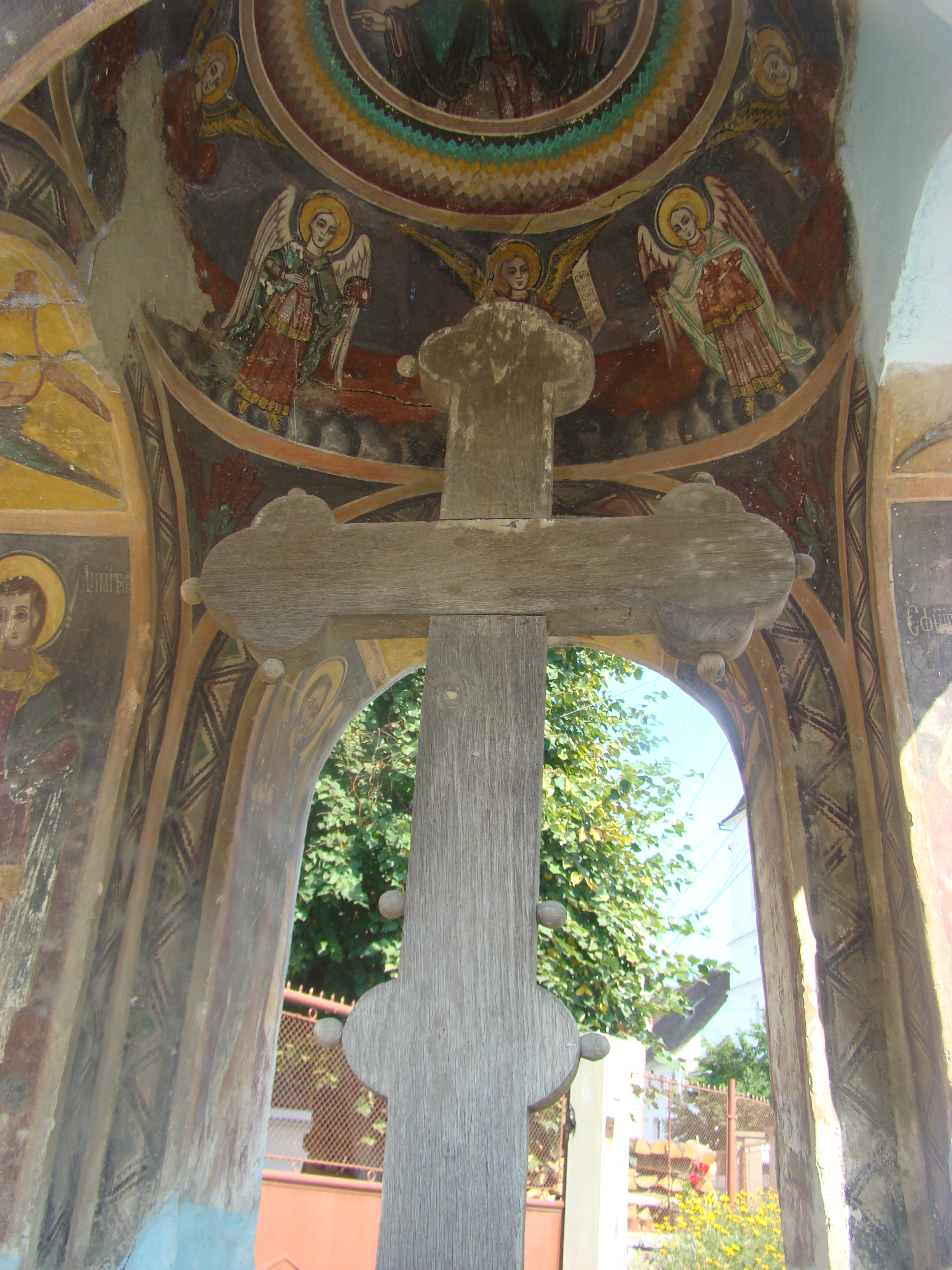
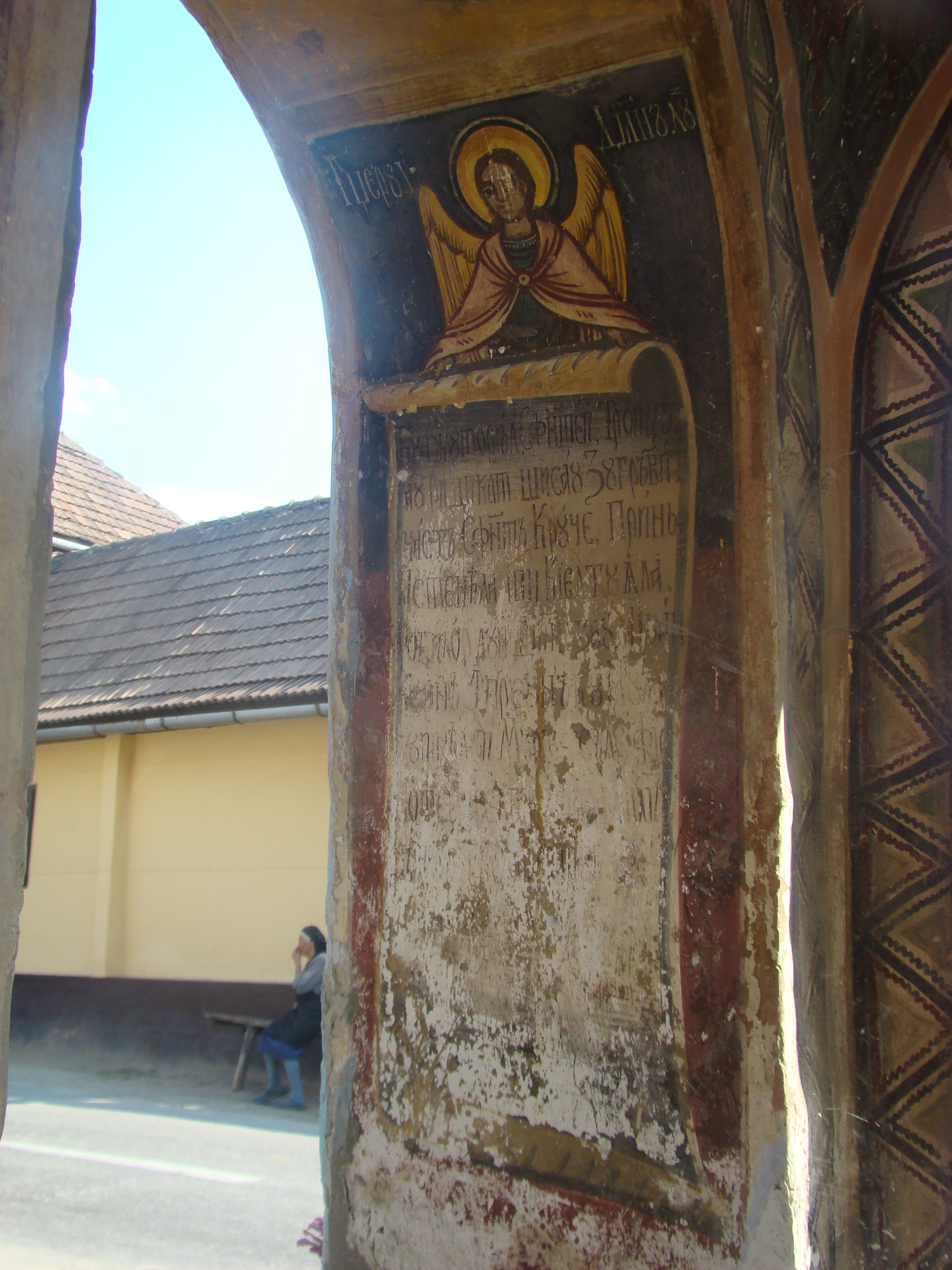

## Imagini din interior

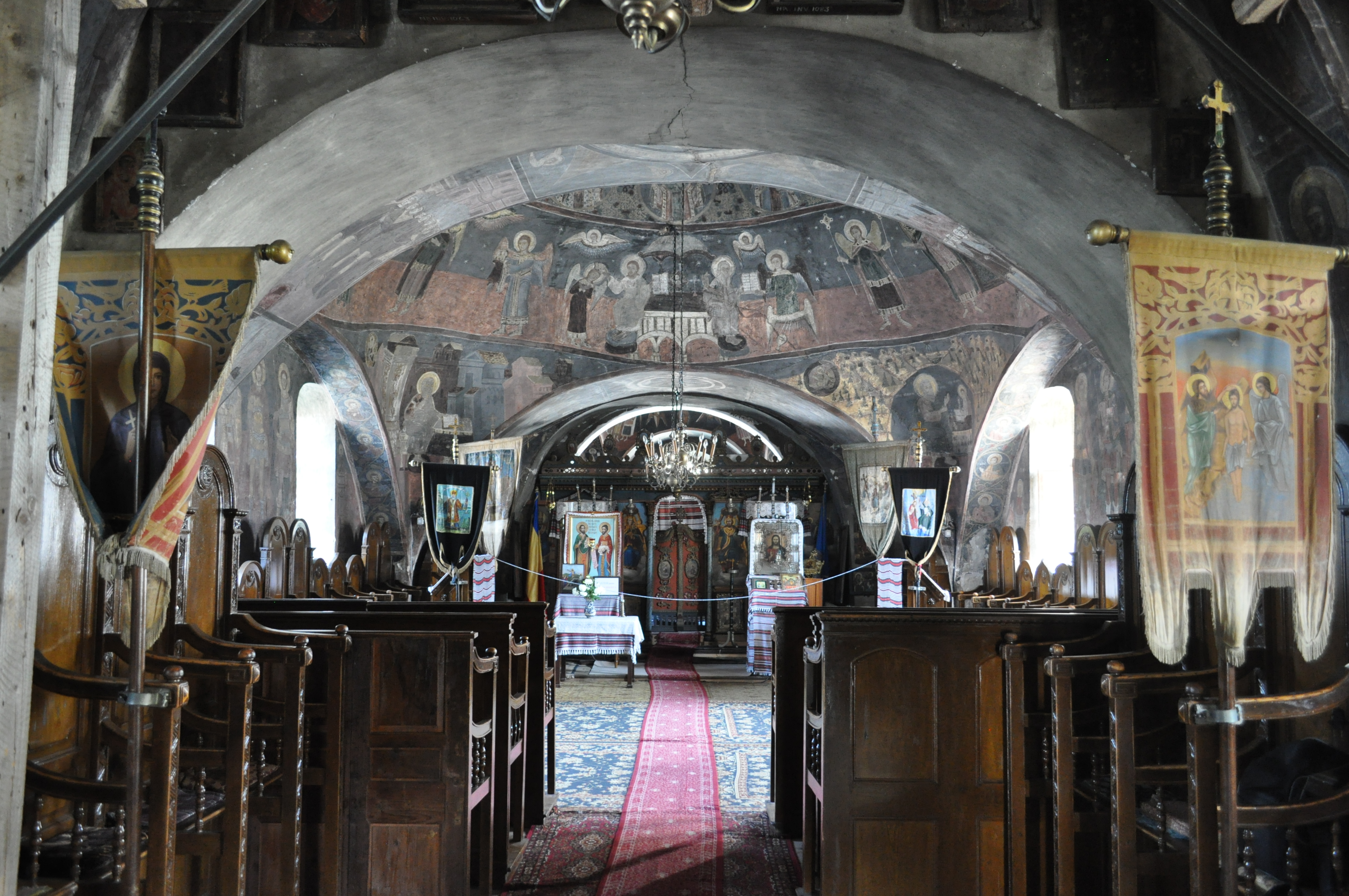
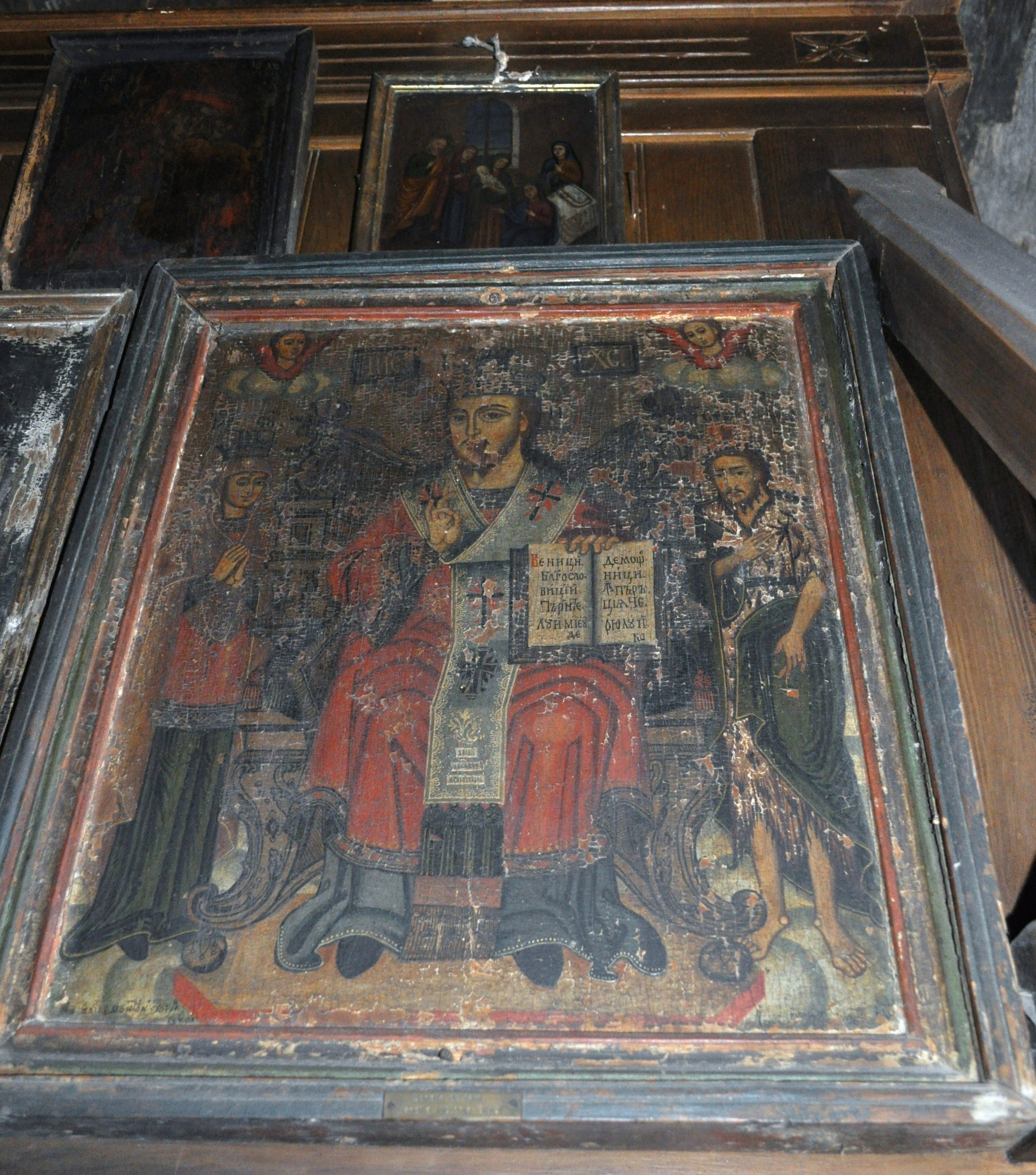
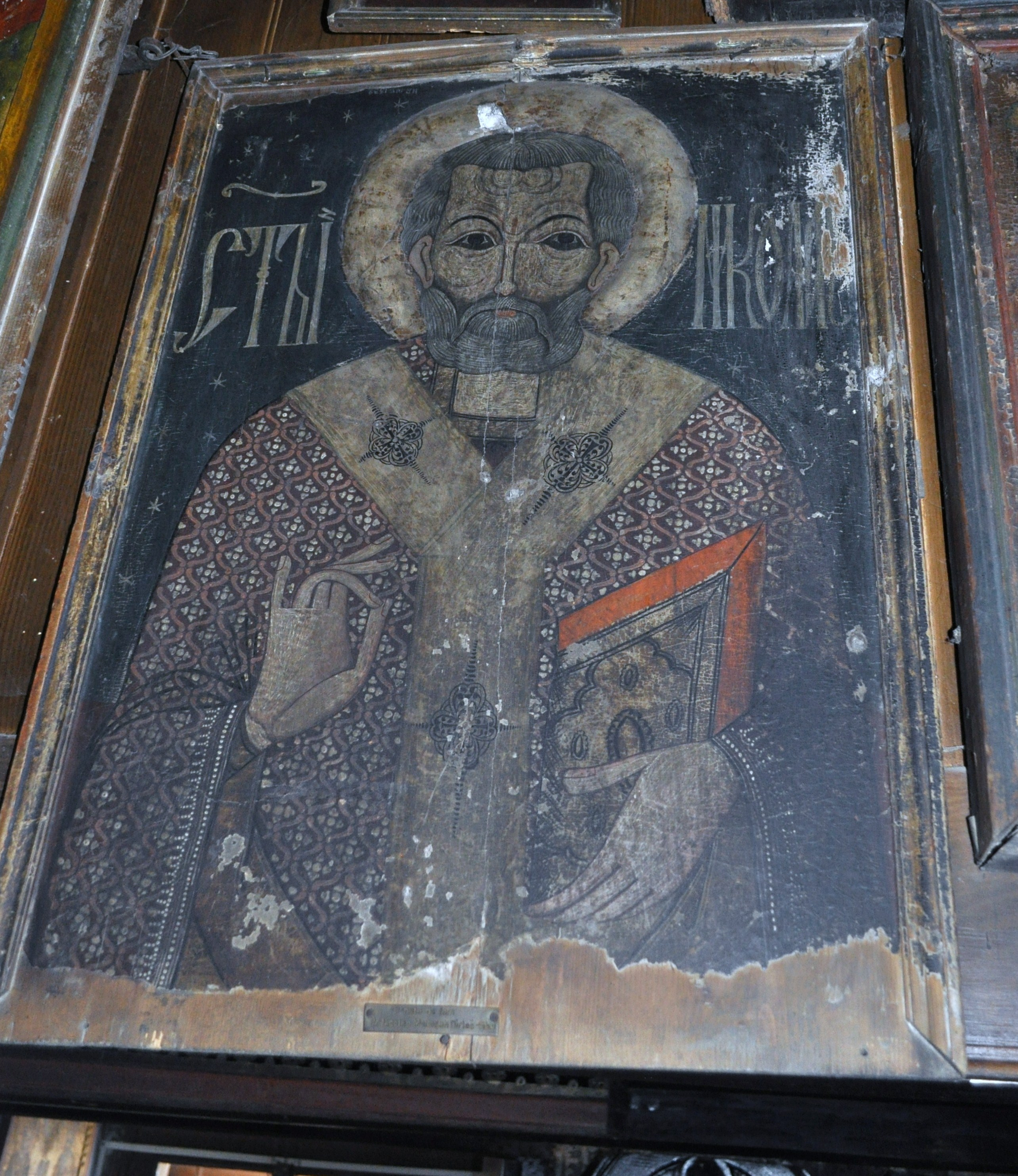
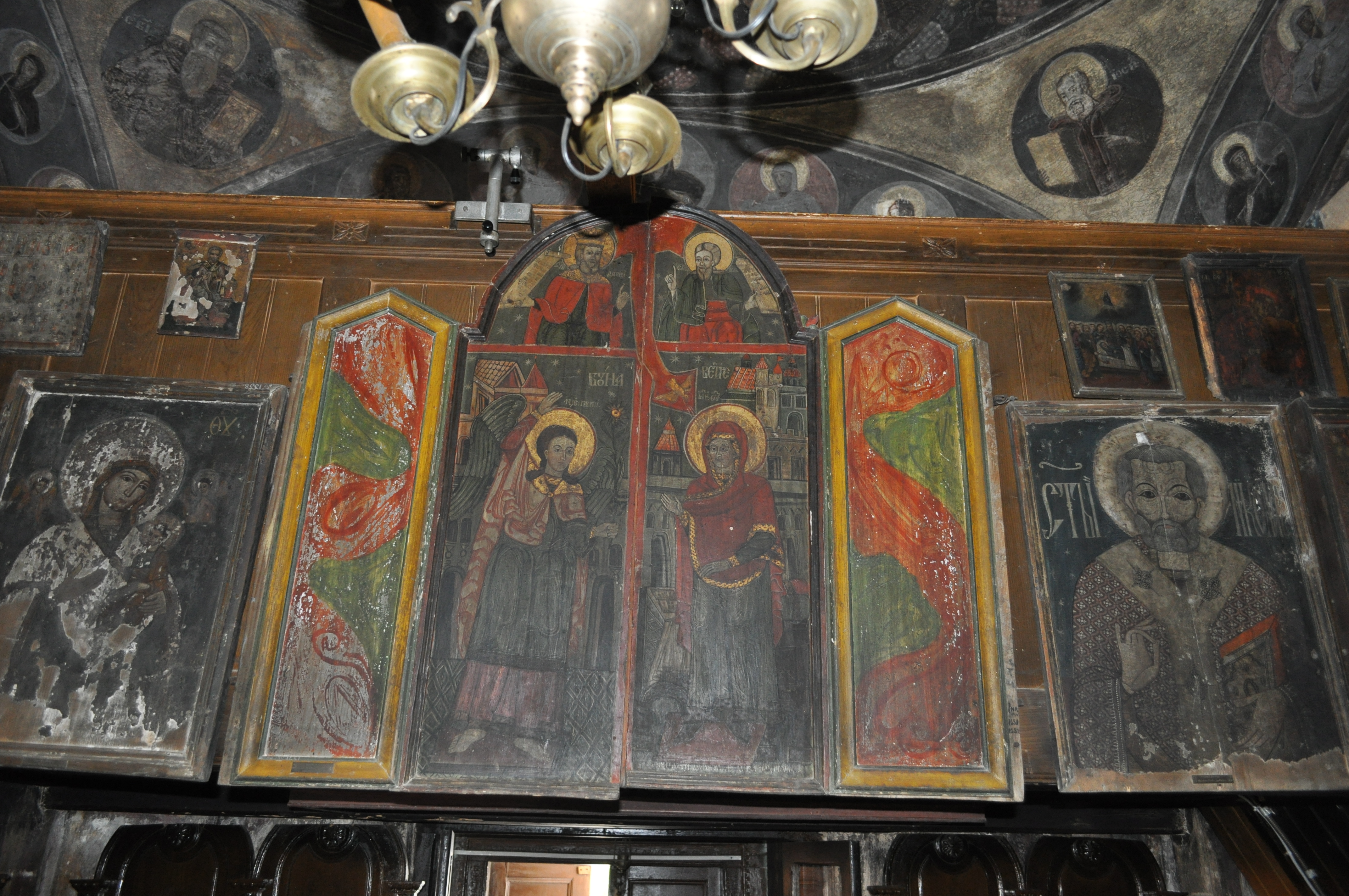
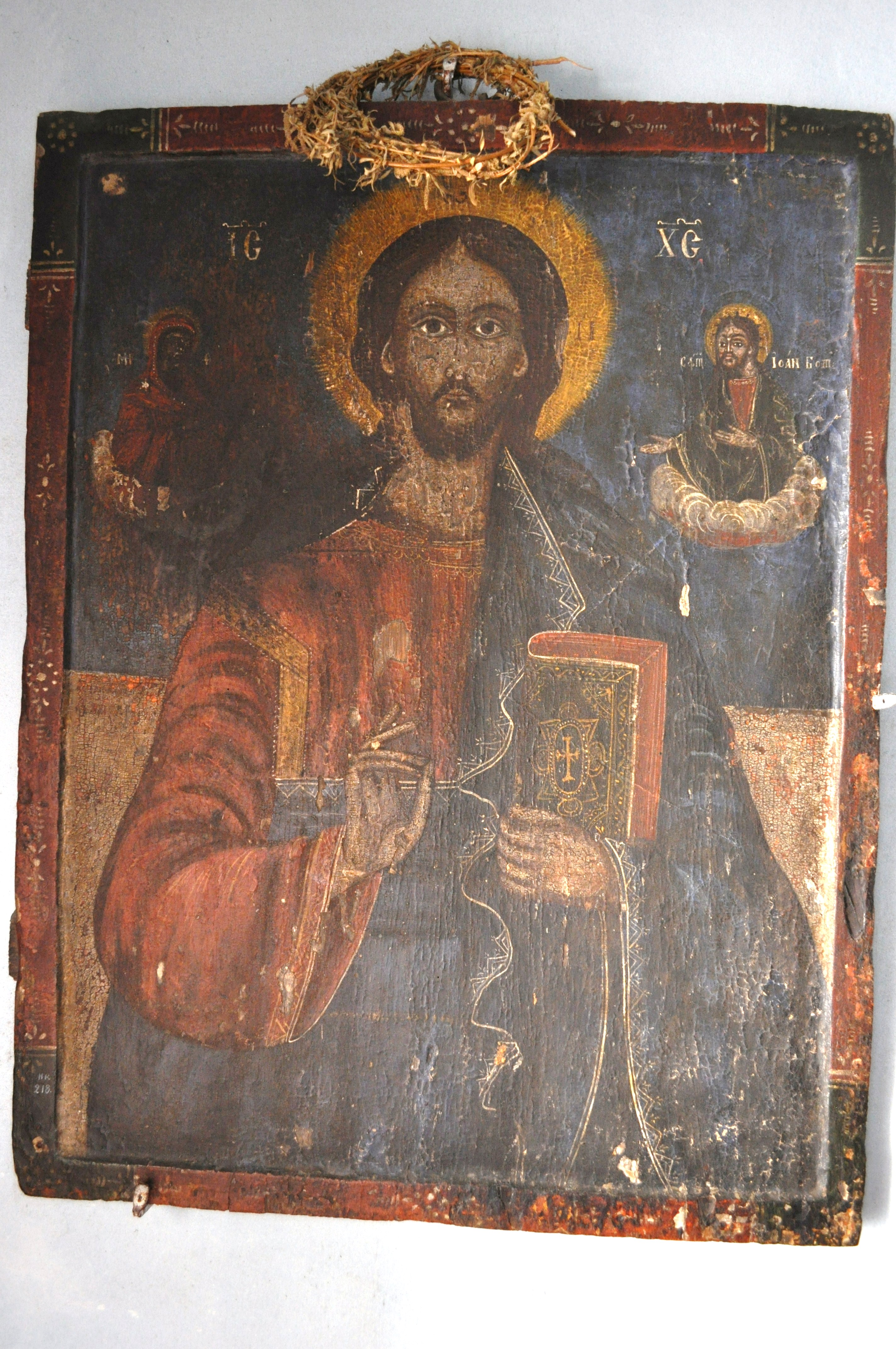
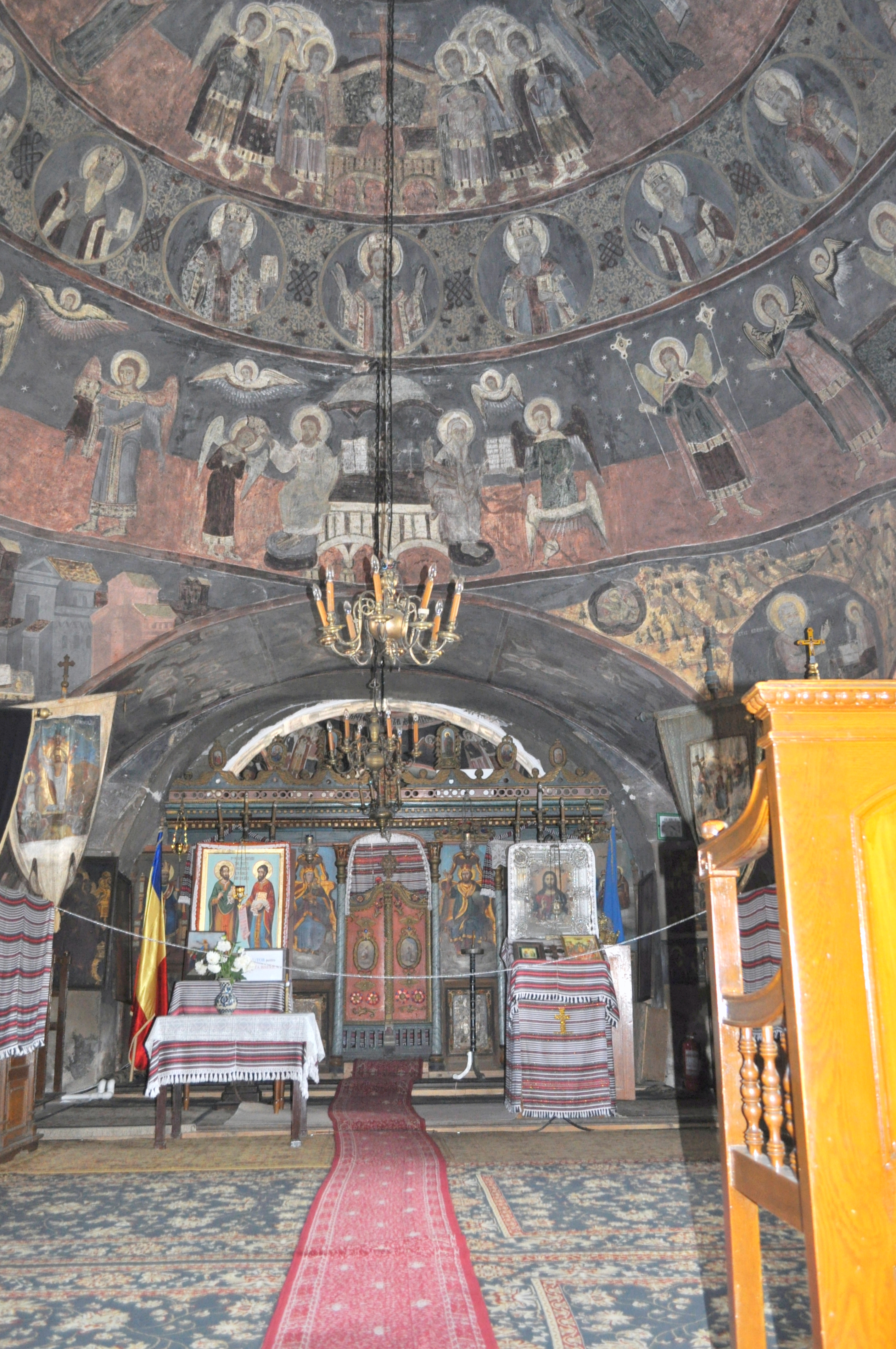
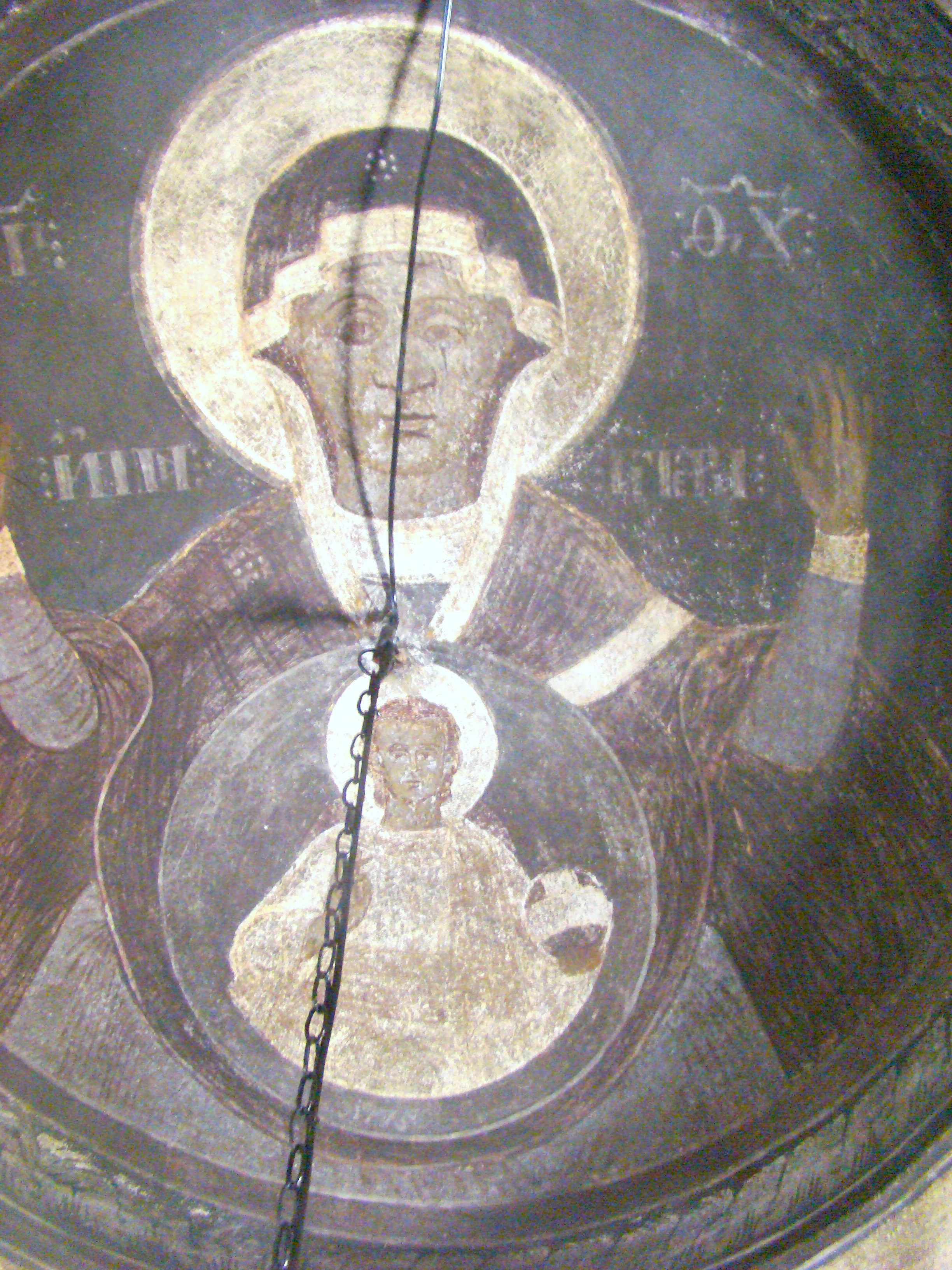
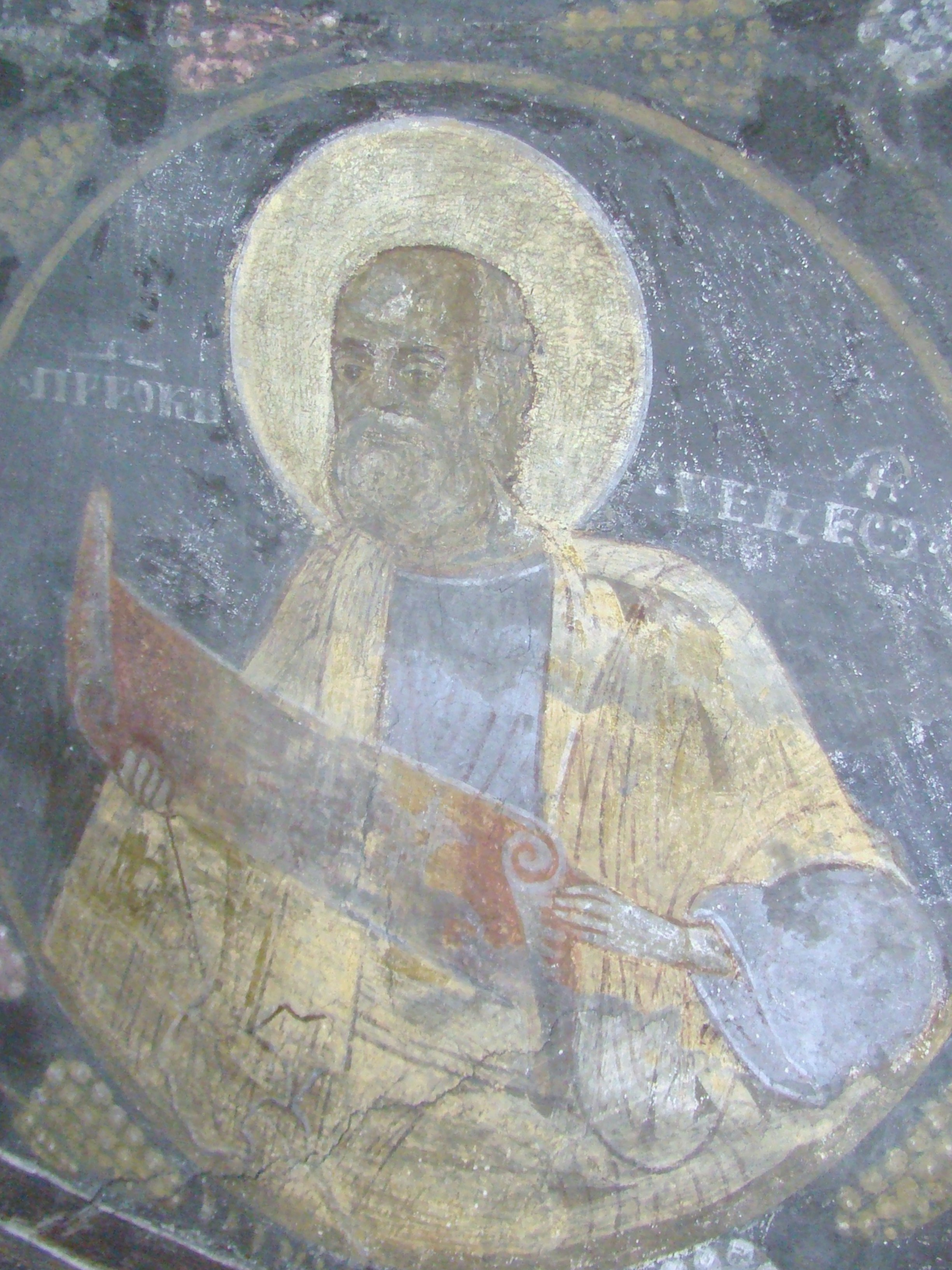
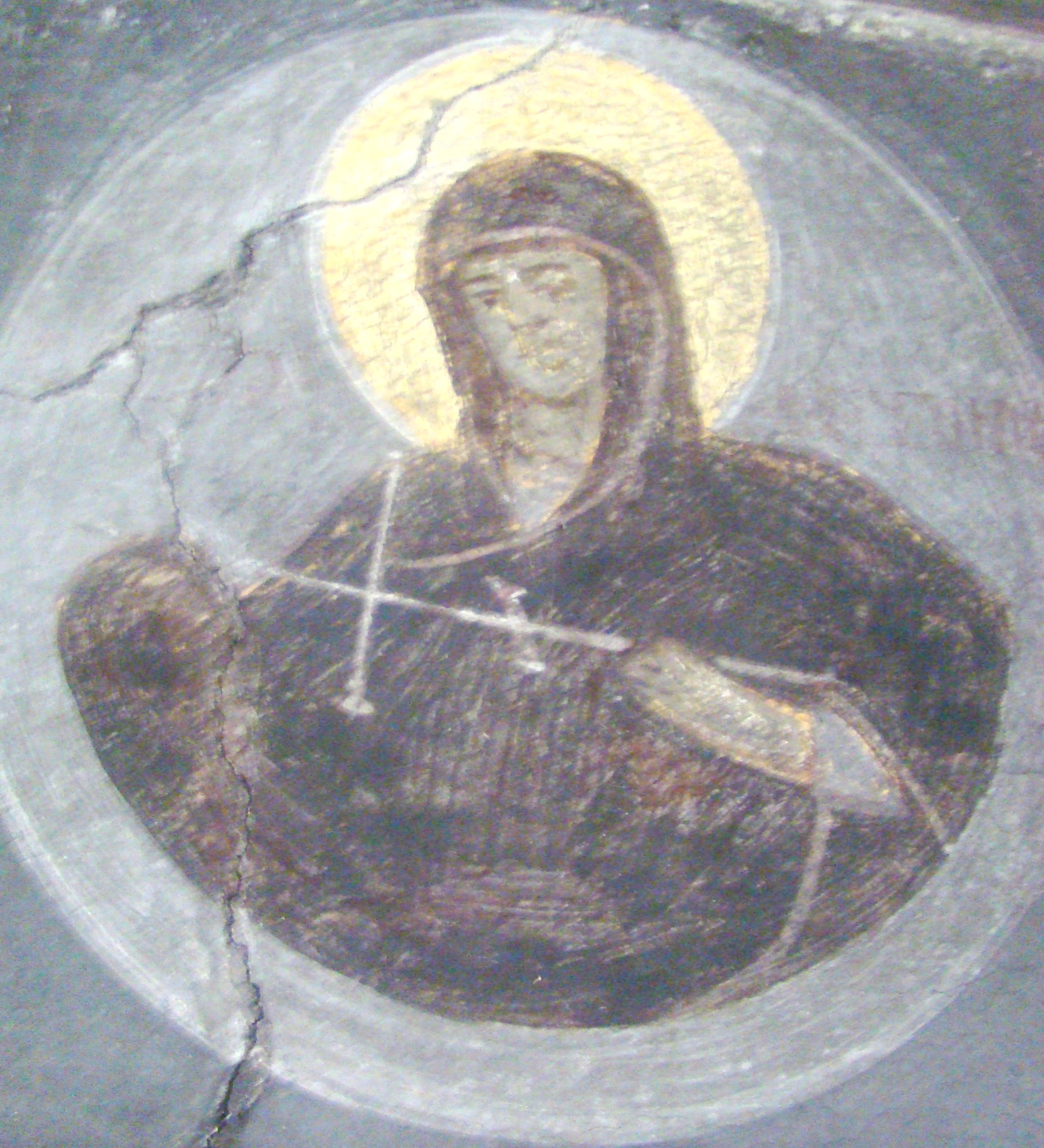
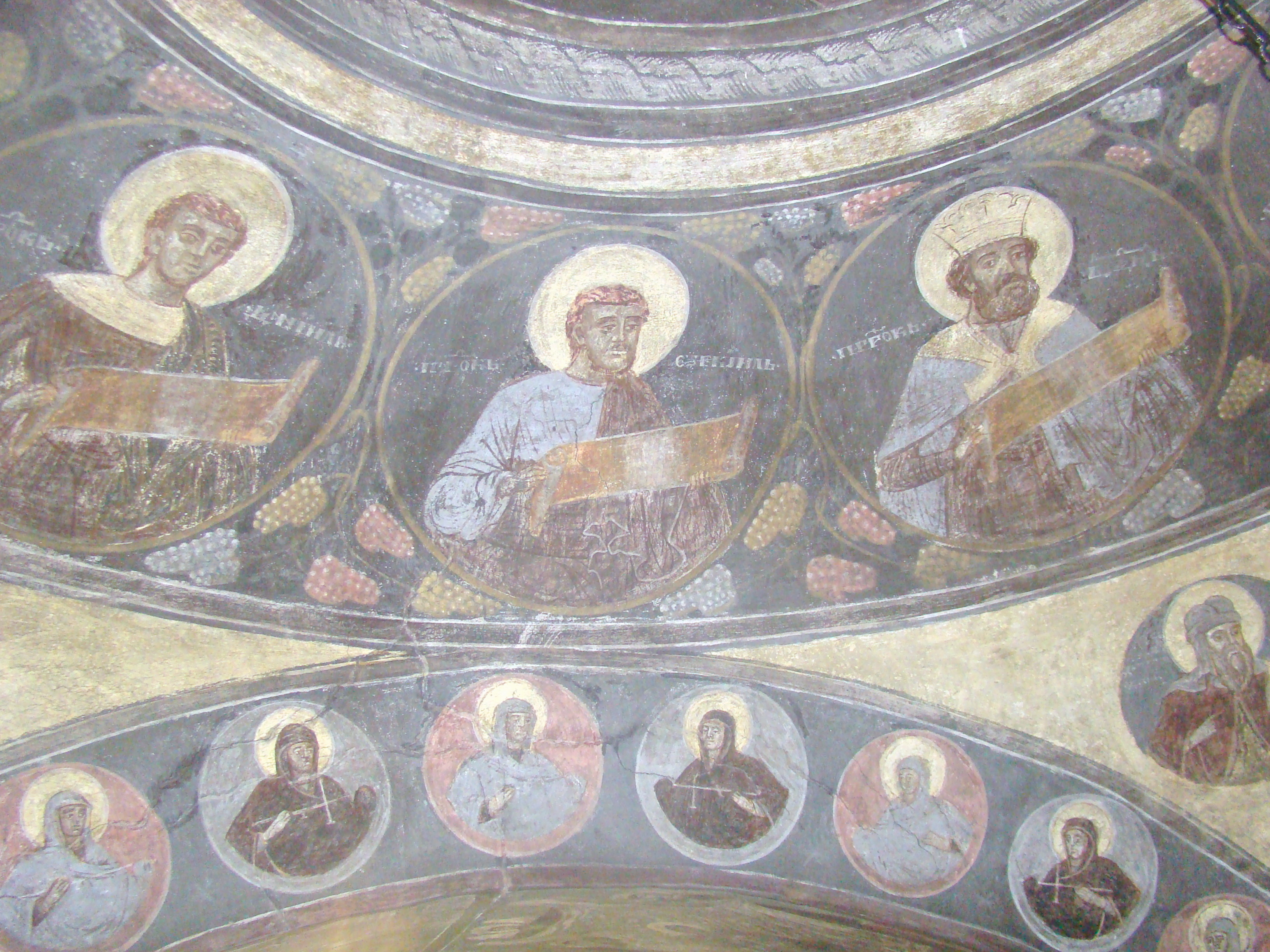
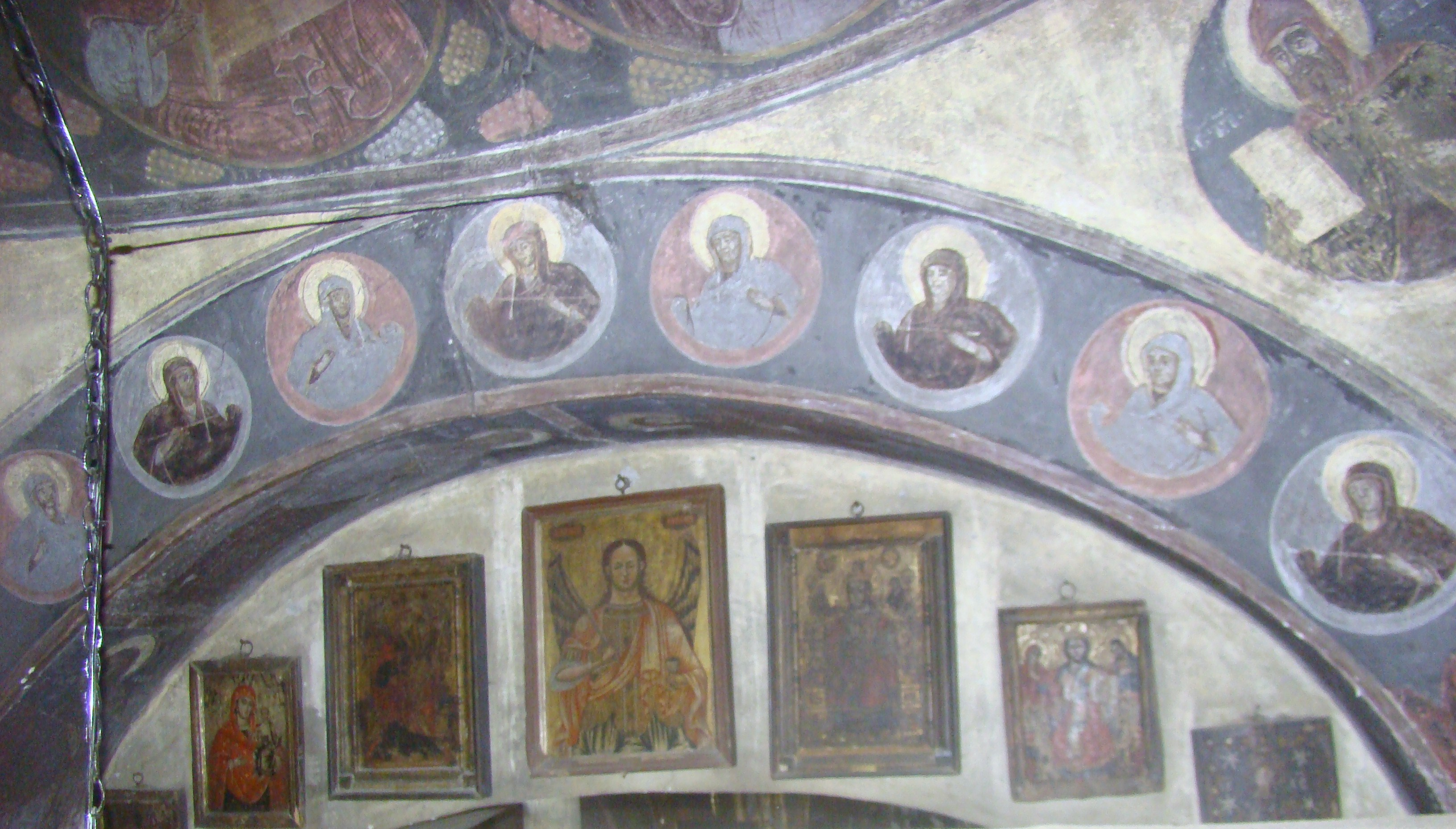
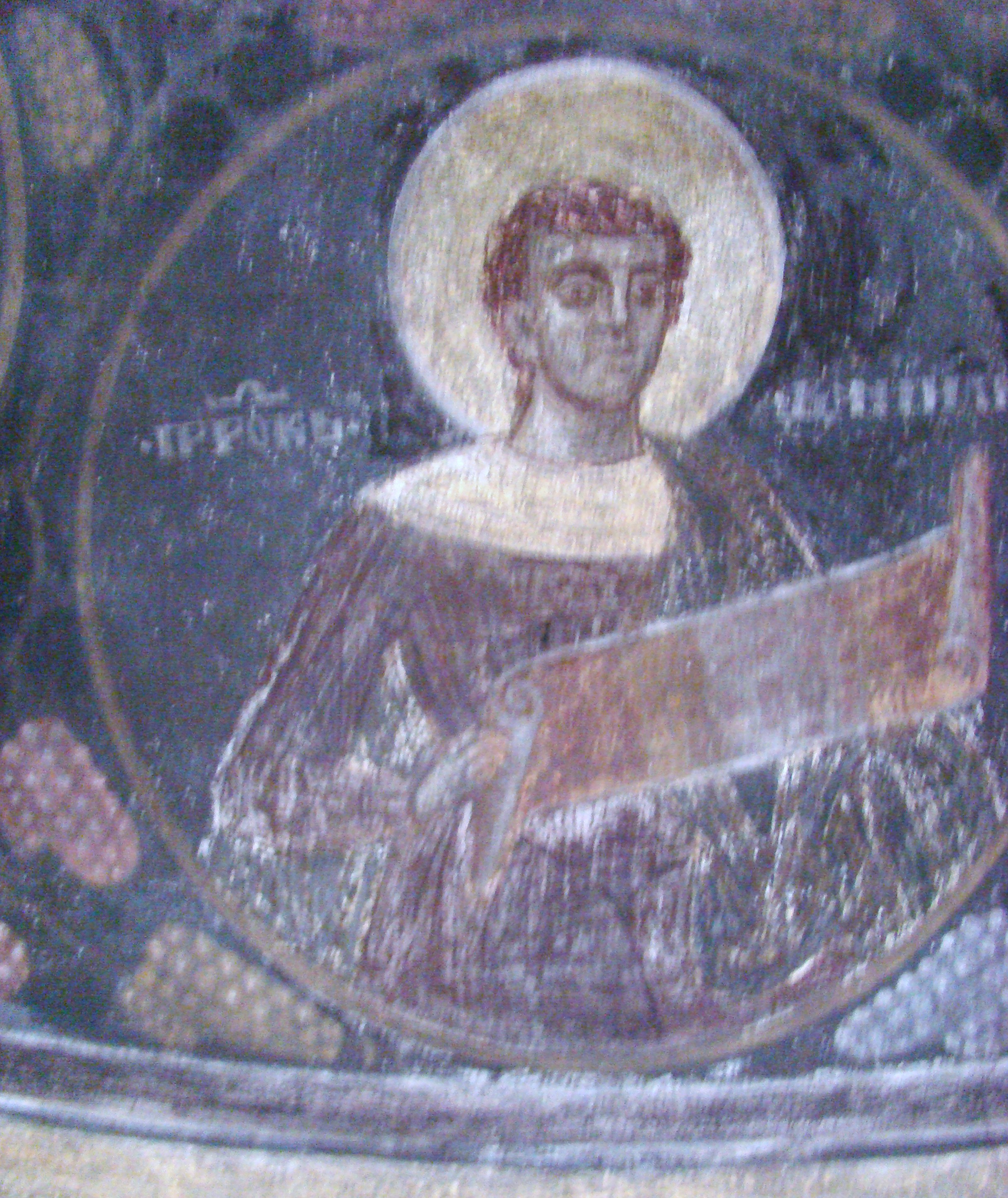
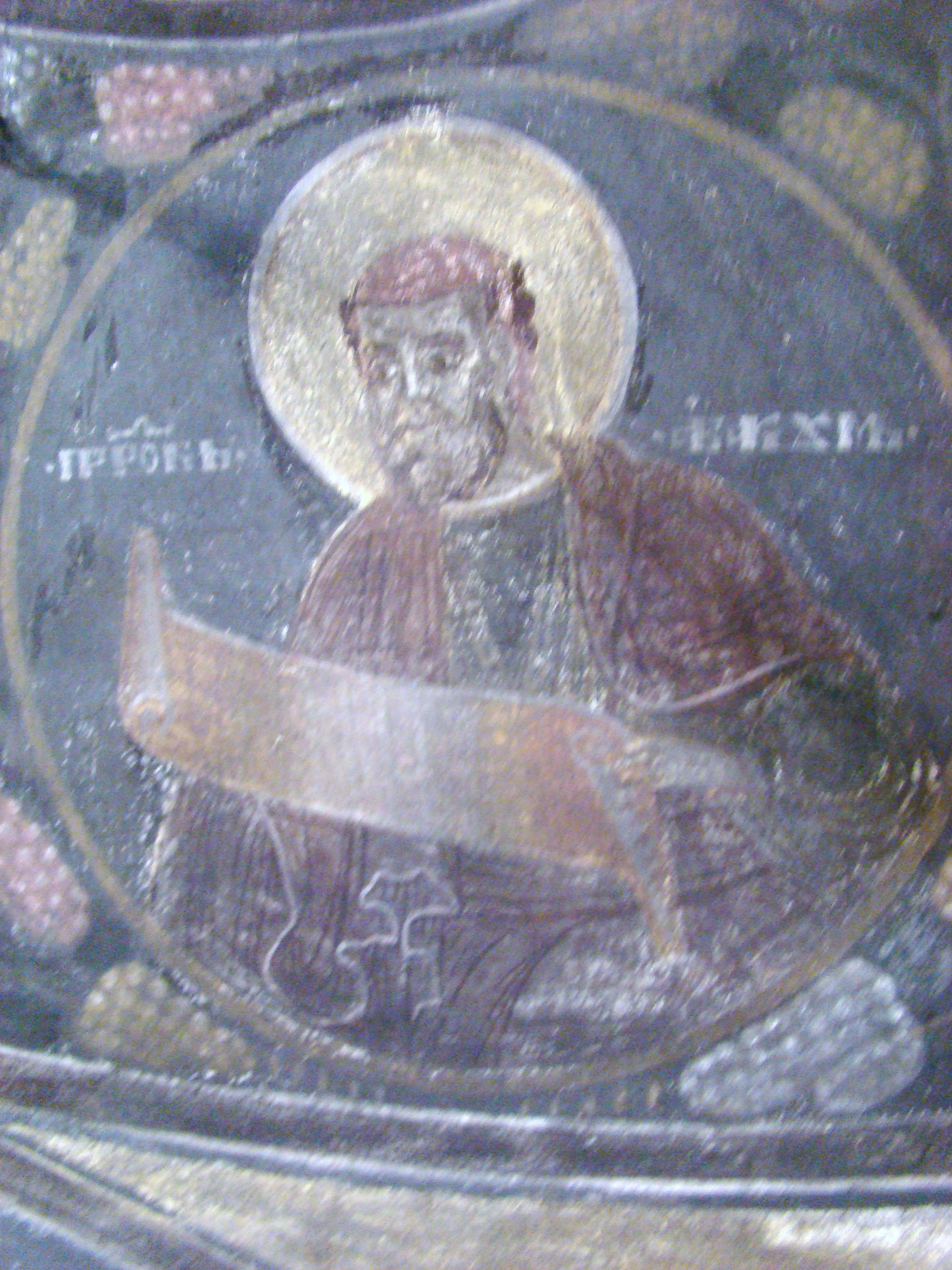
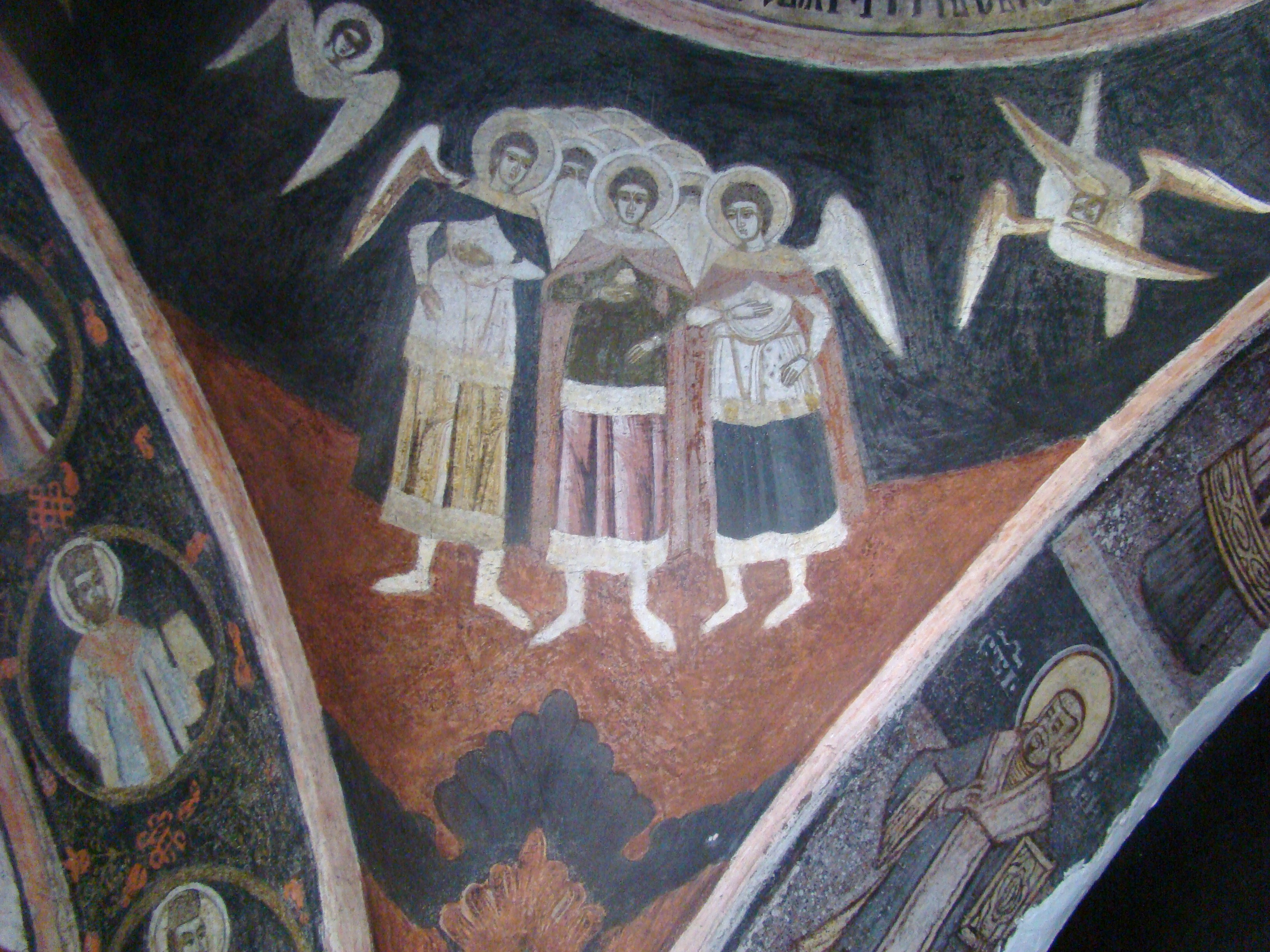
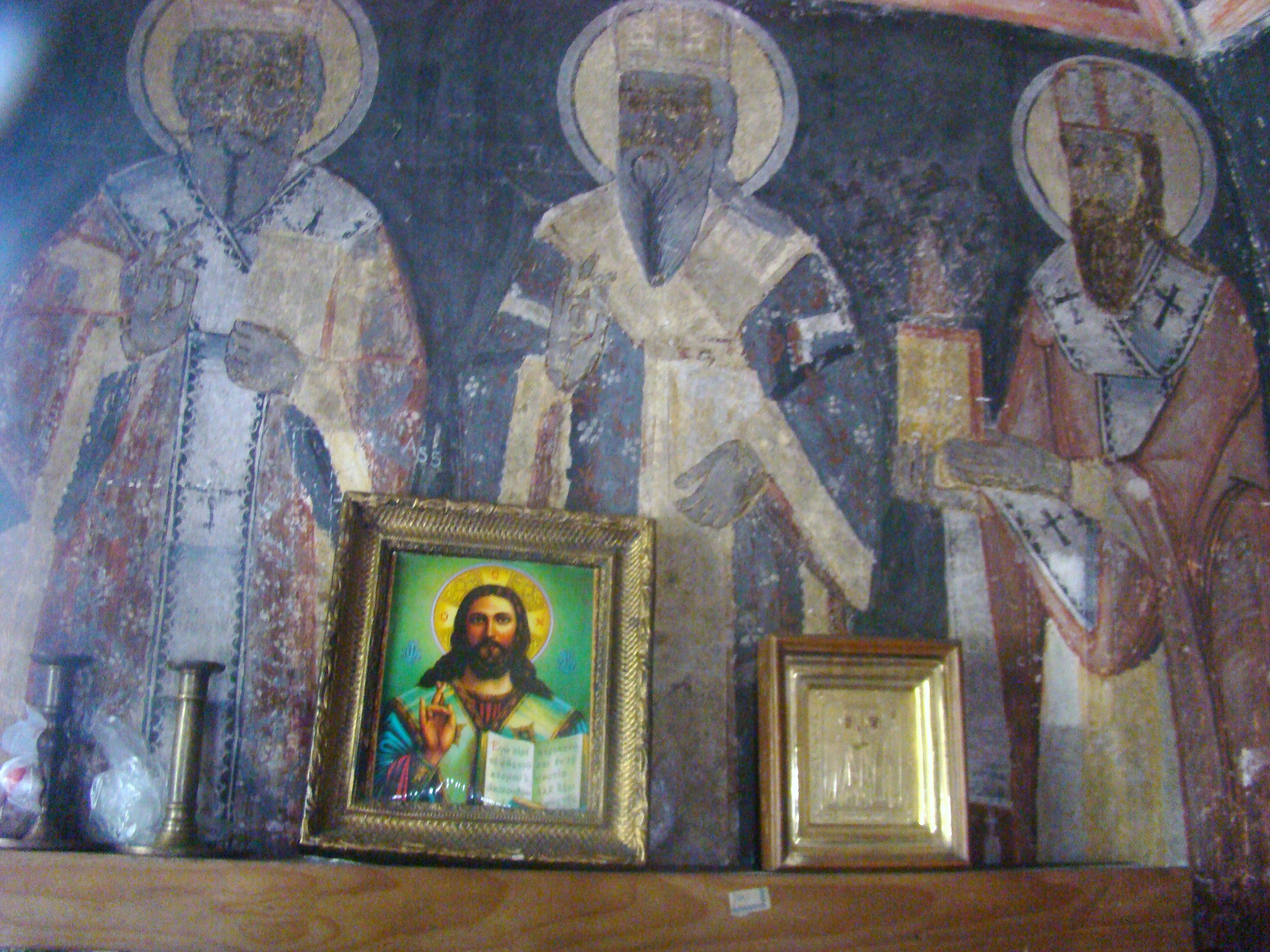
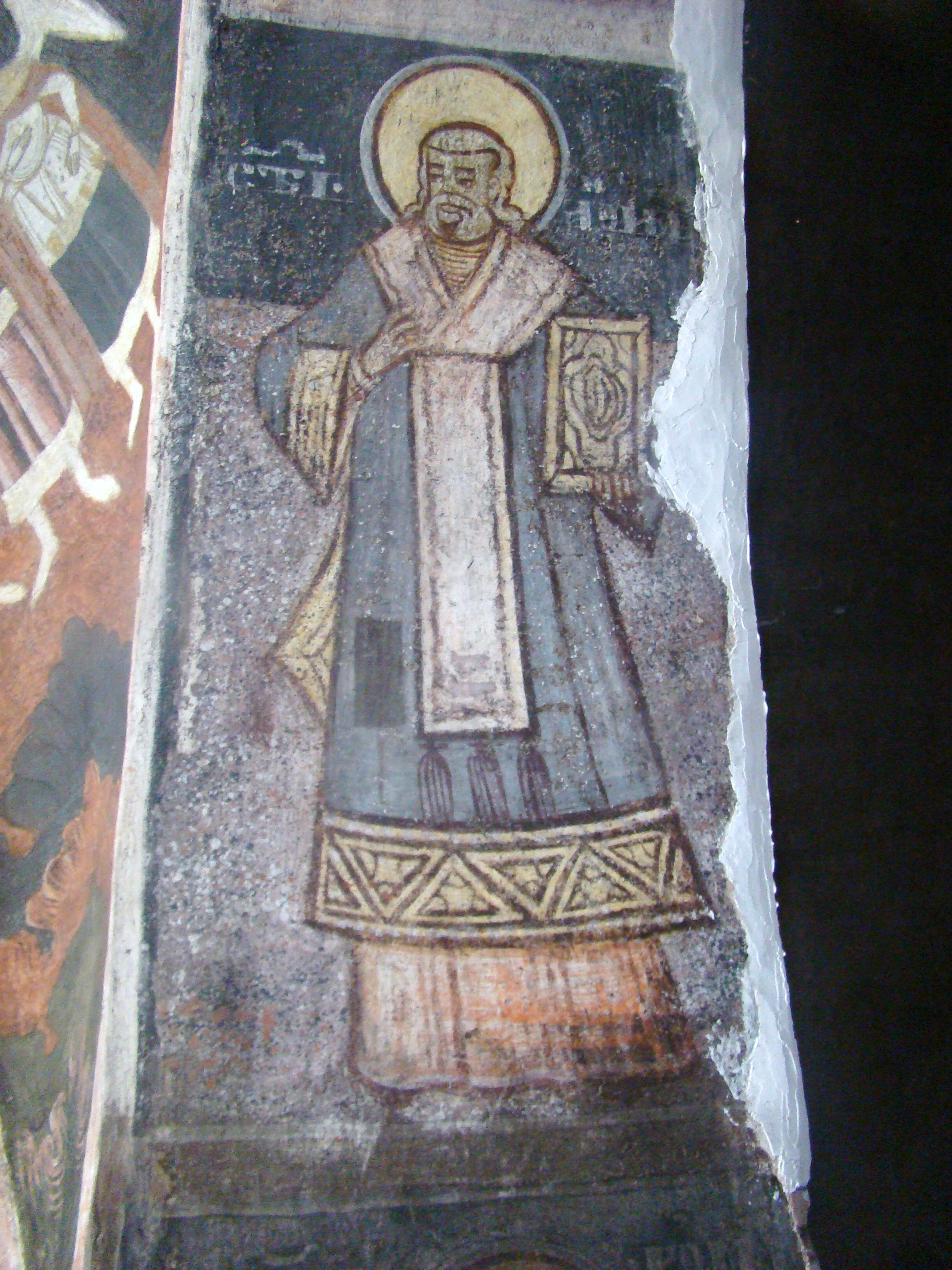
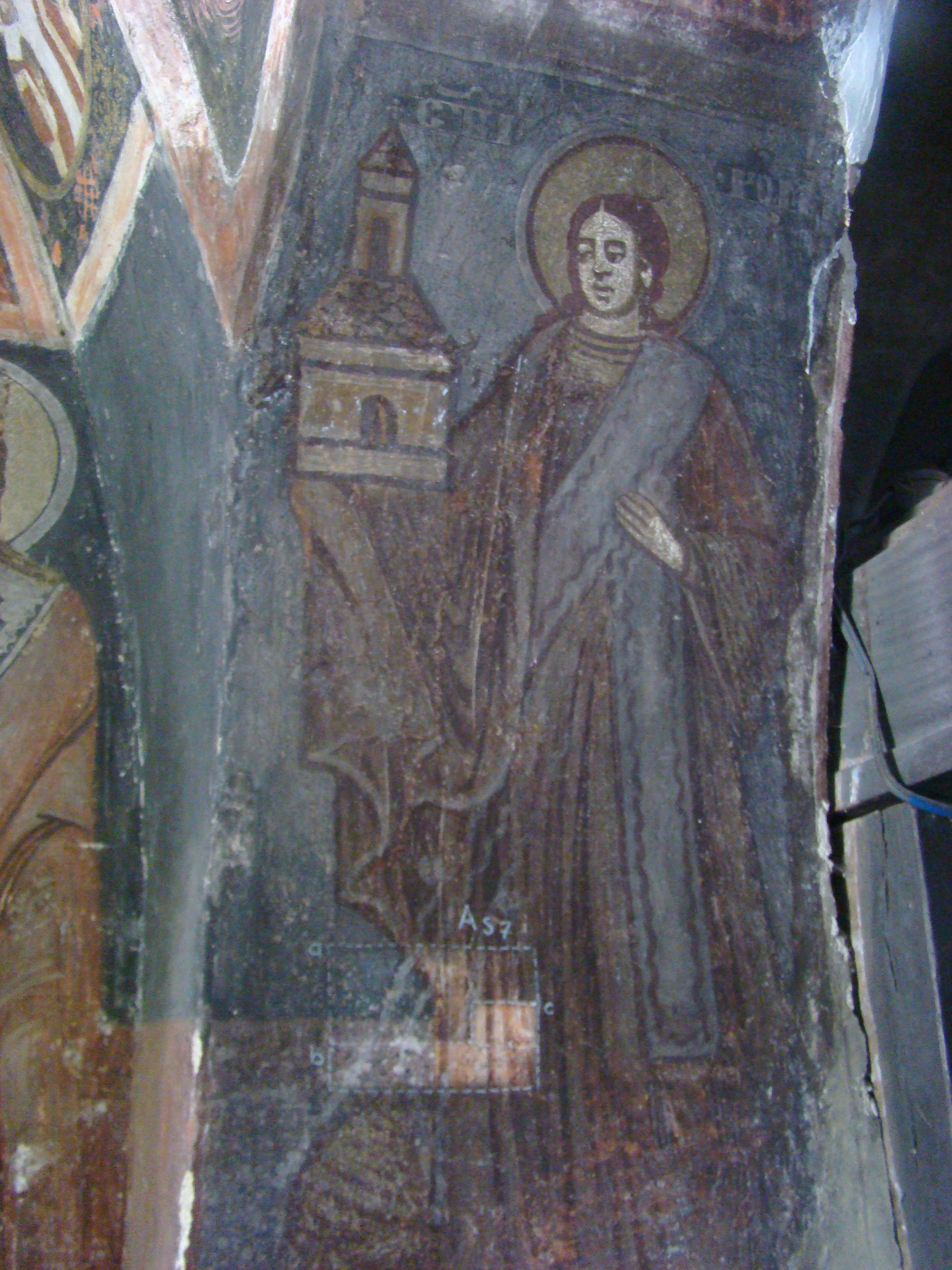
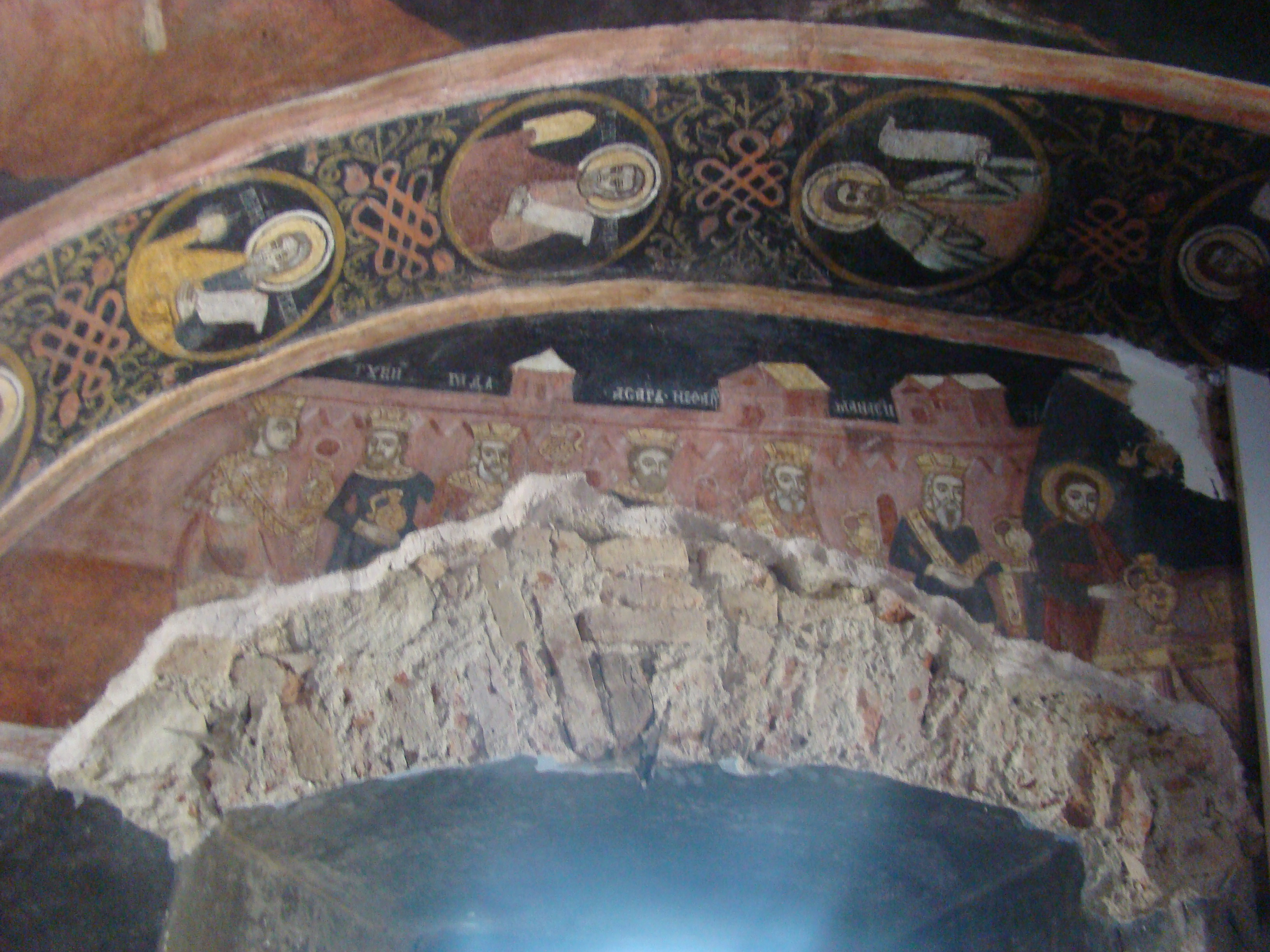
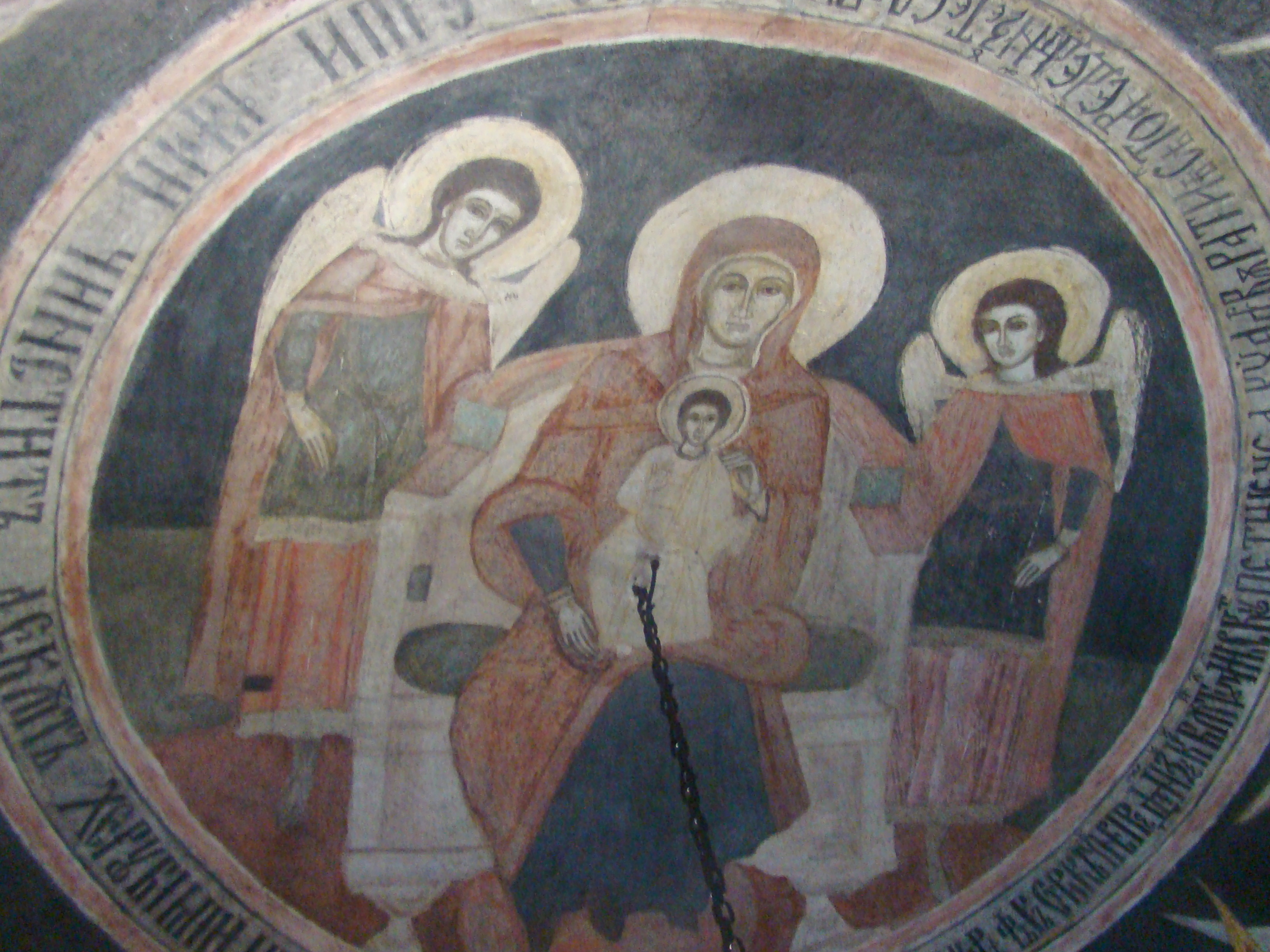
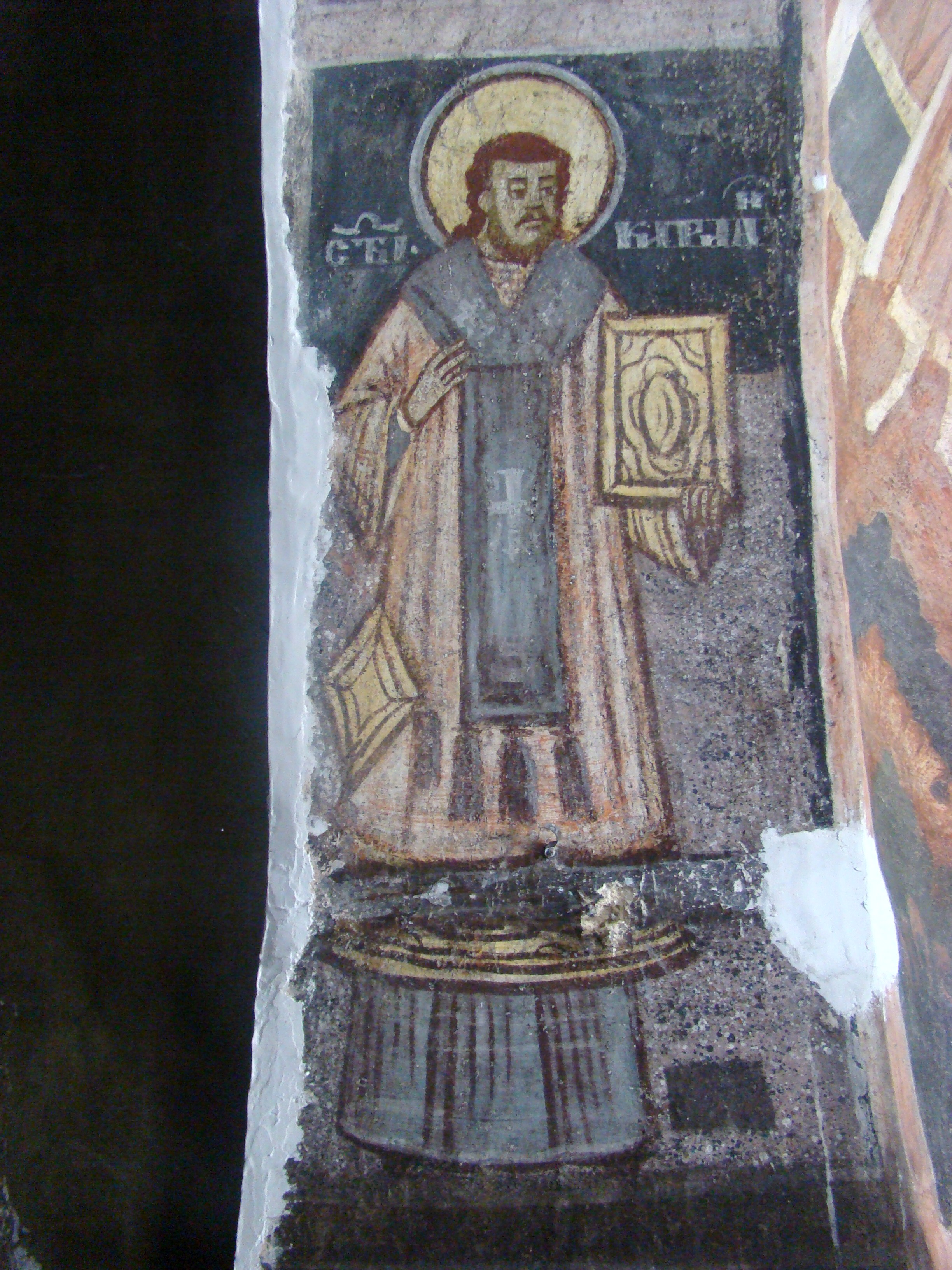
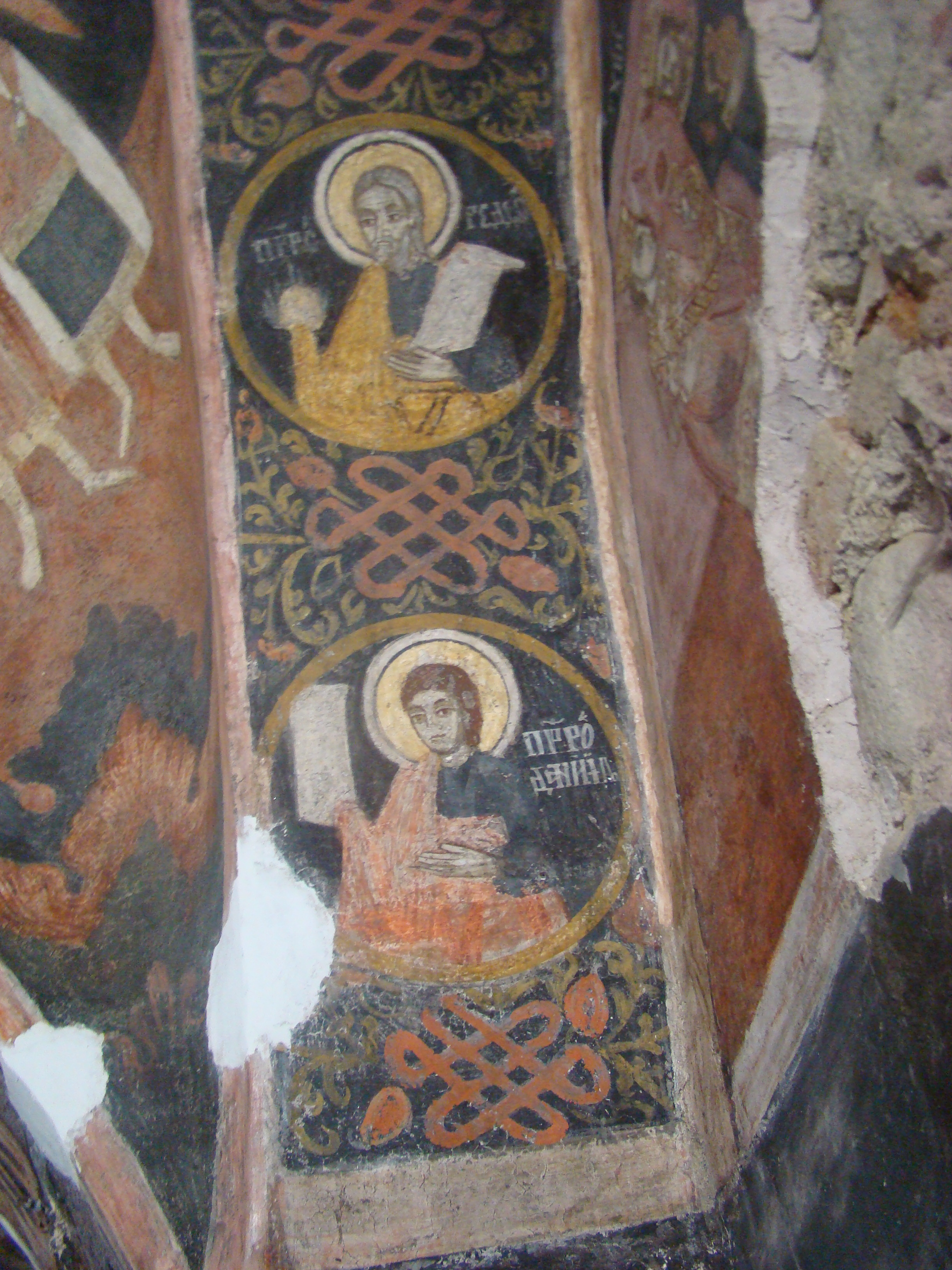
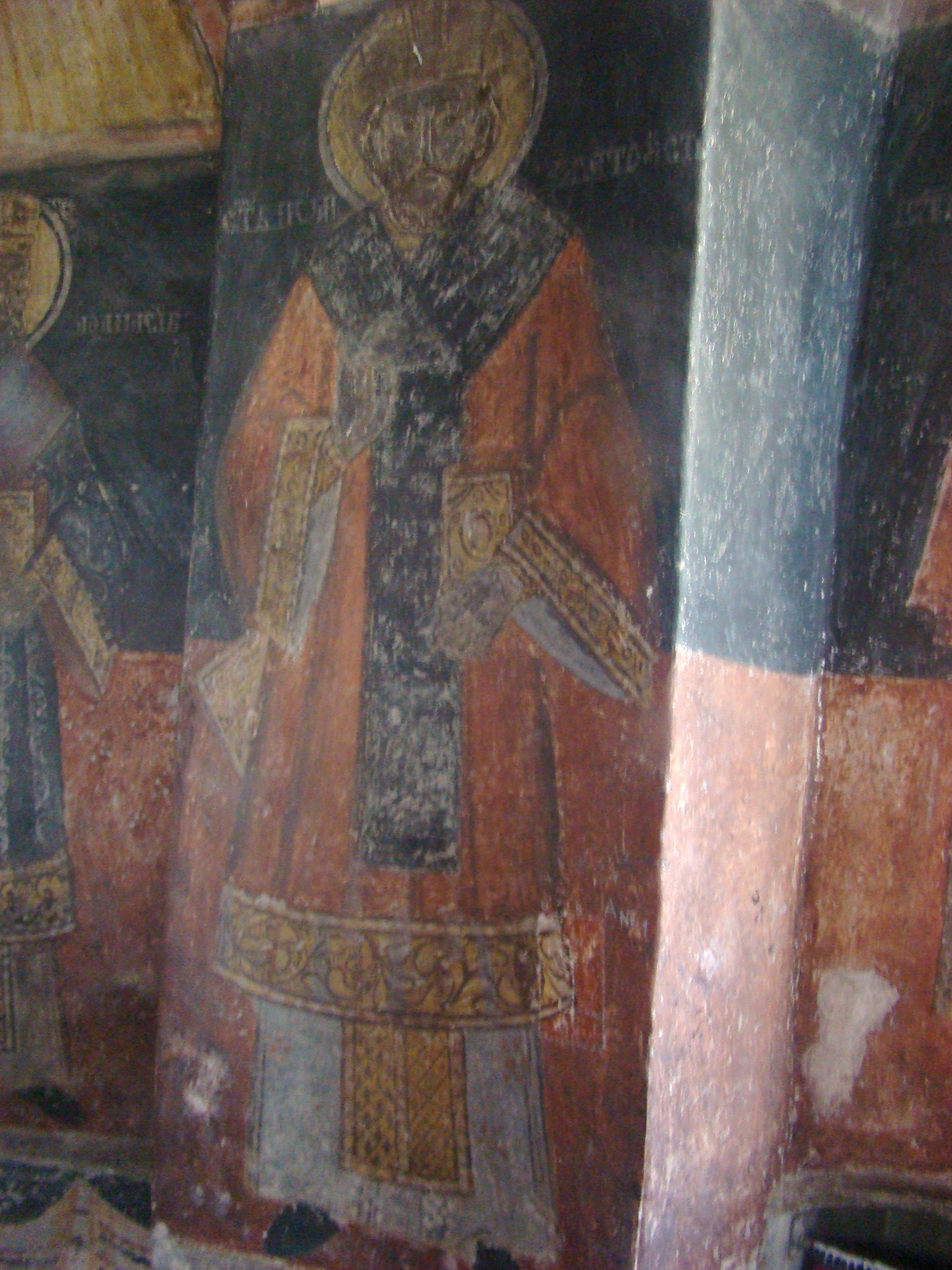
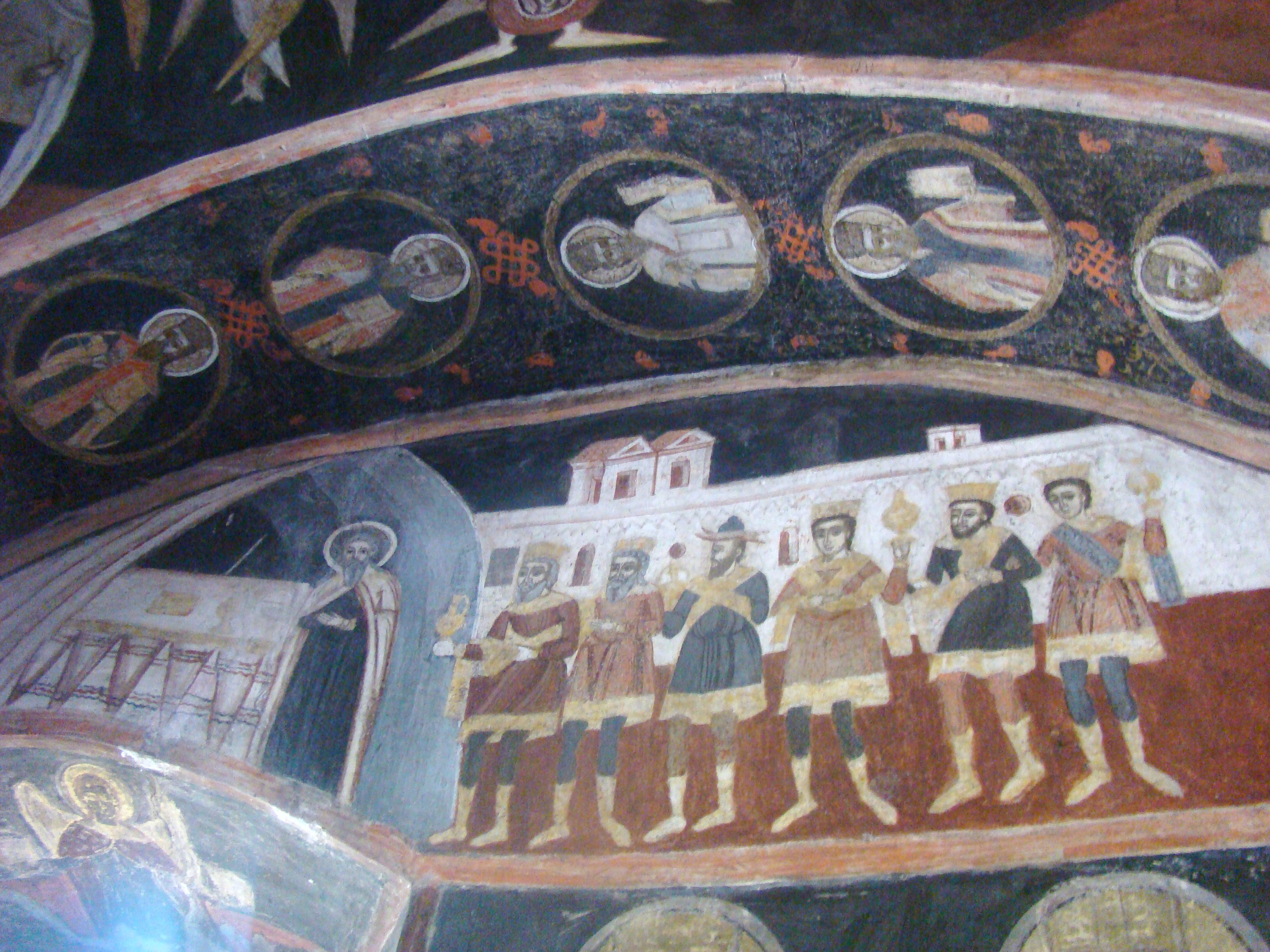
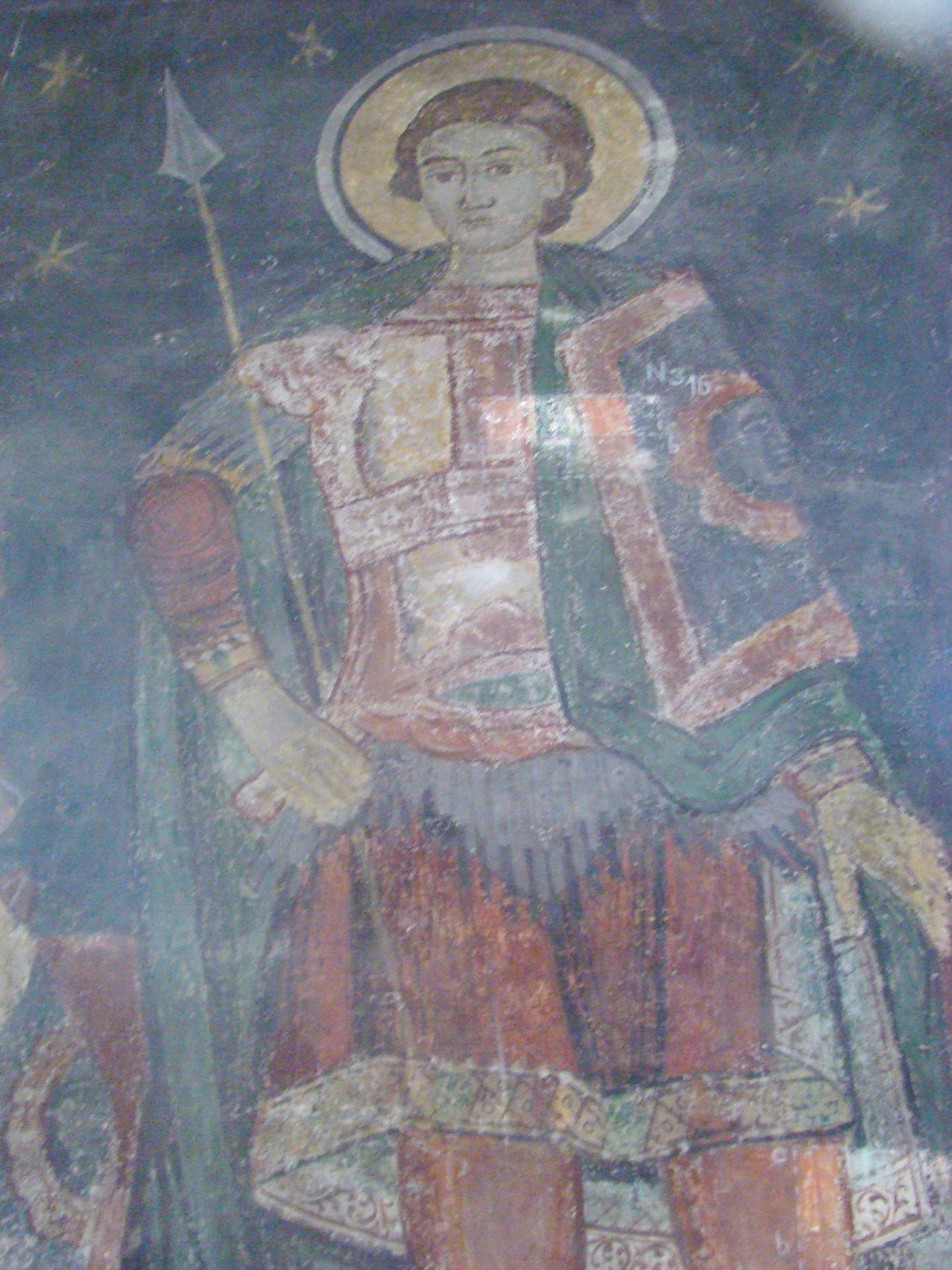
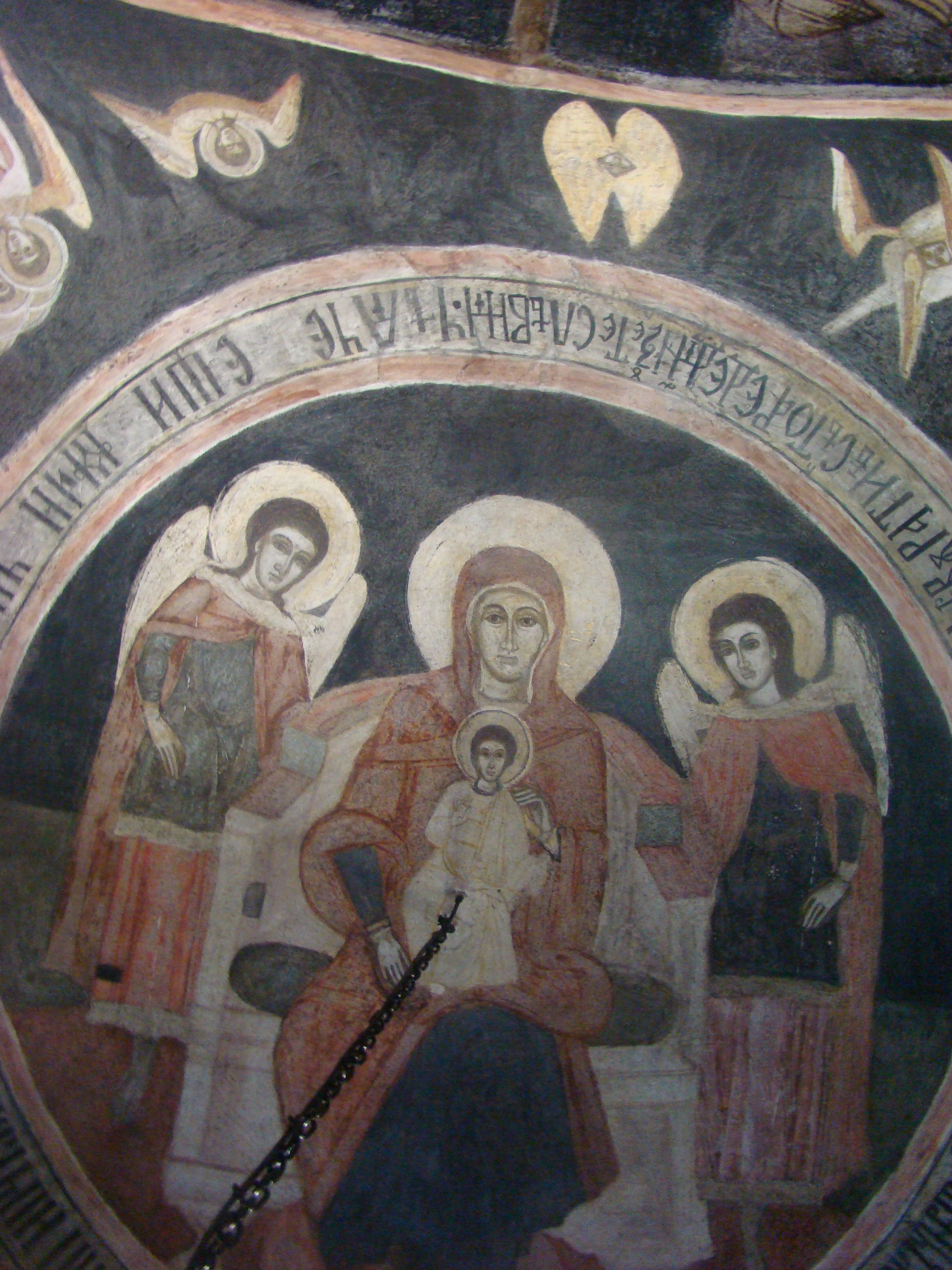
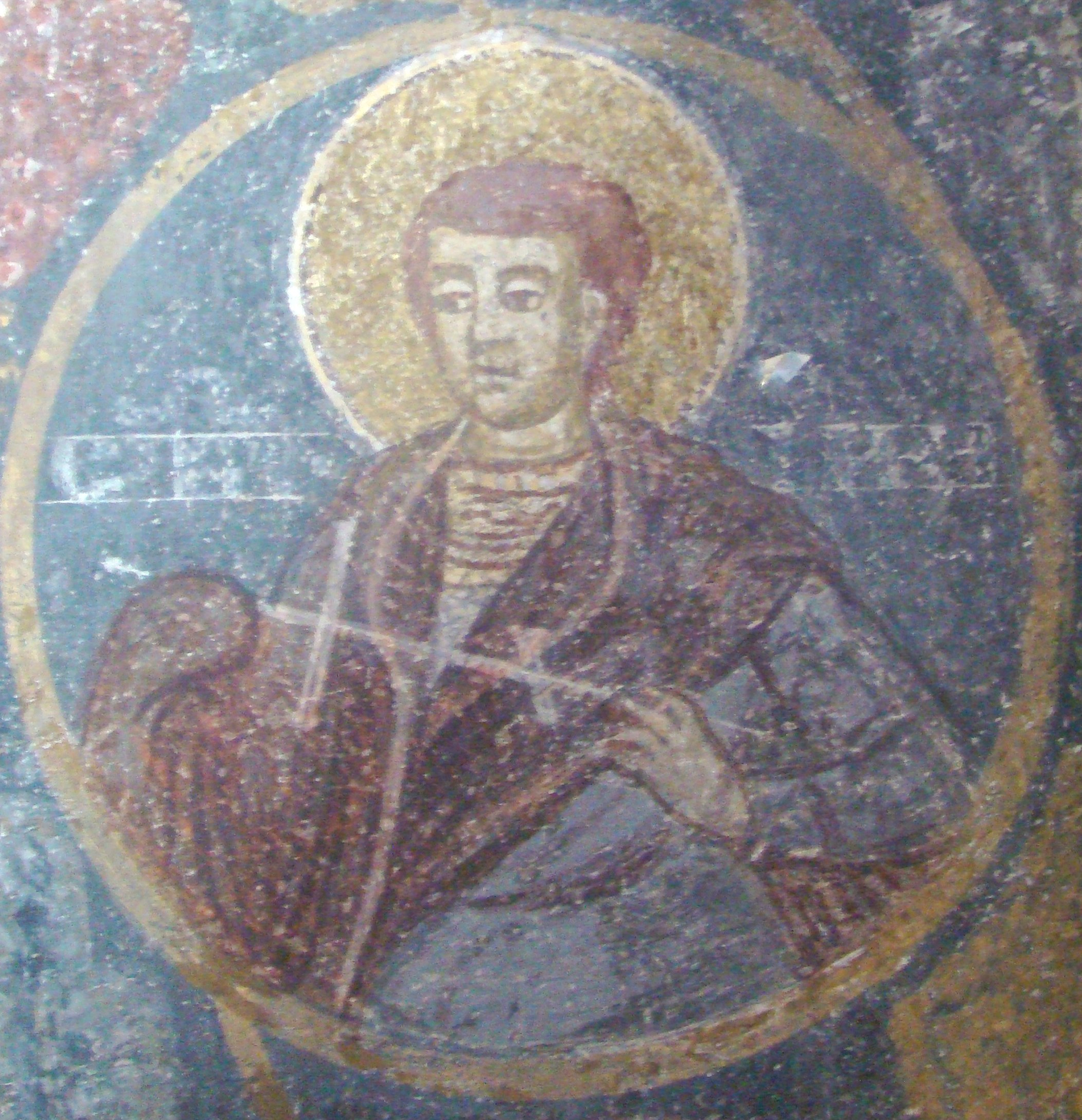
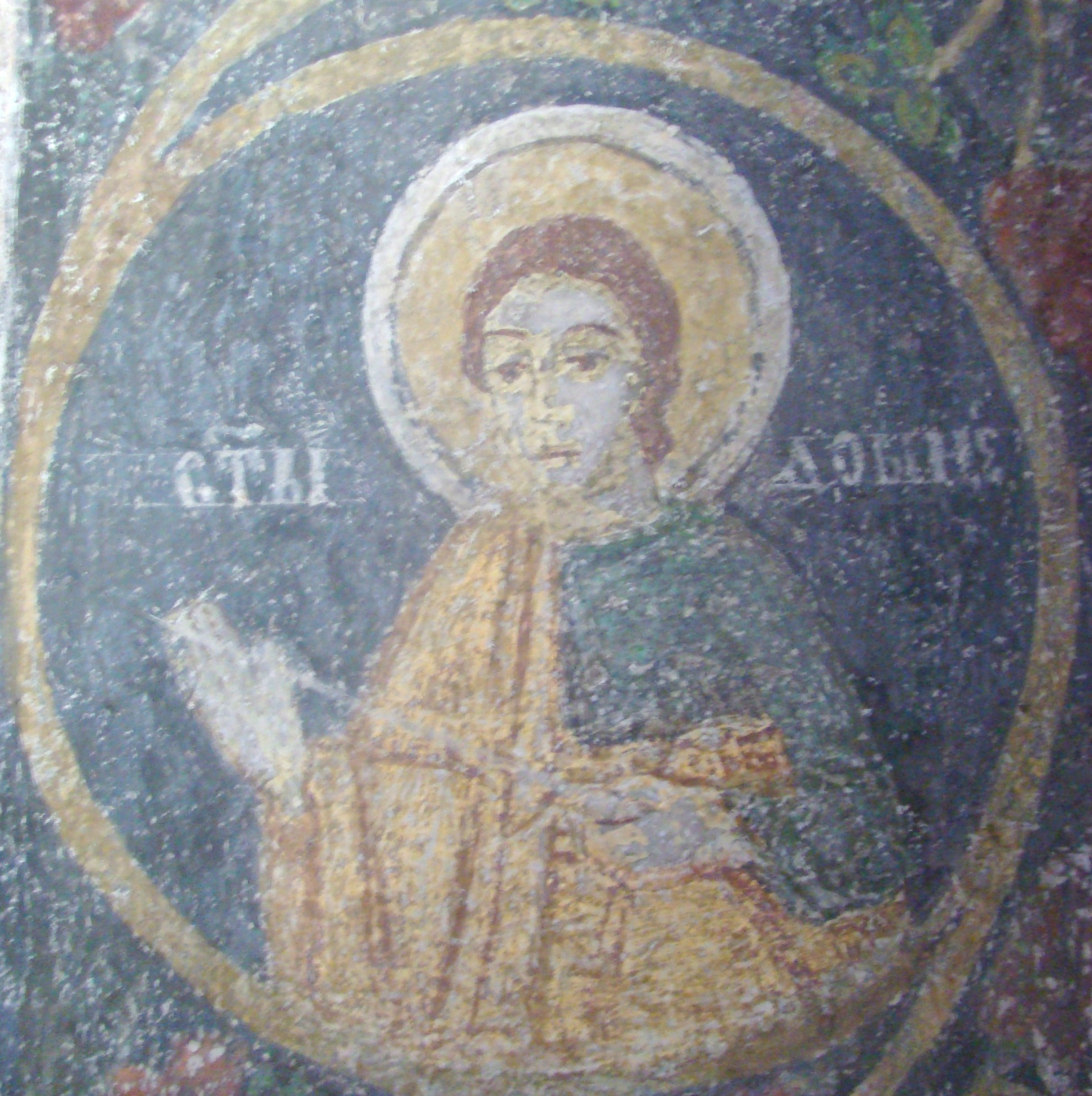
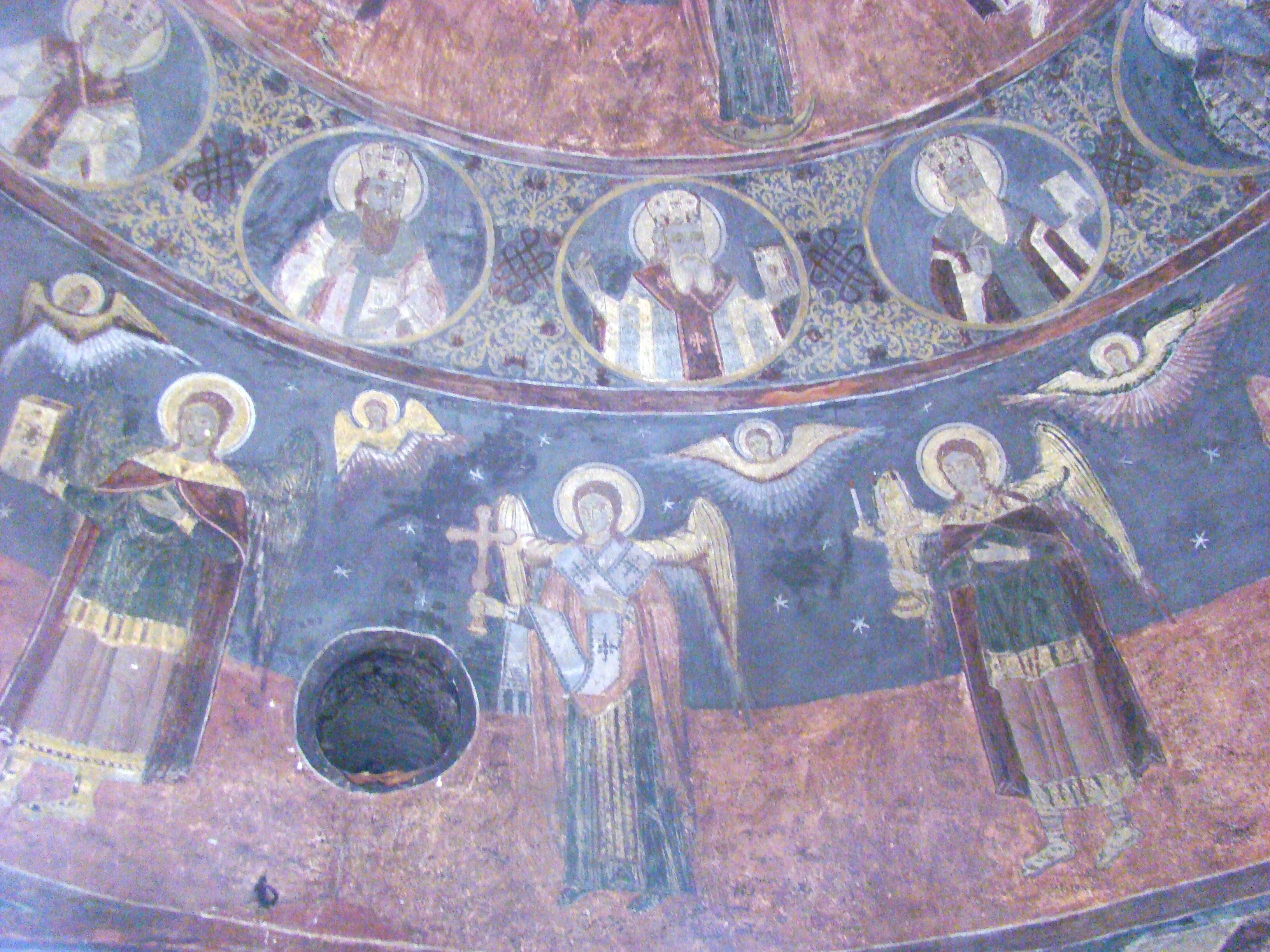
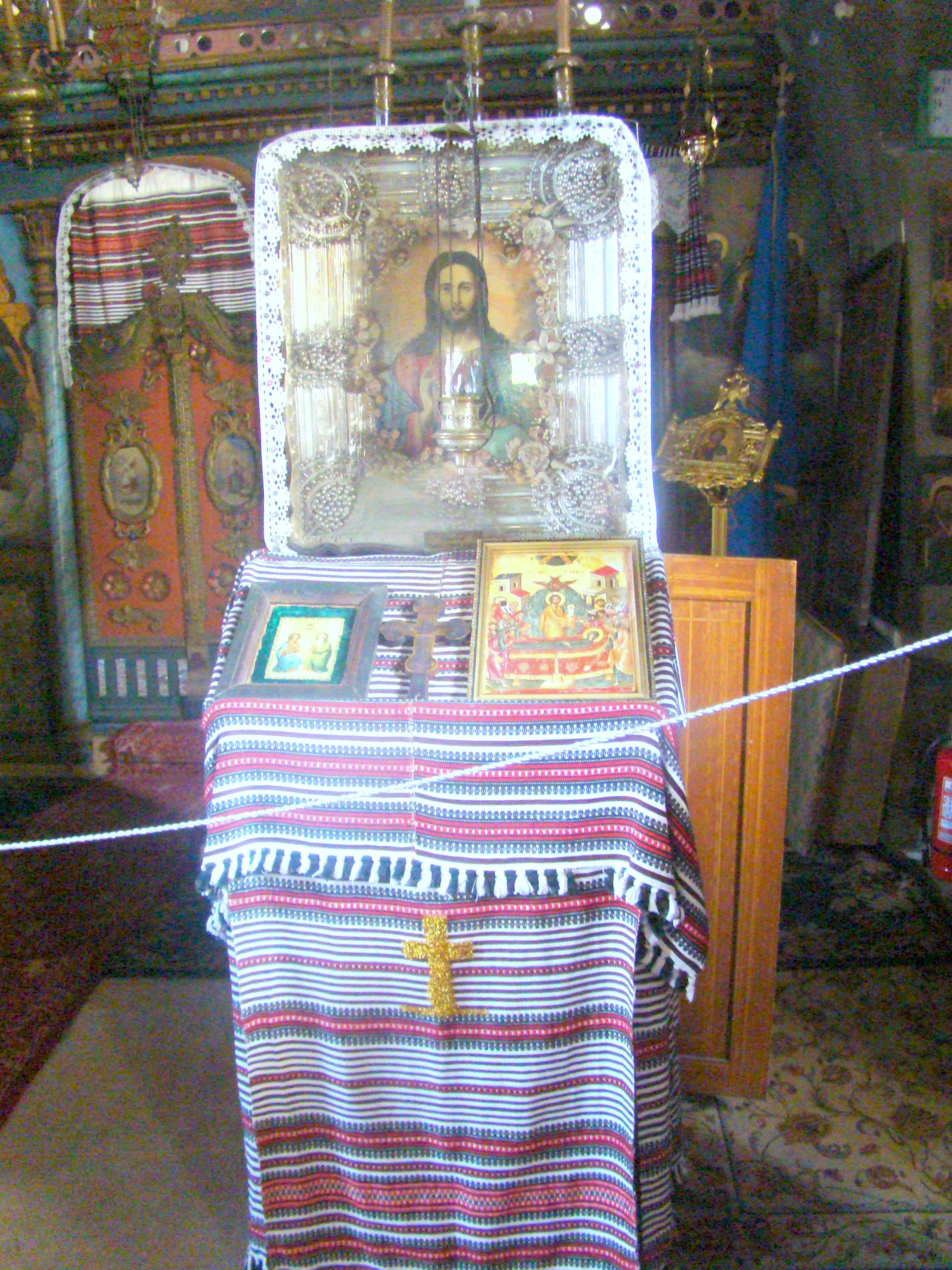
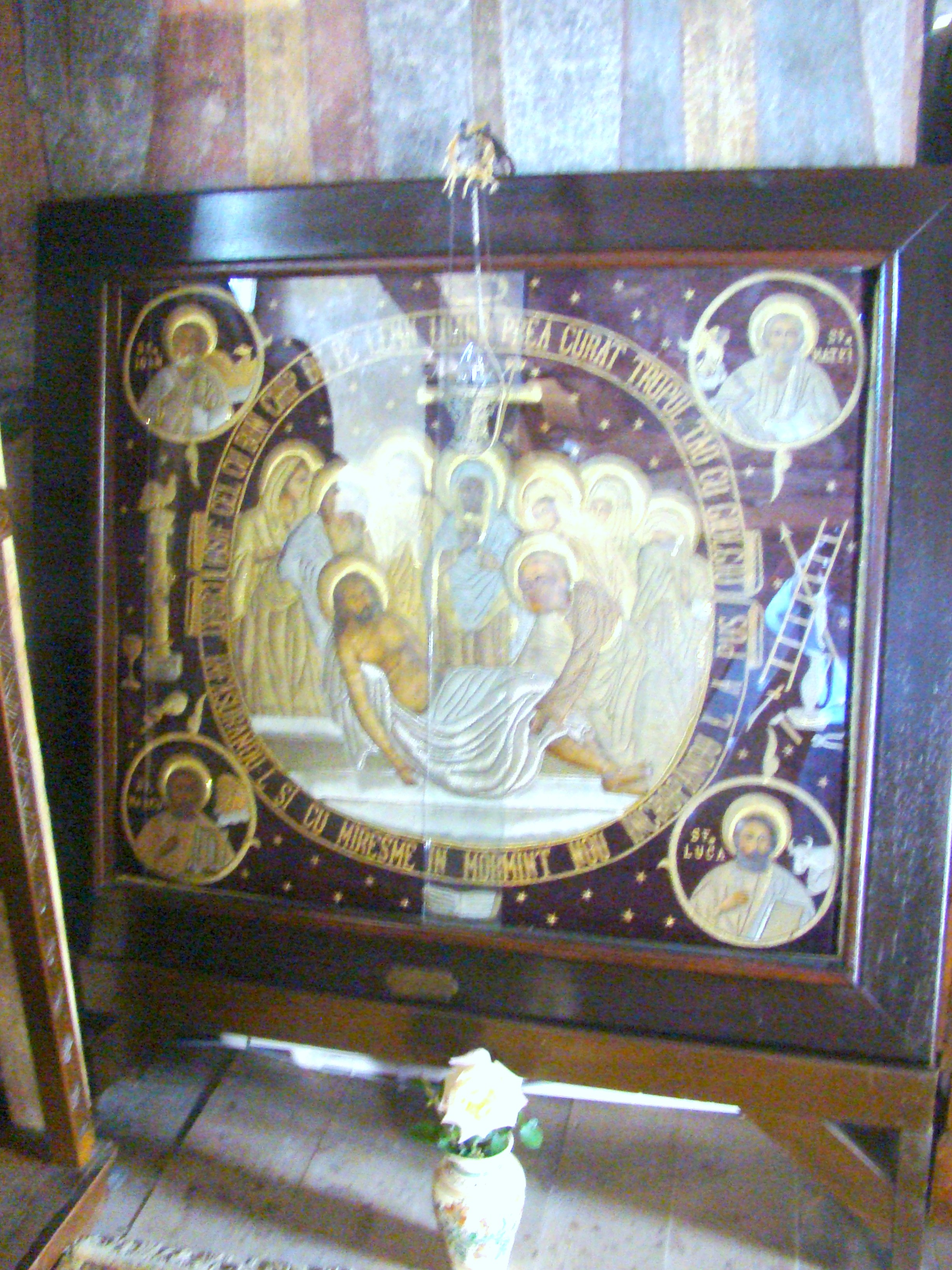
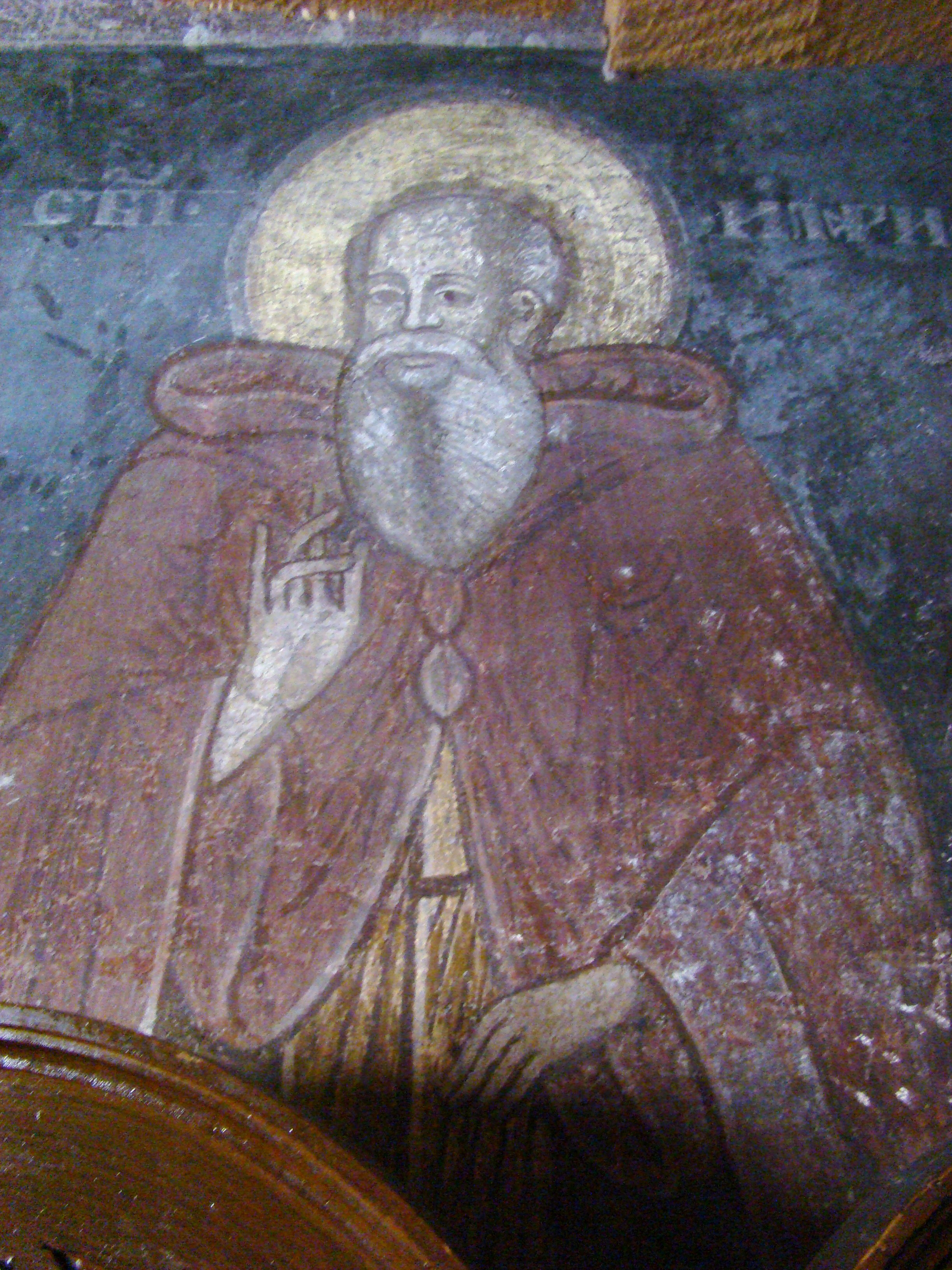
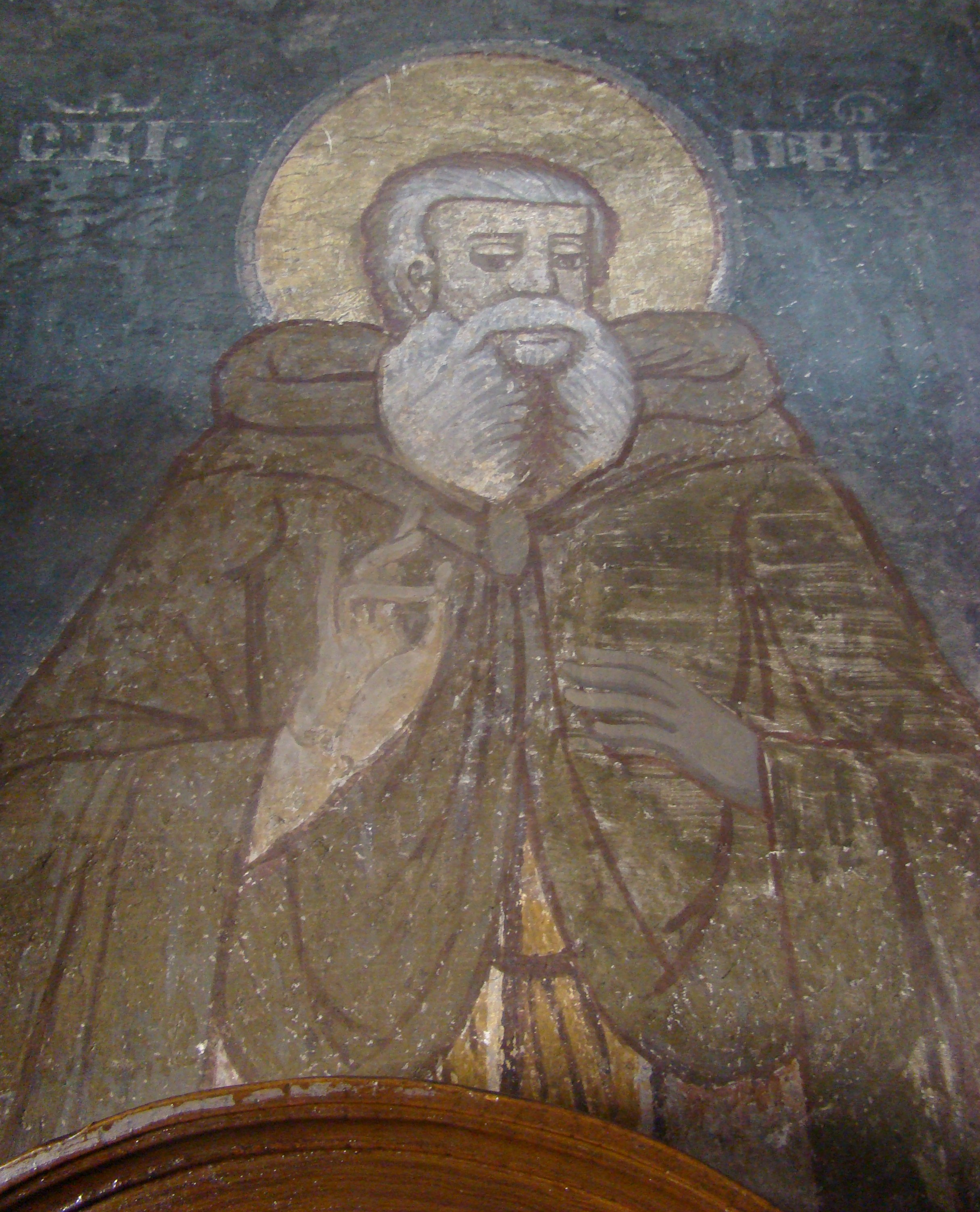
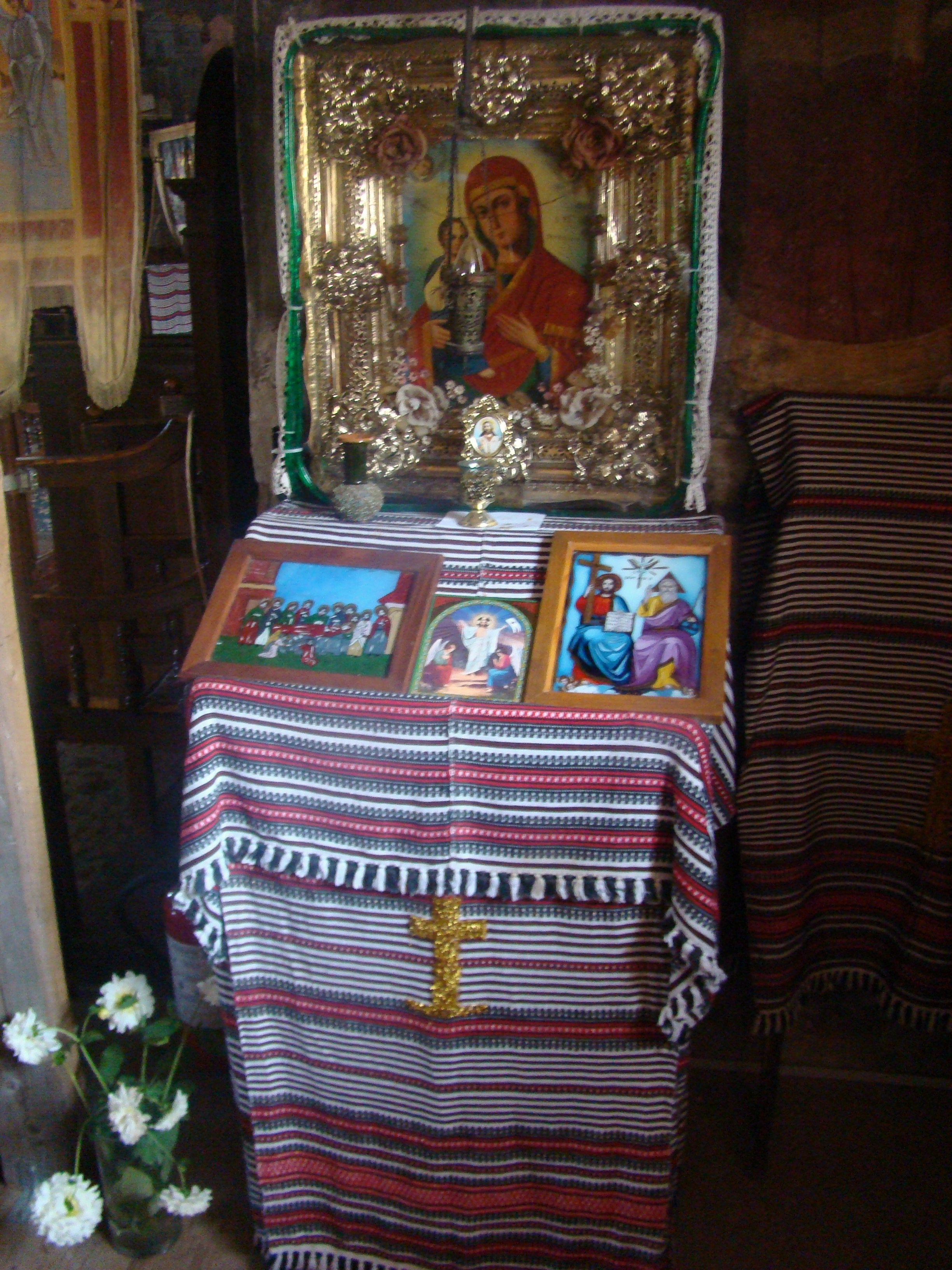
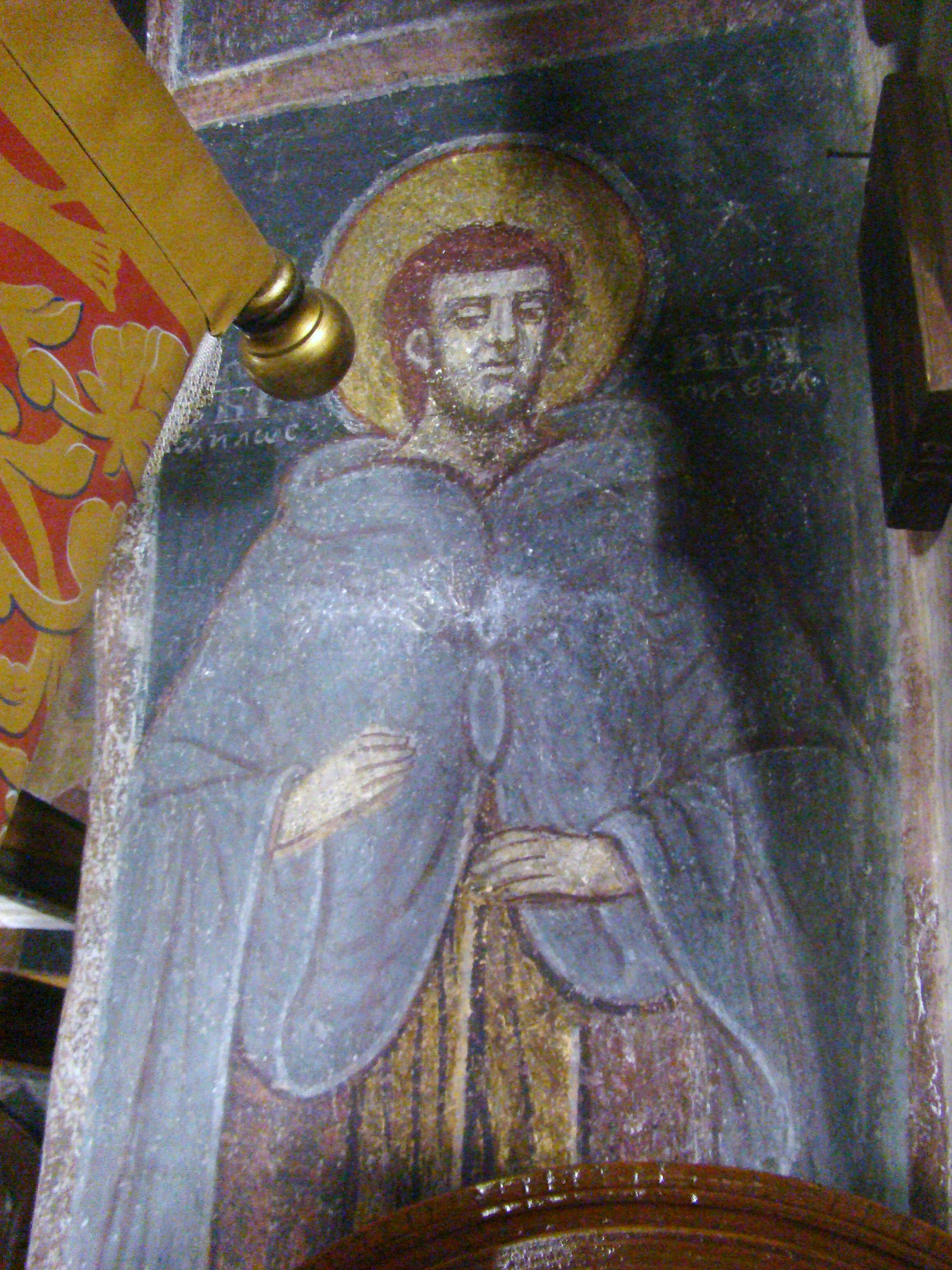
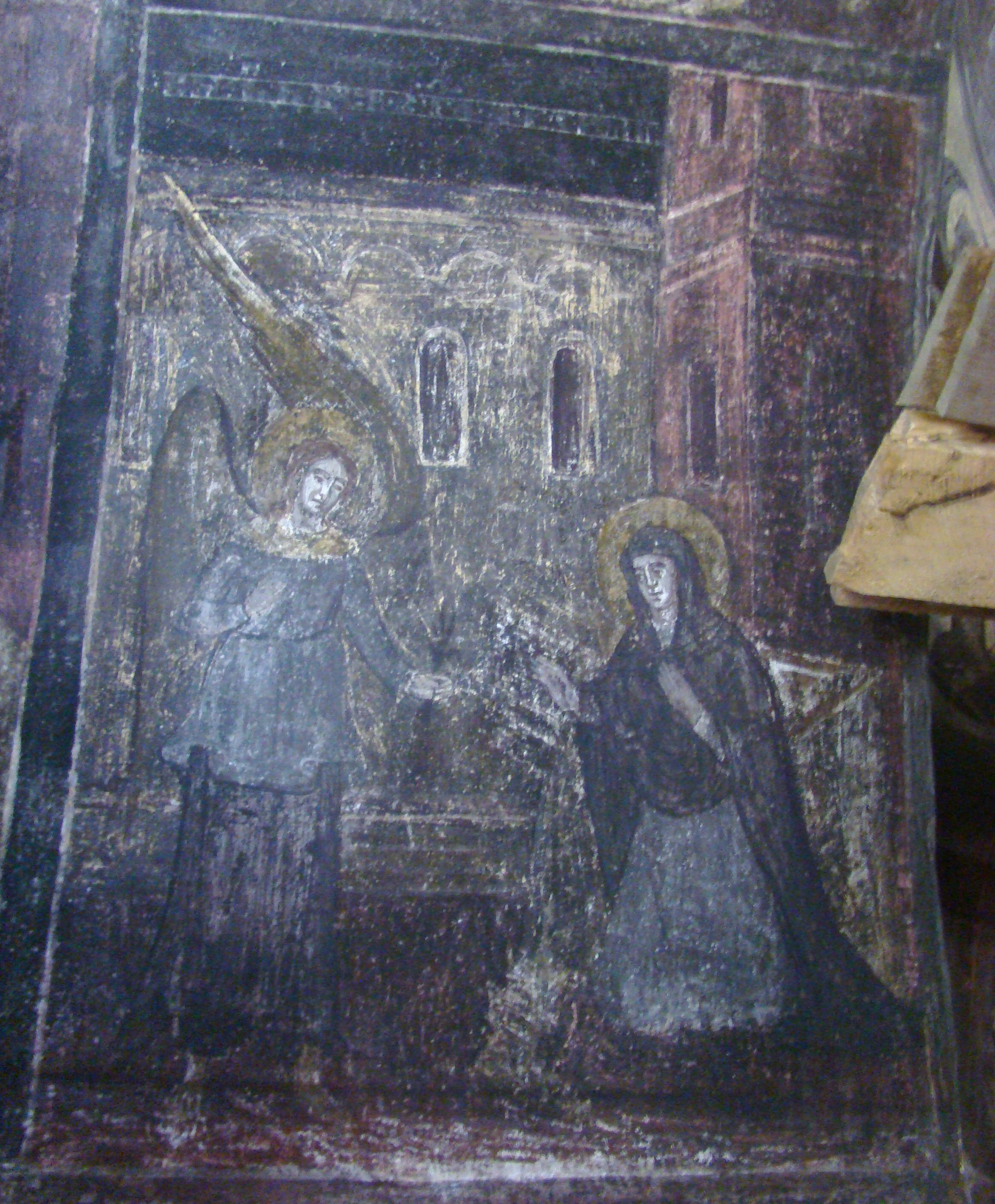
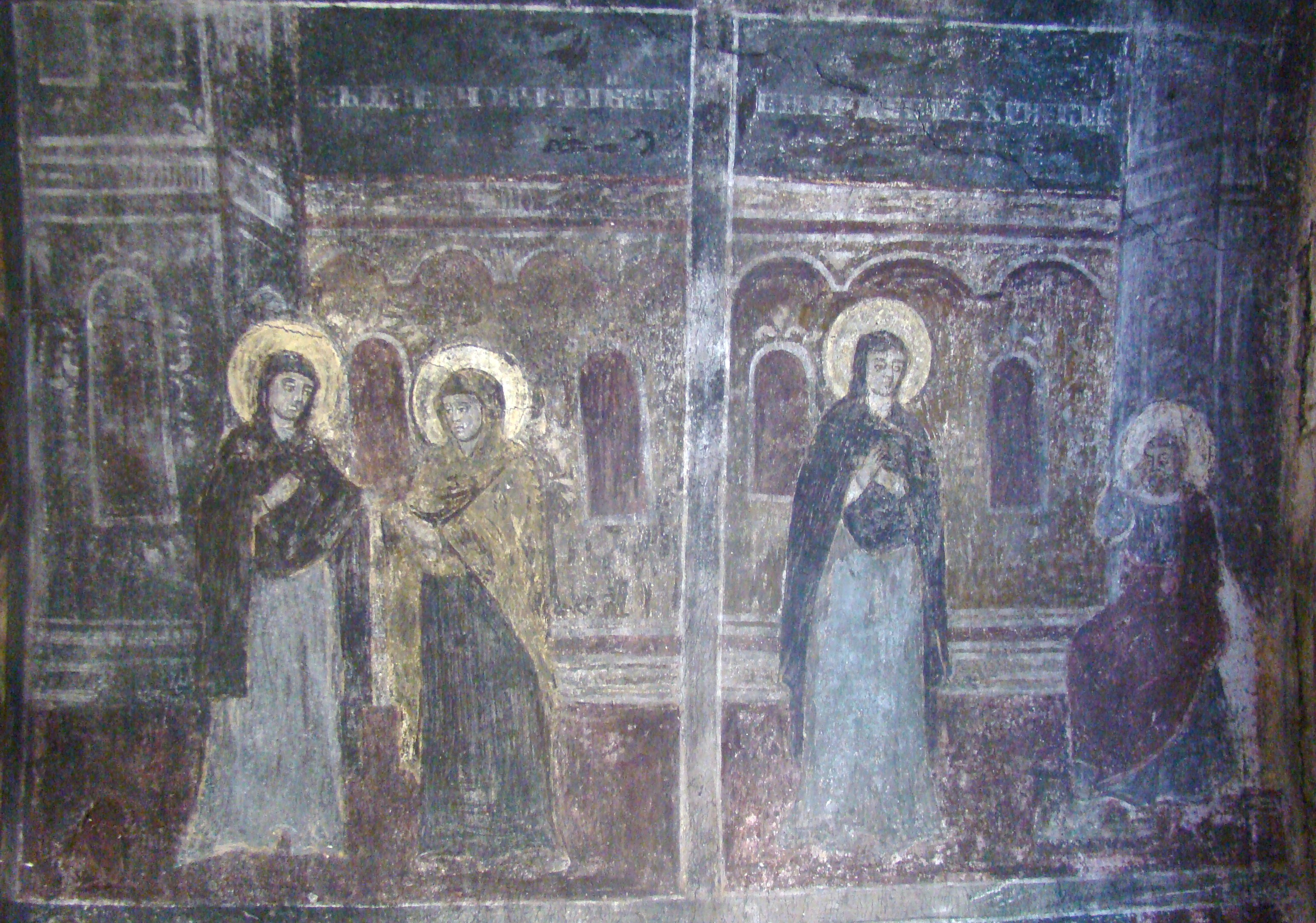
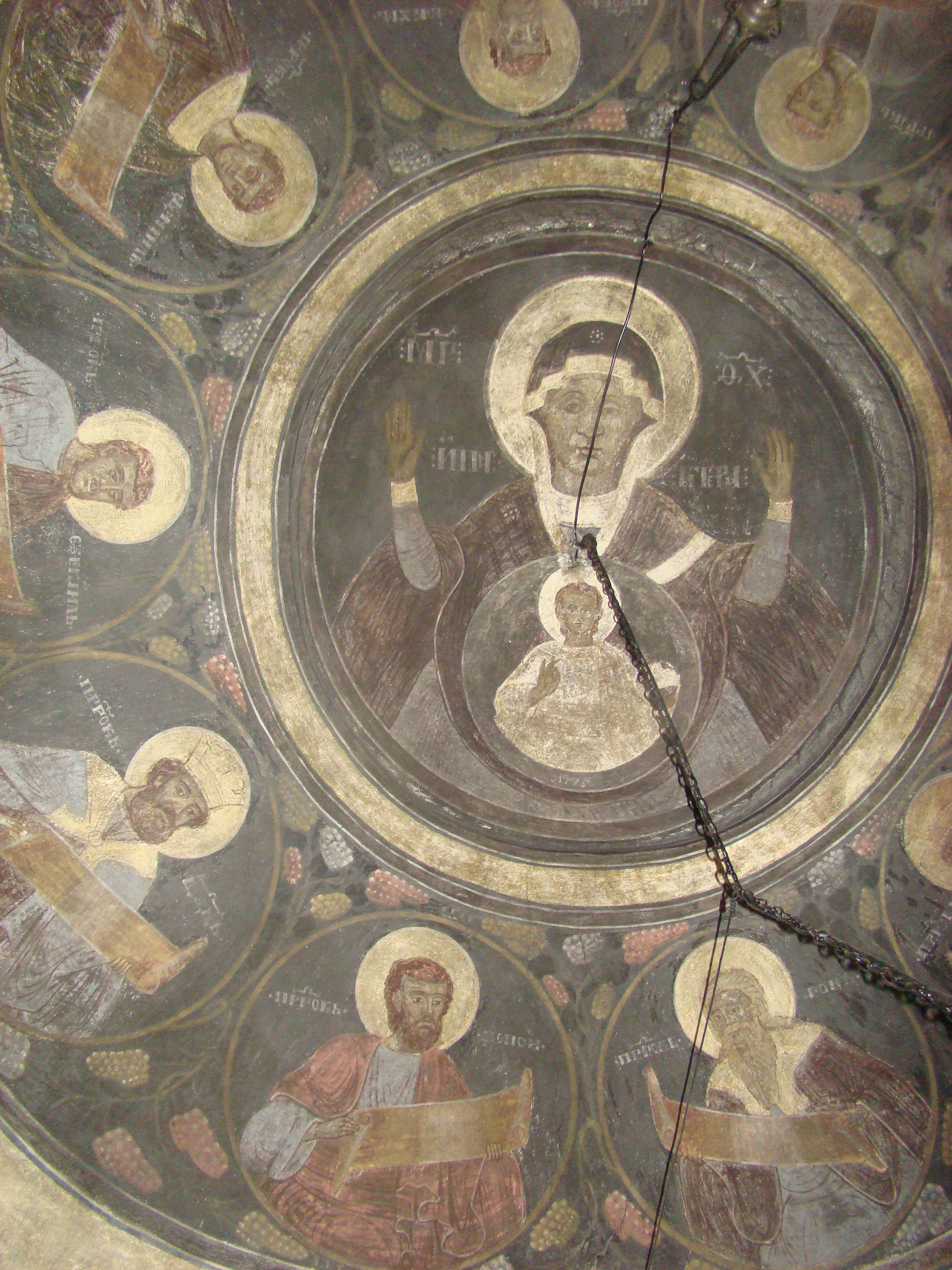
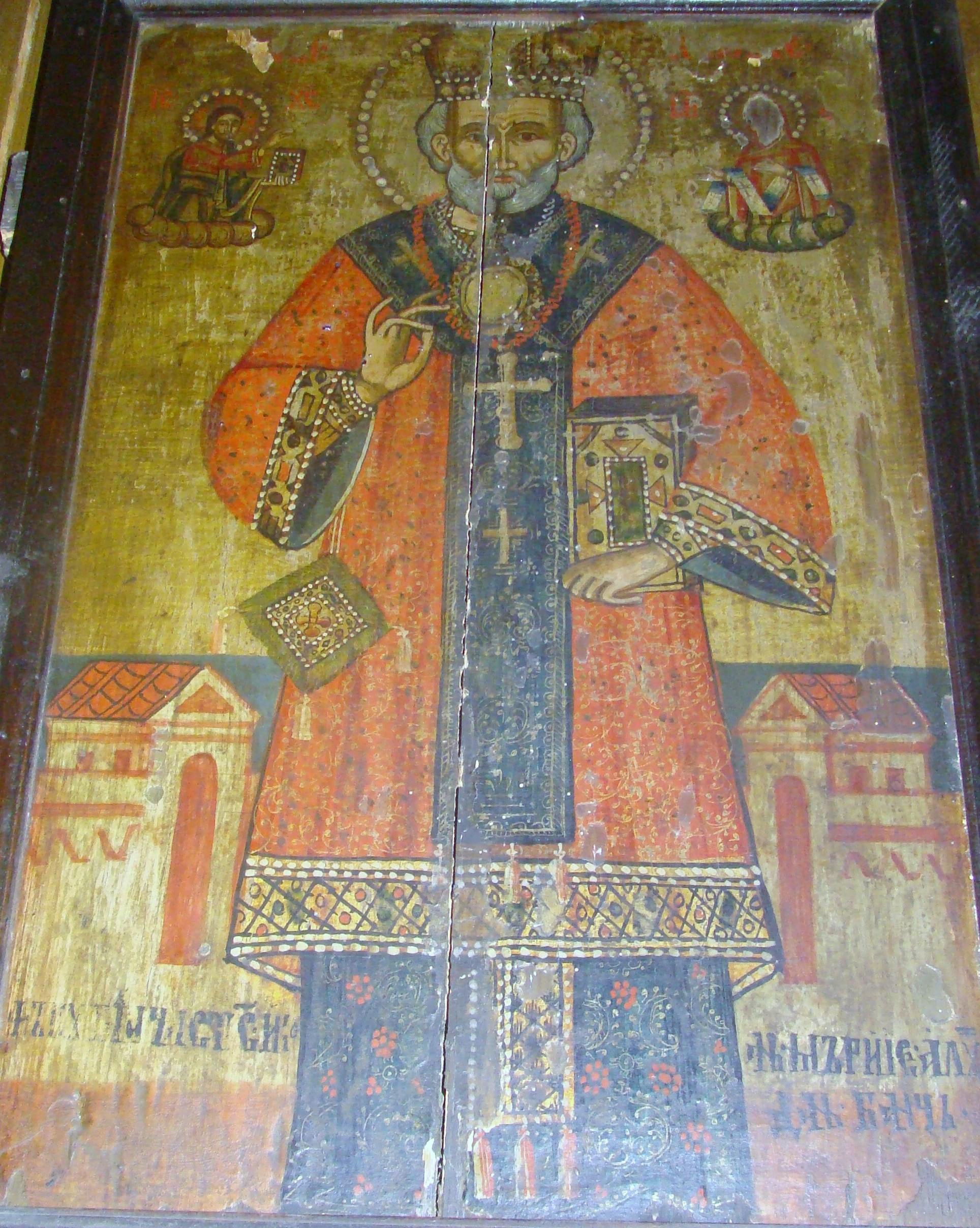
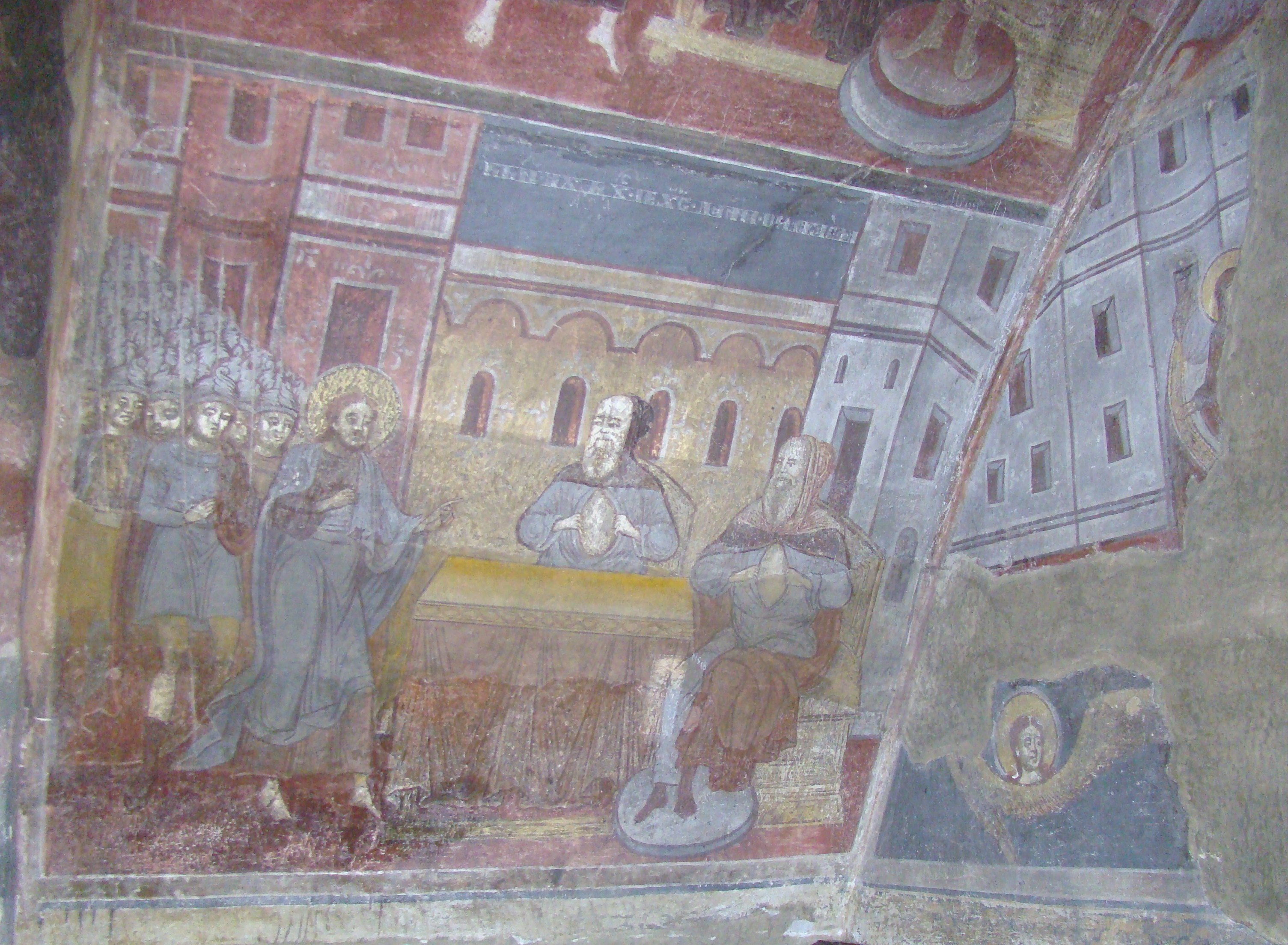
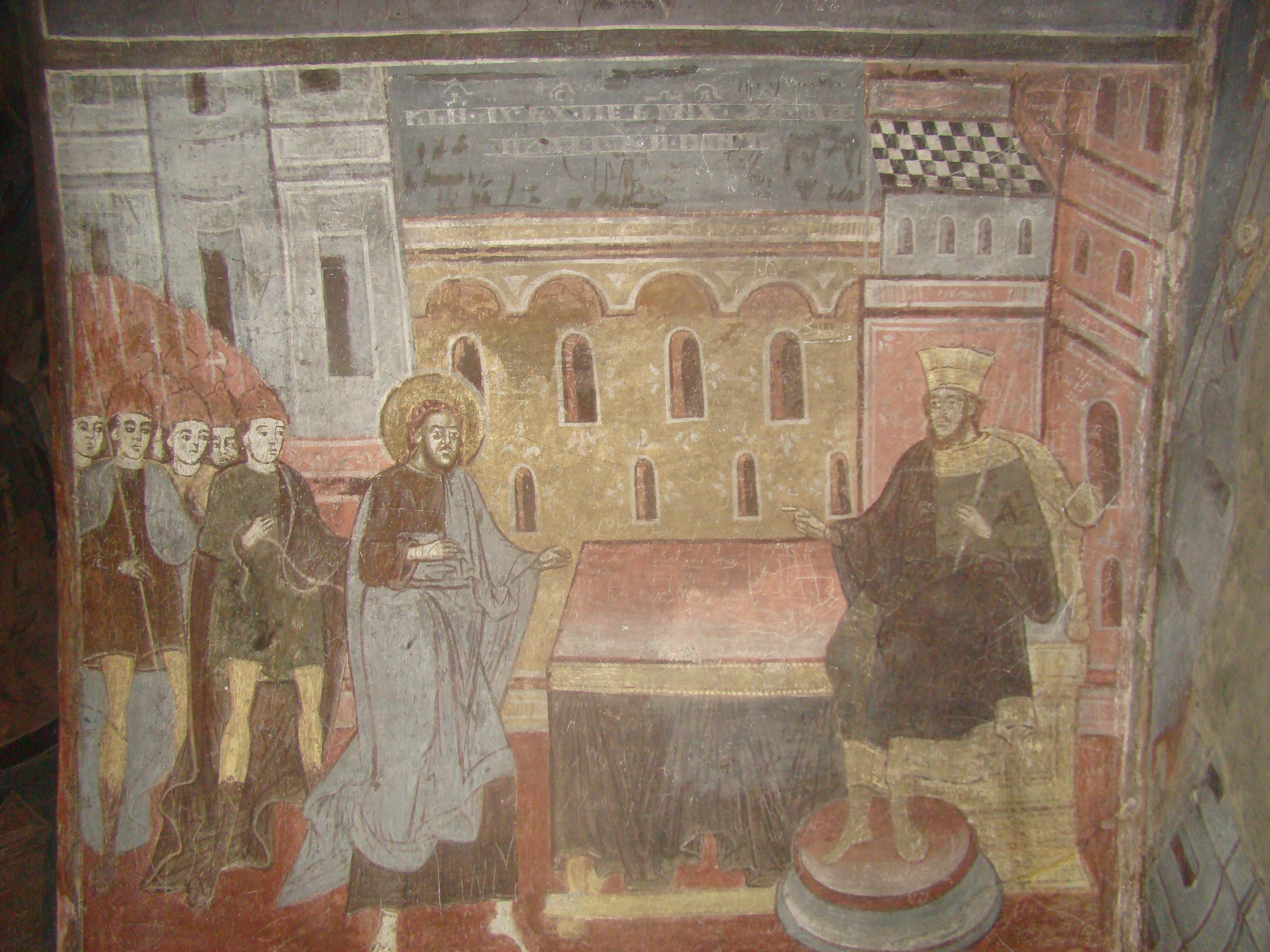
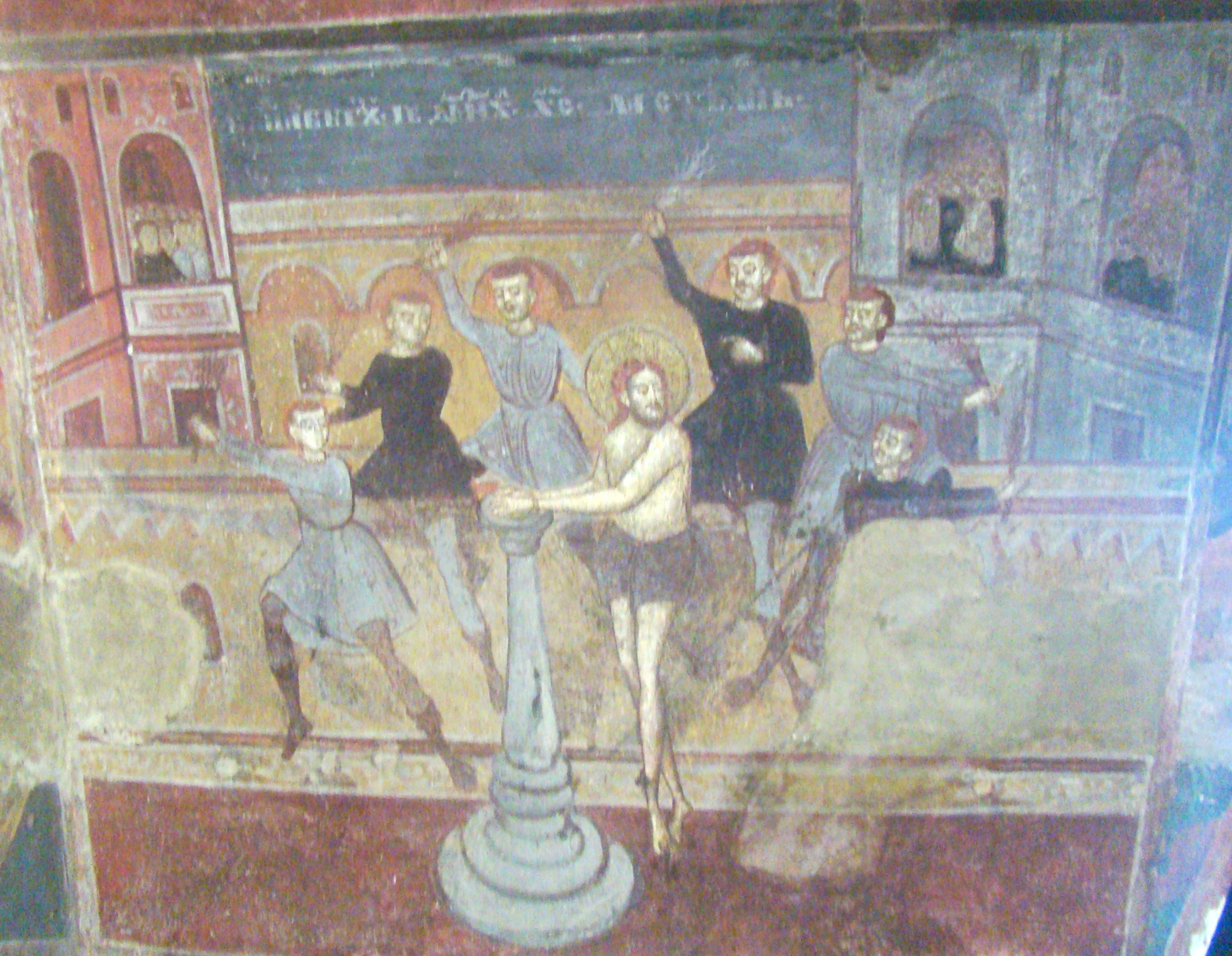
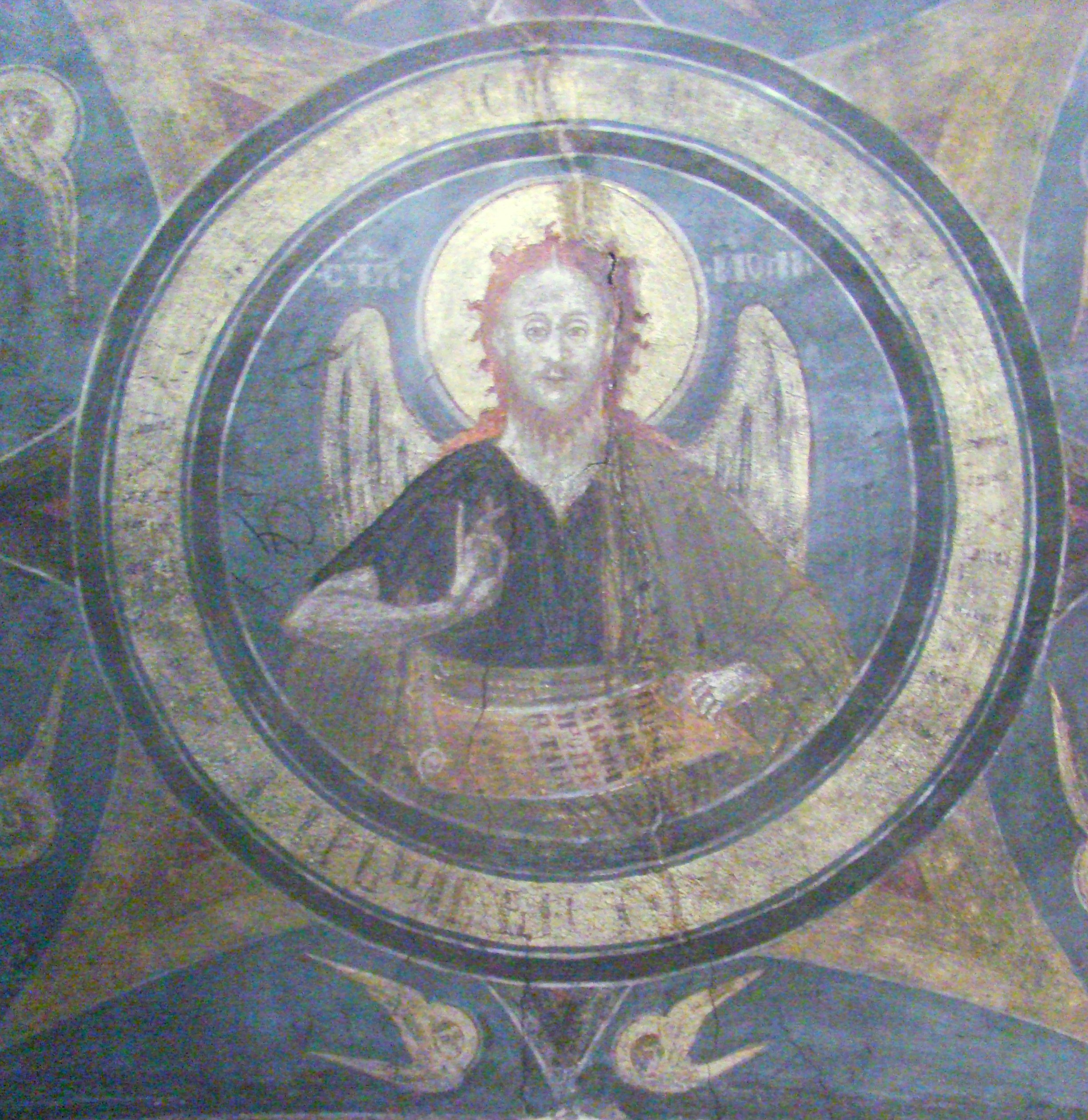
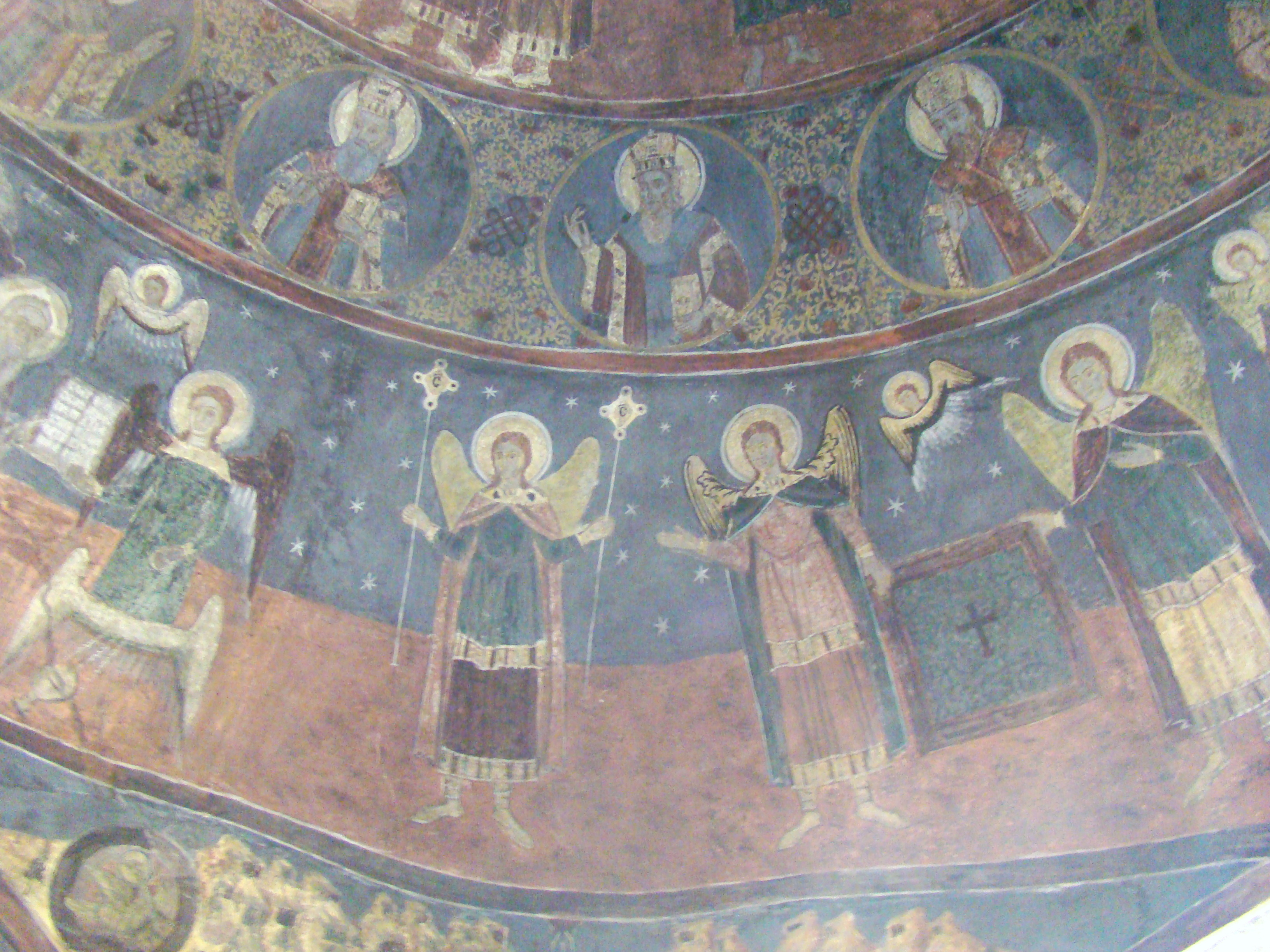
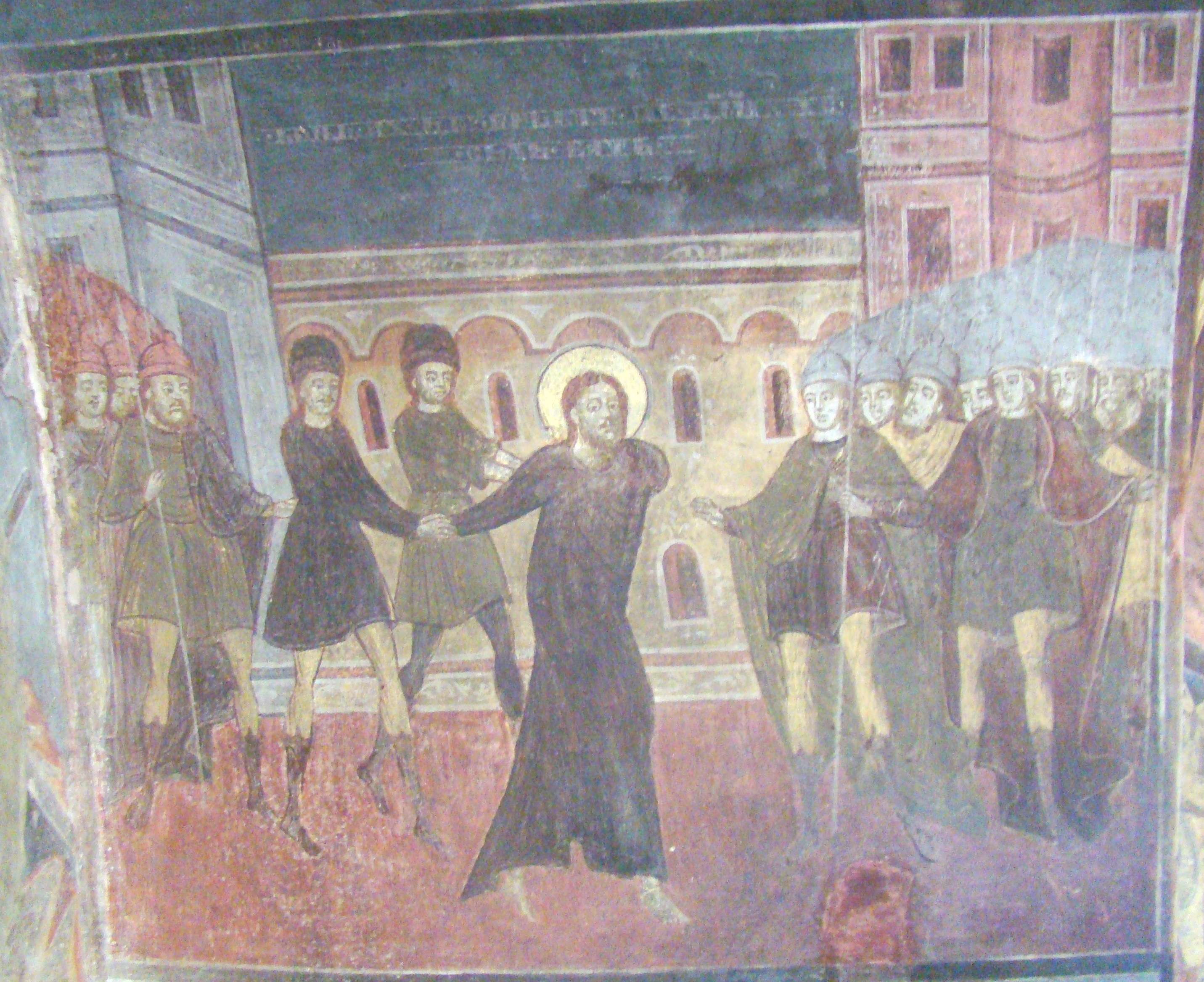
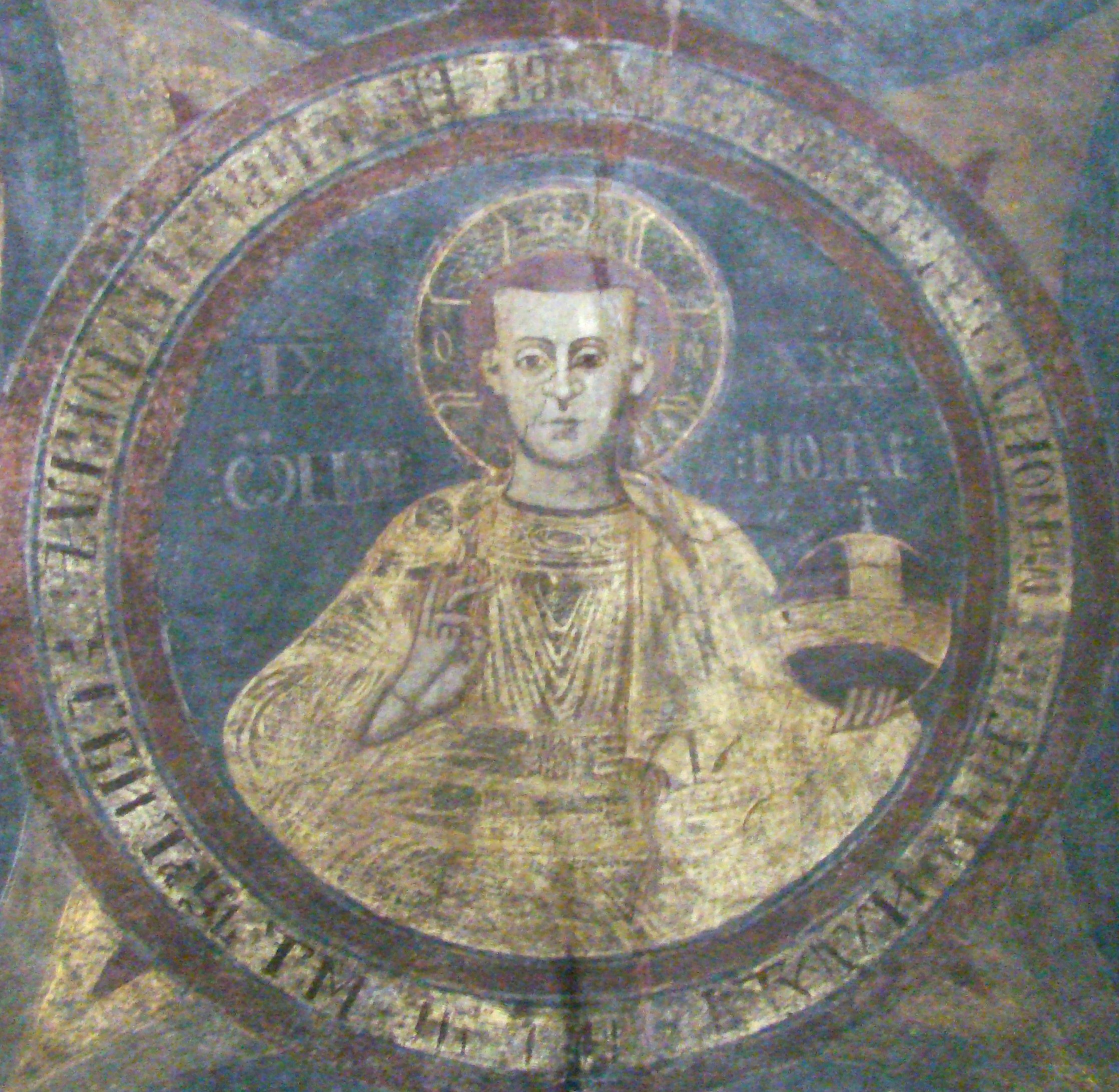
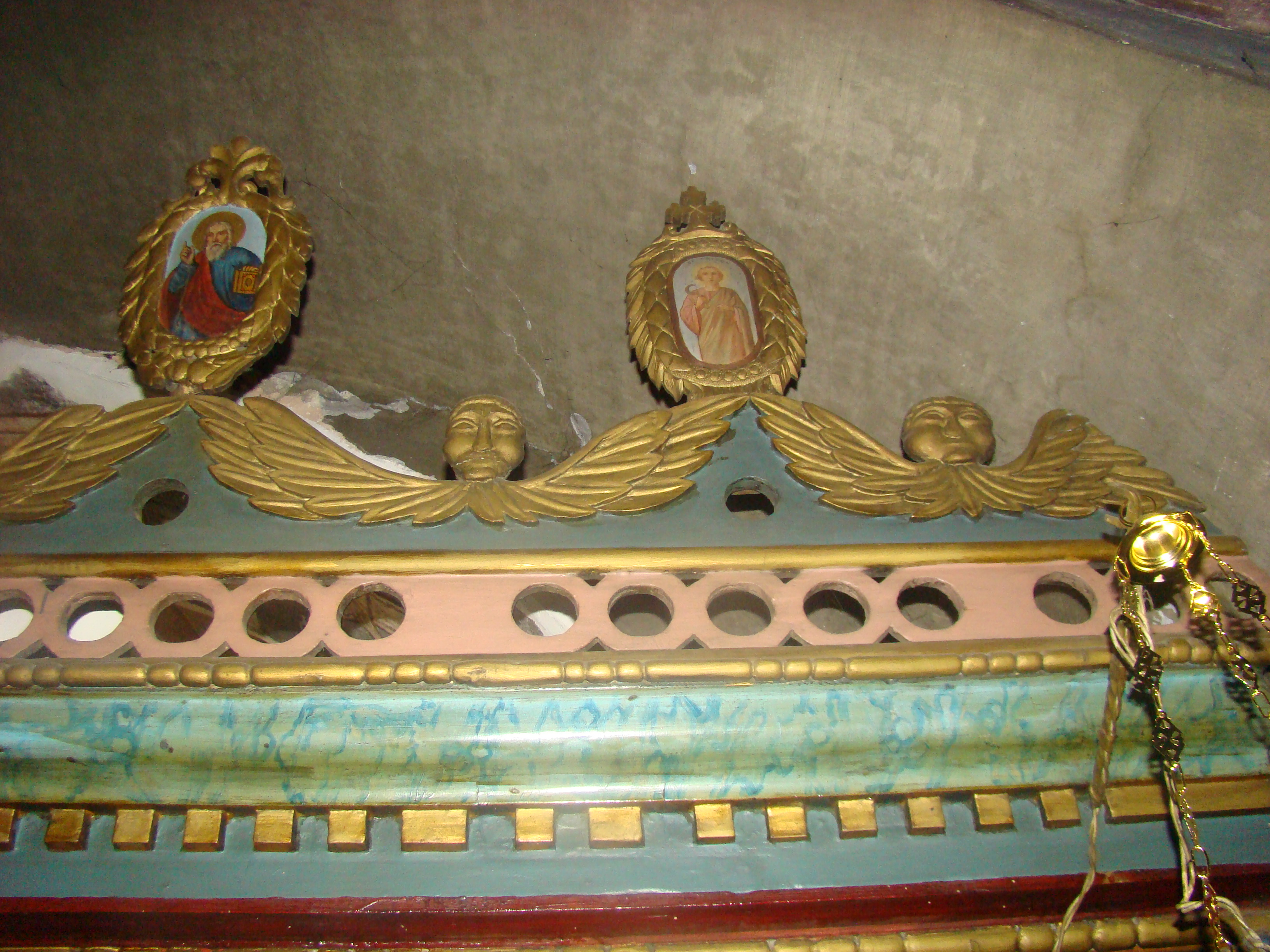
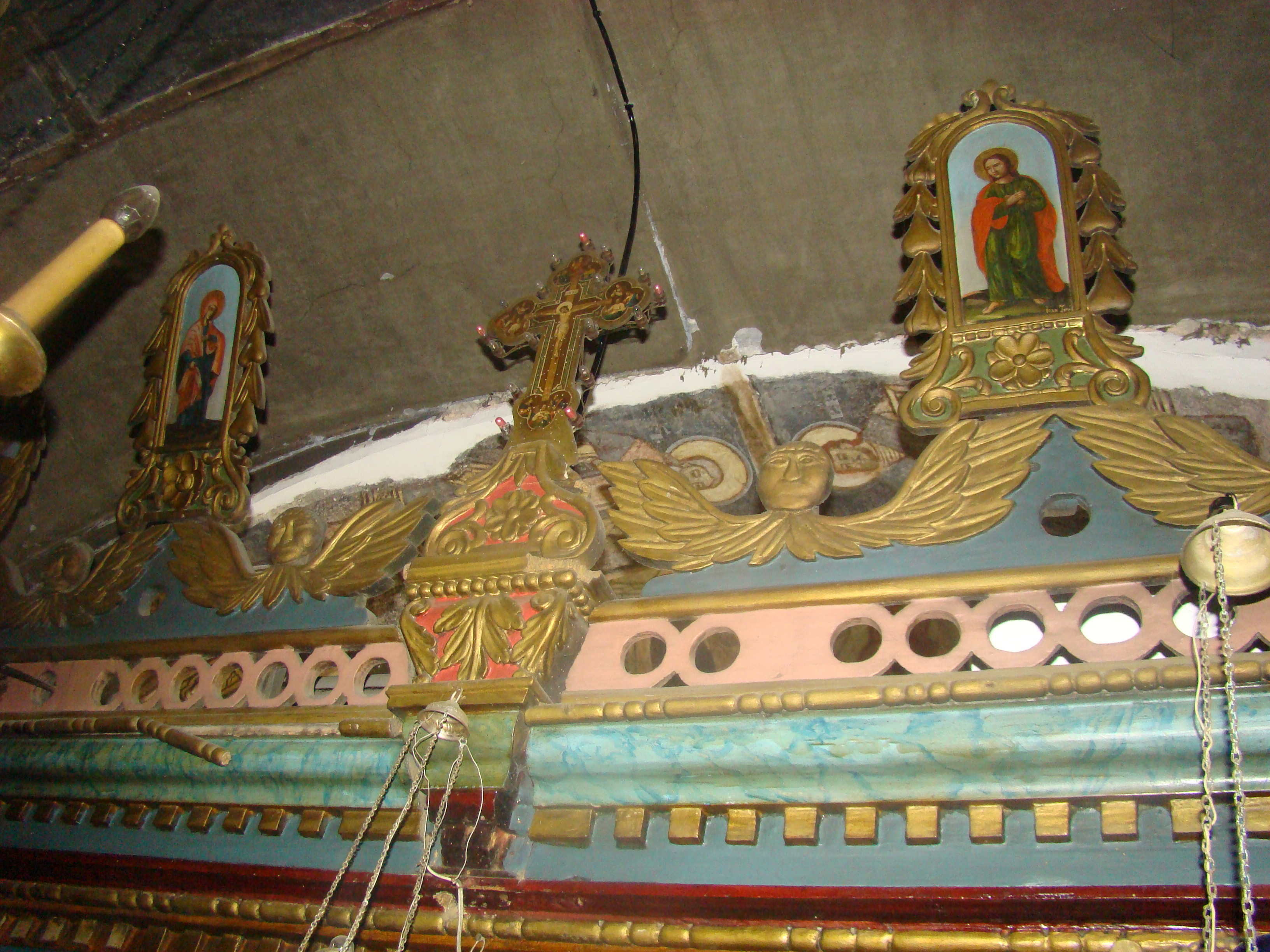
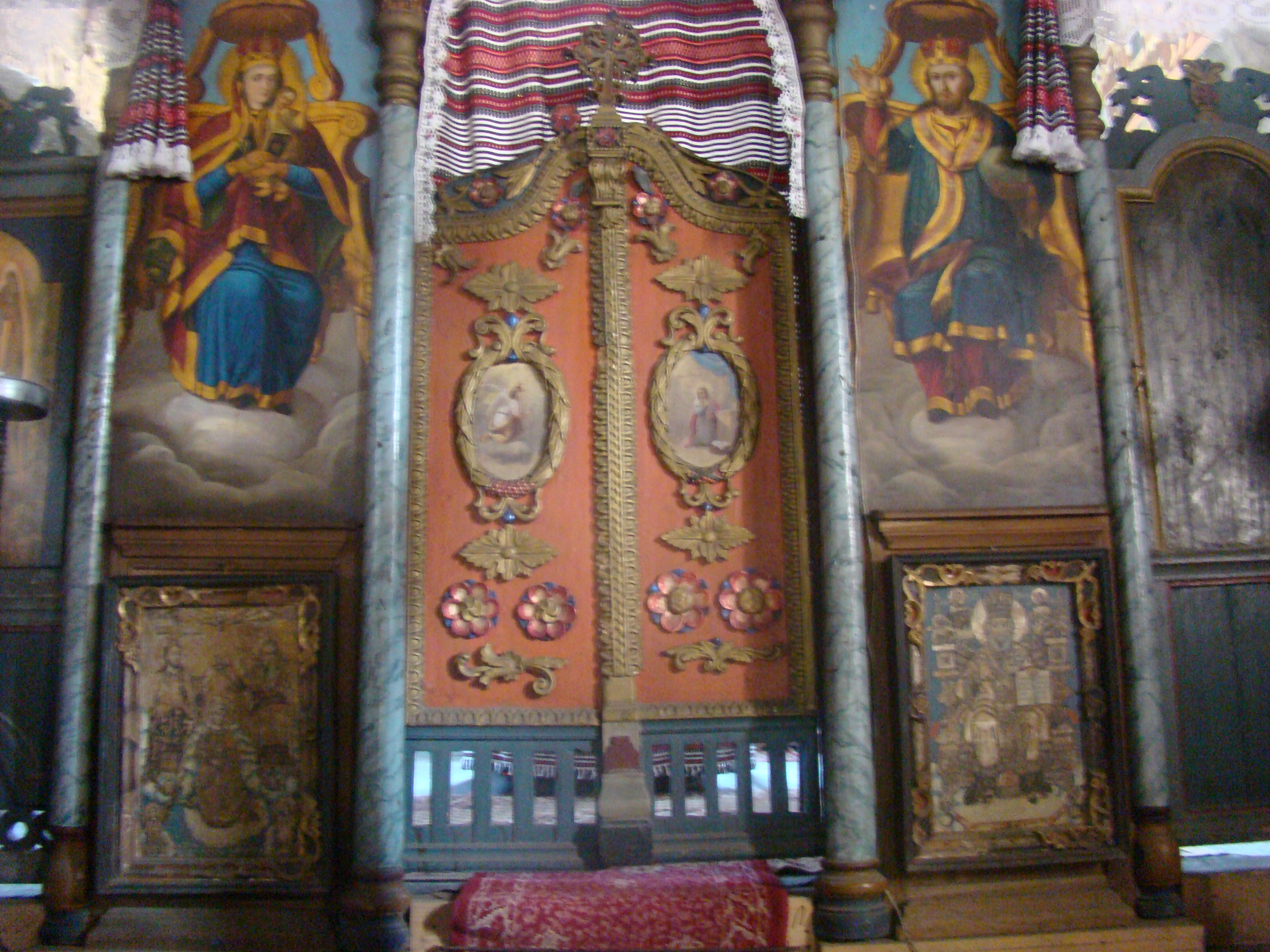
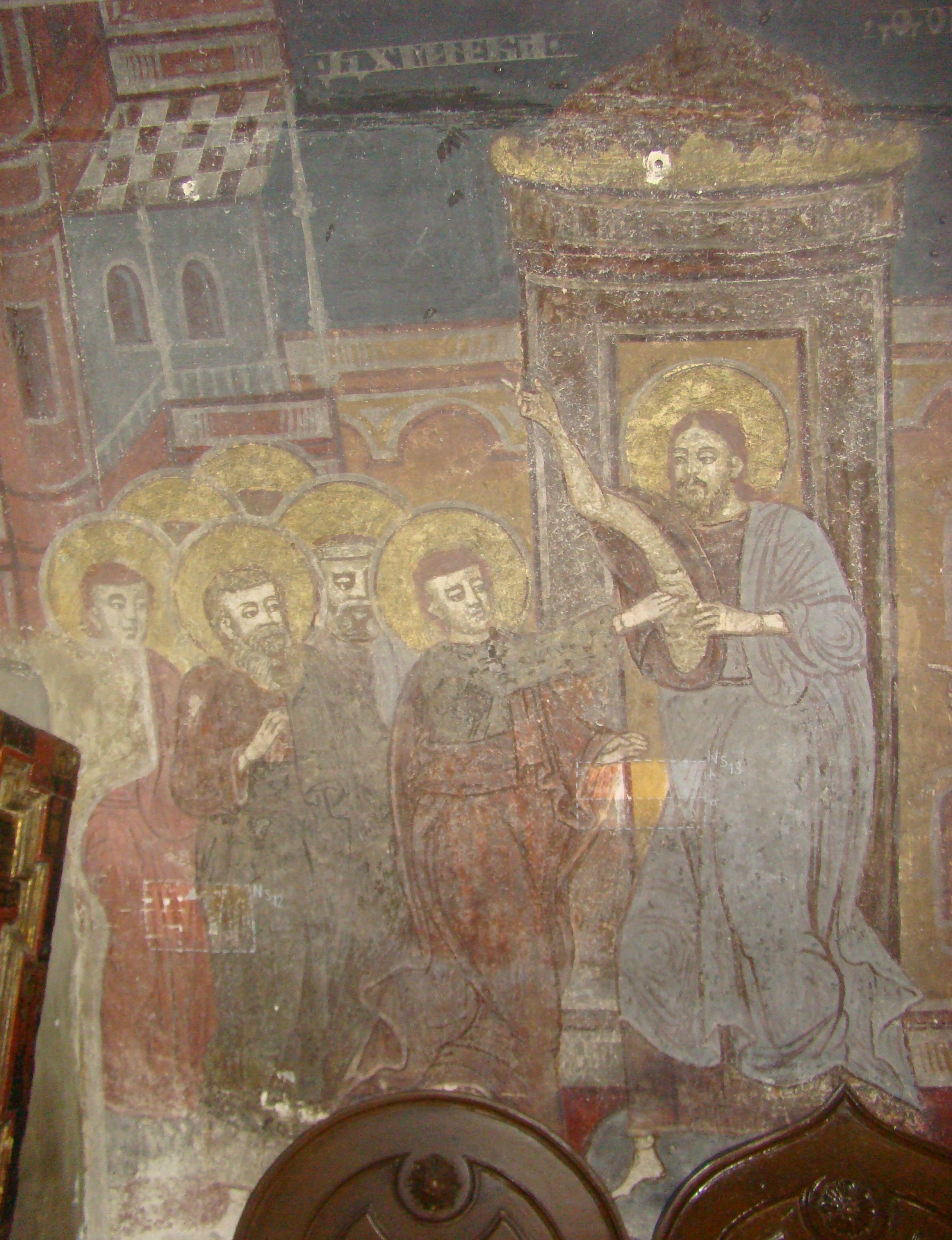
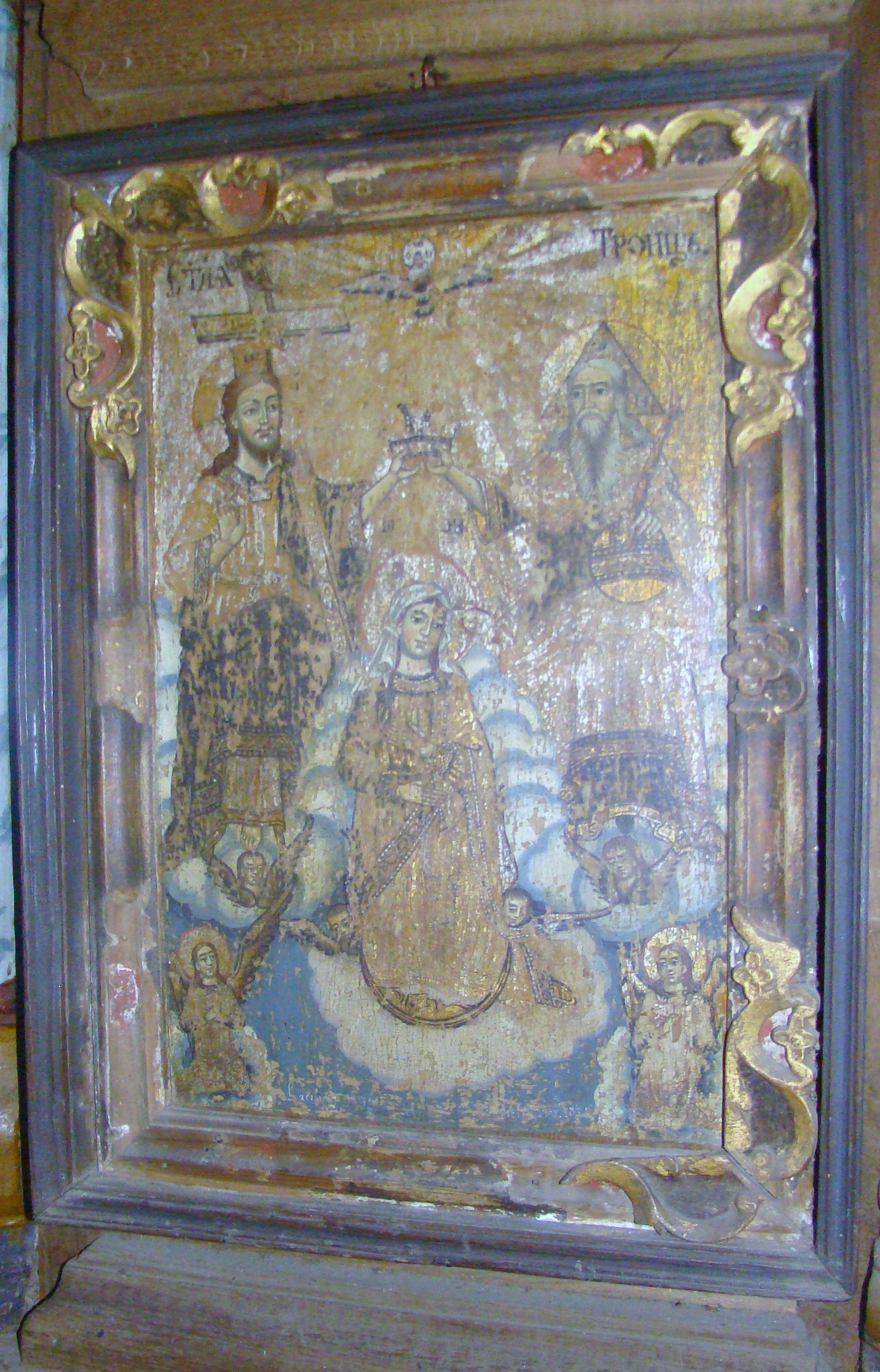
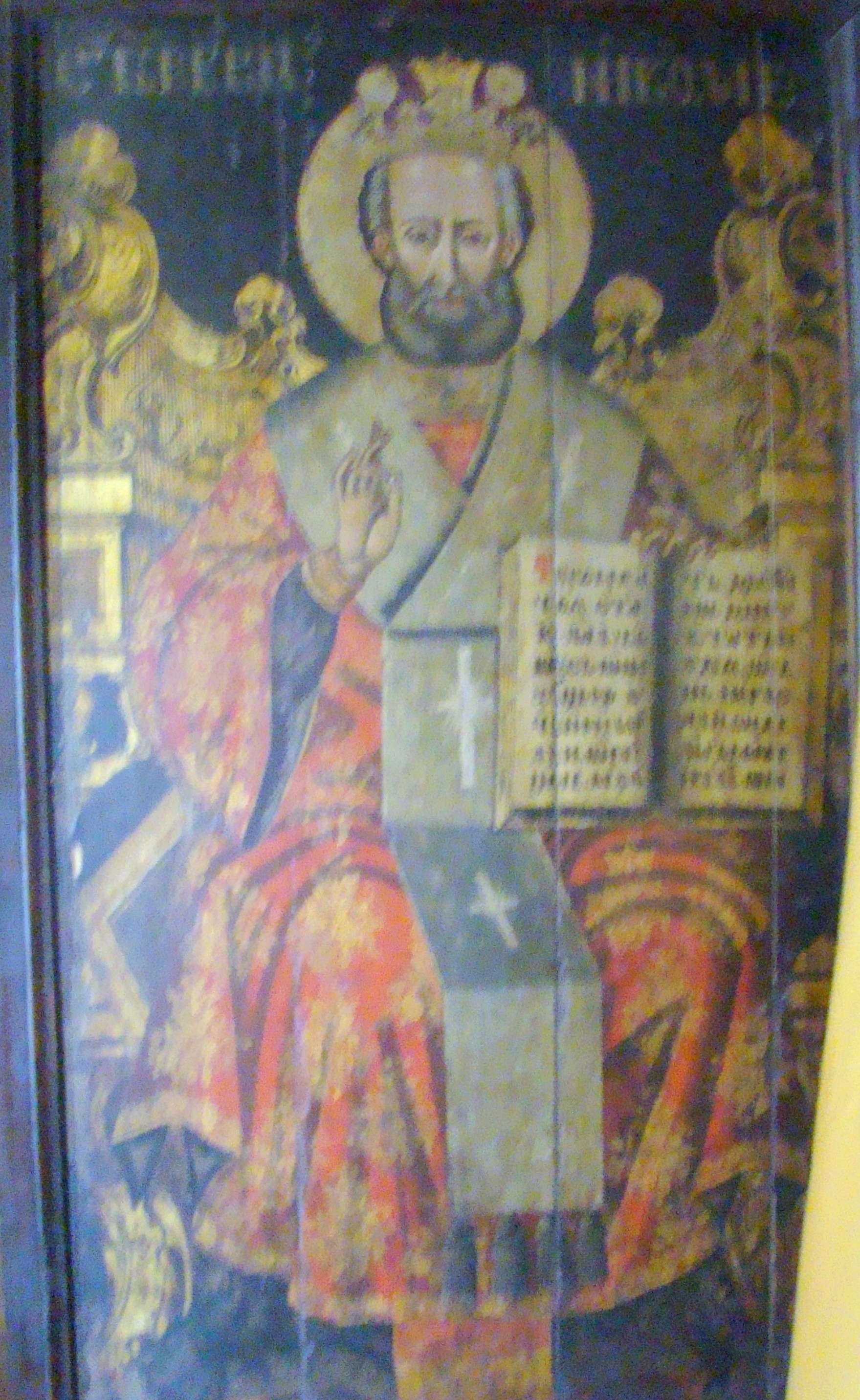
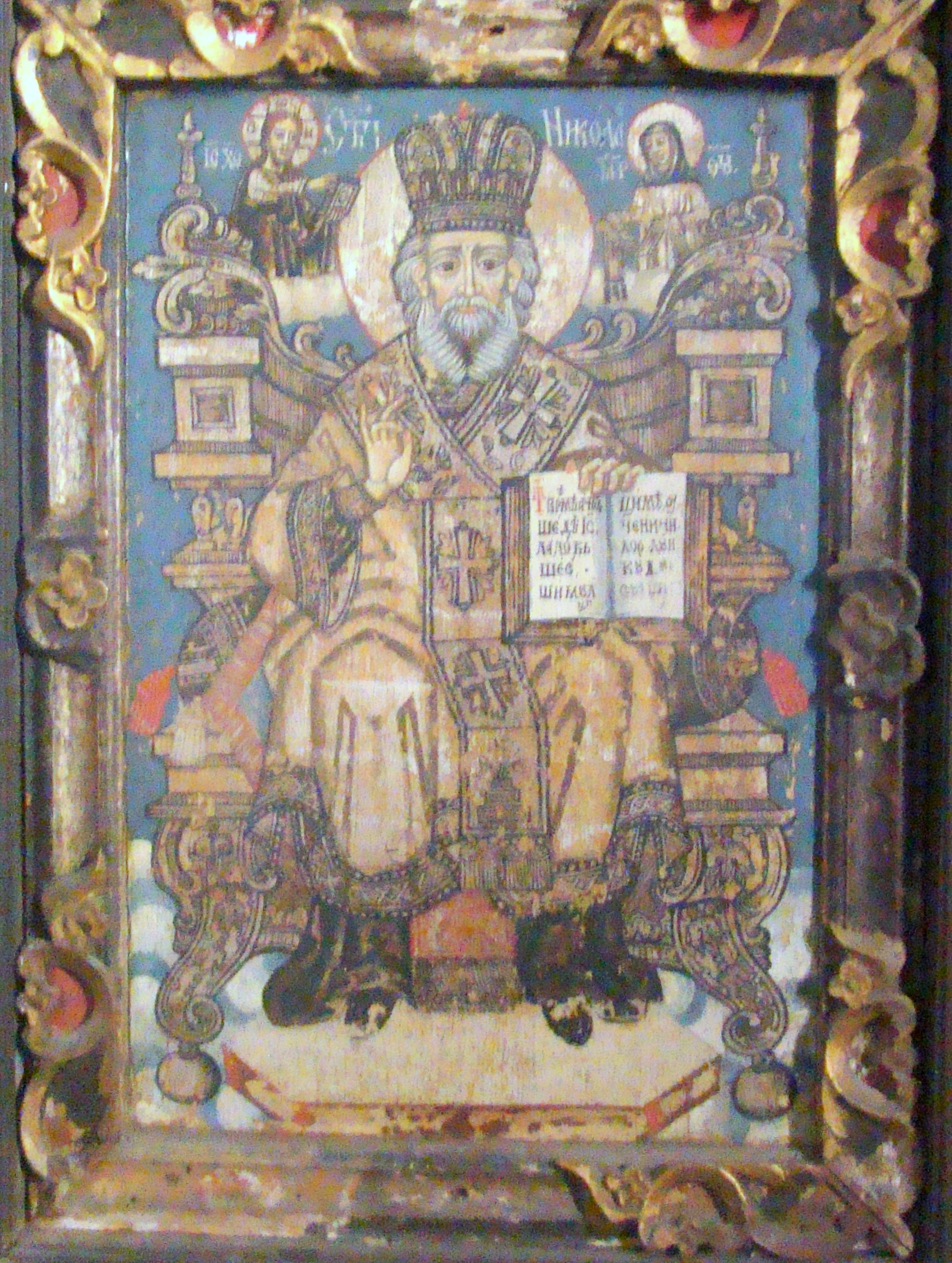
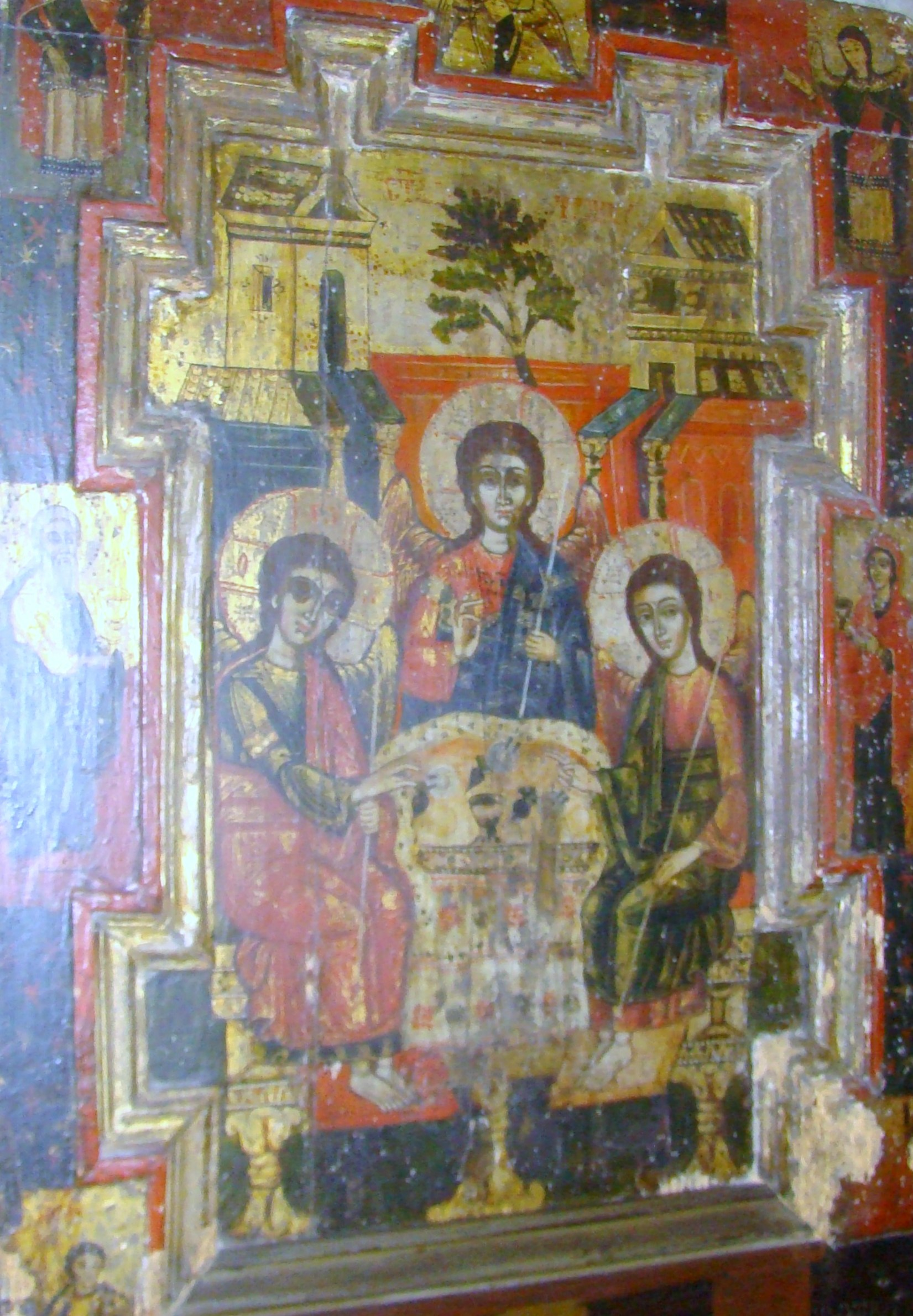
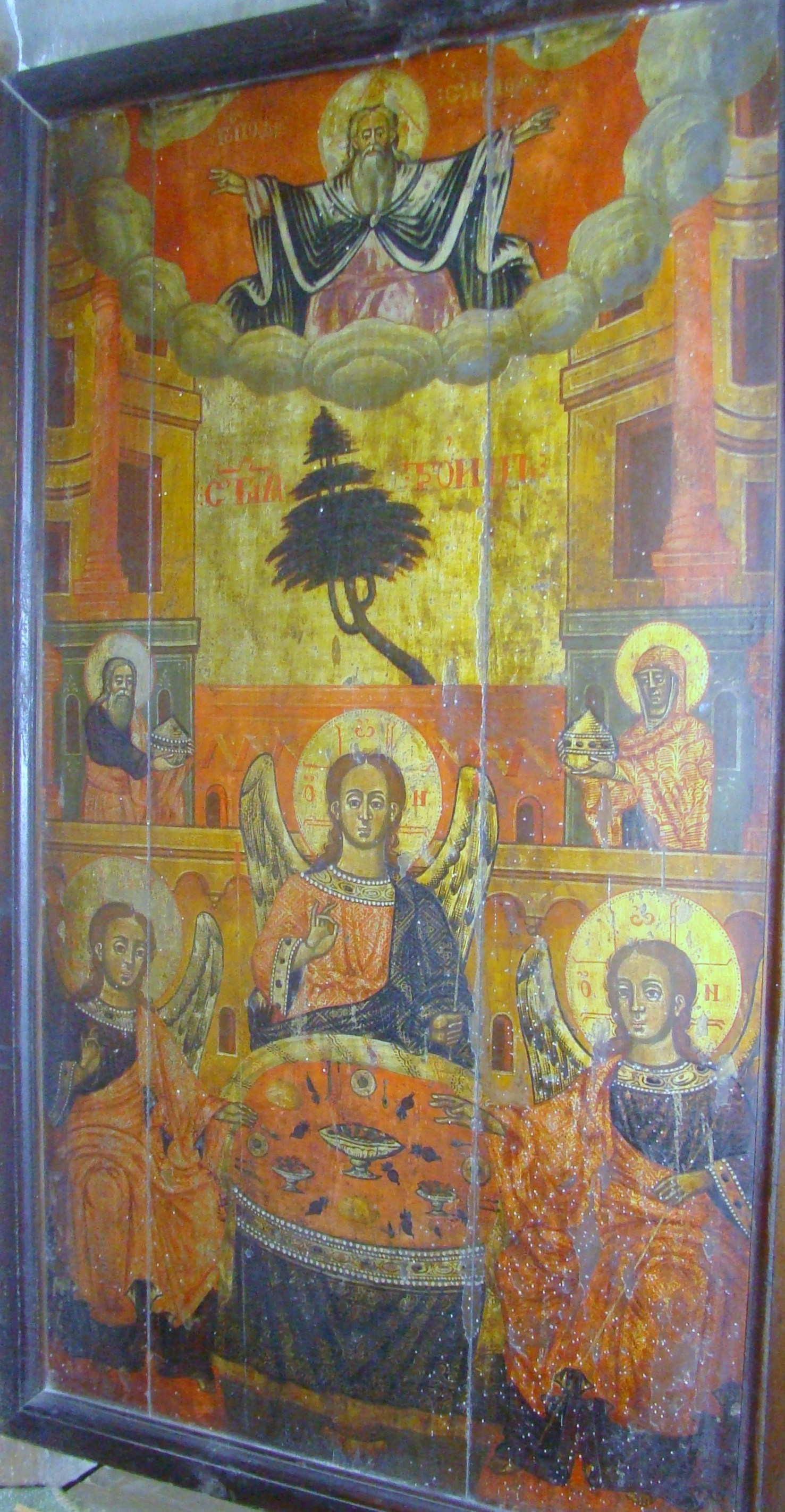
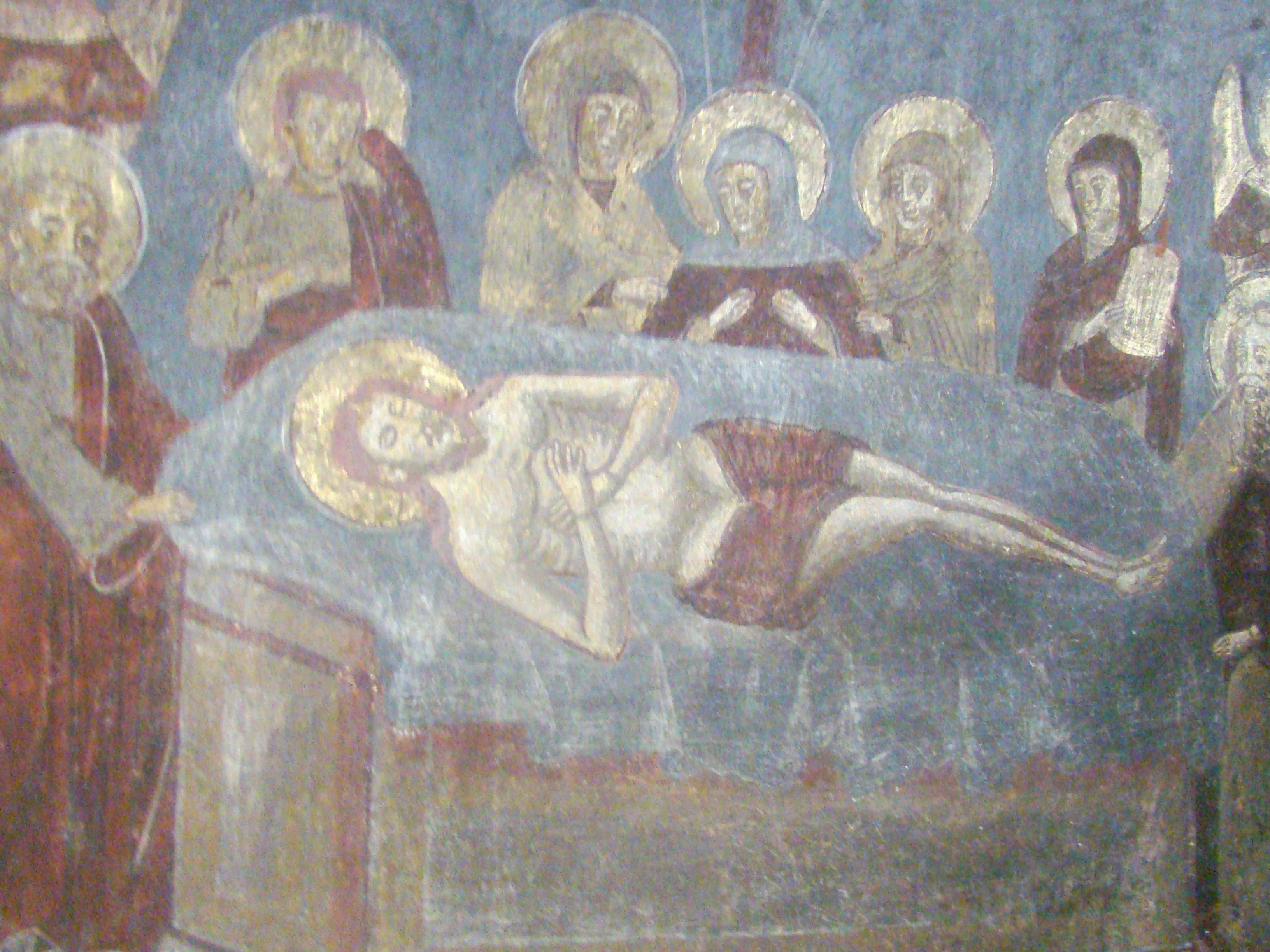
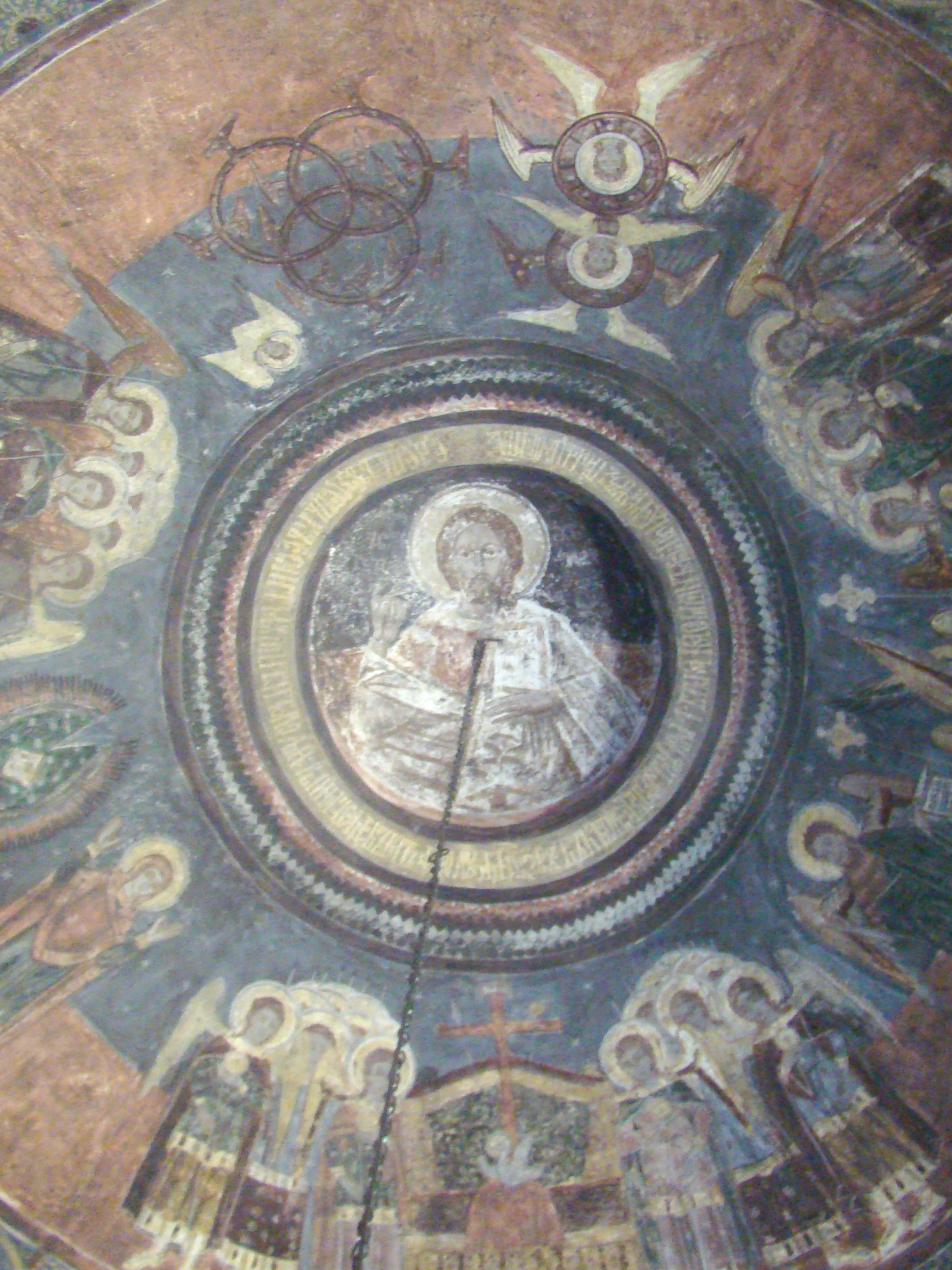
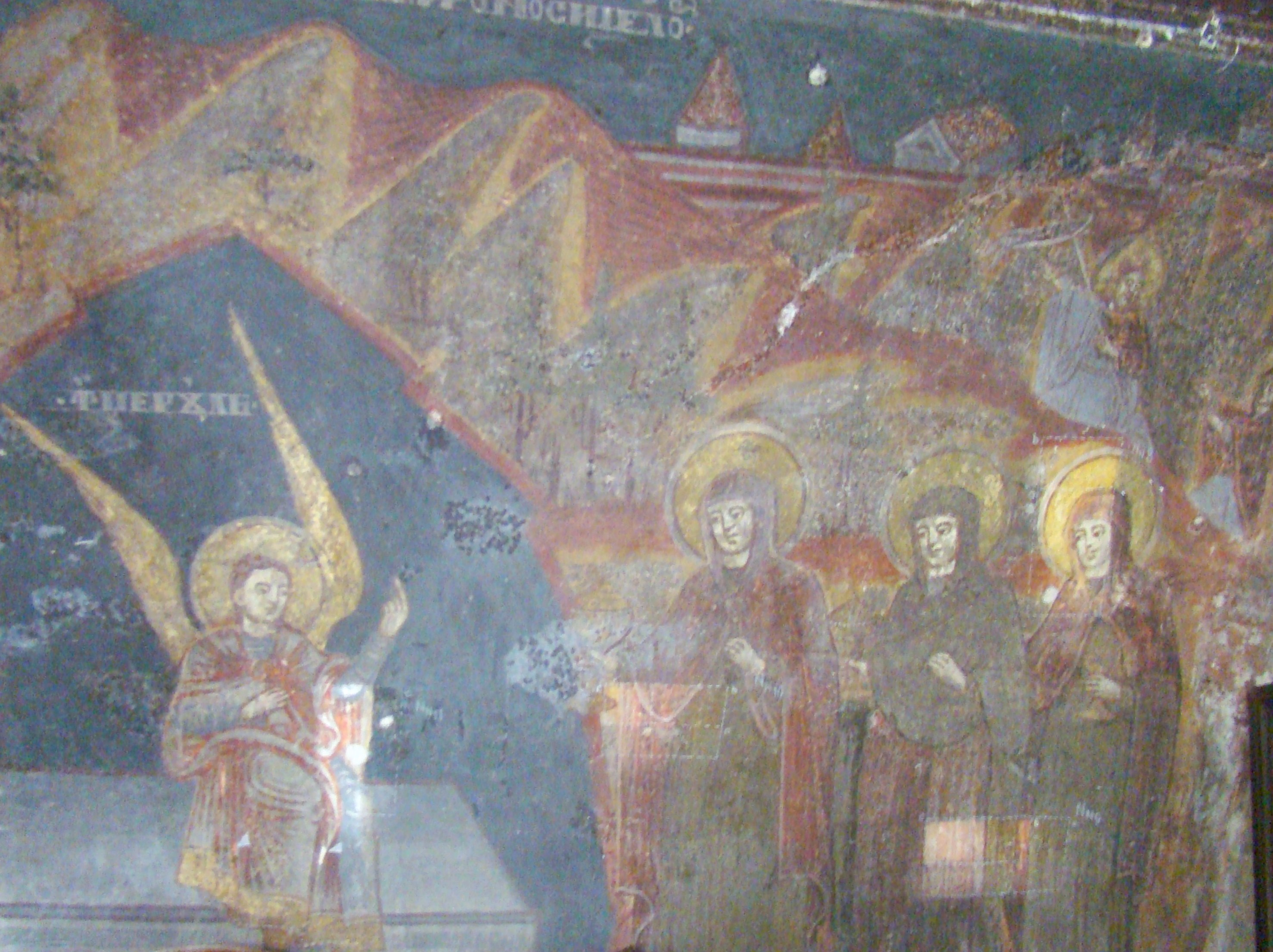
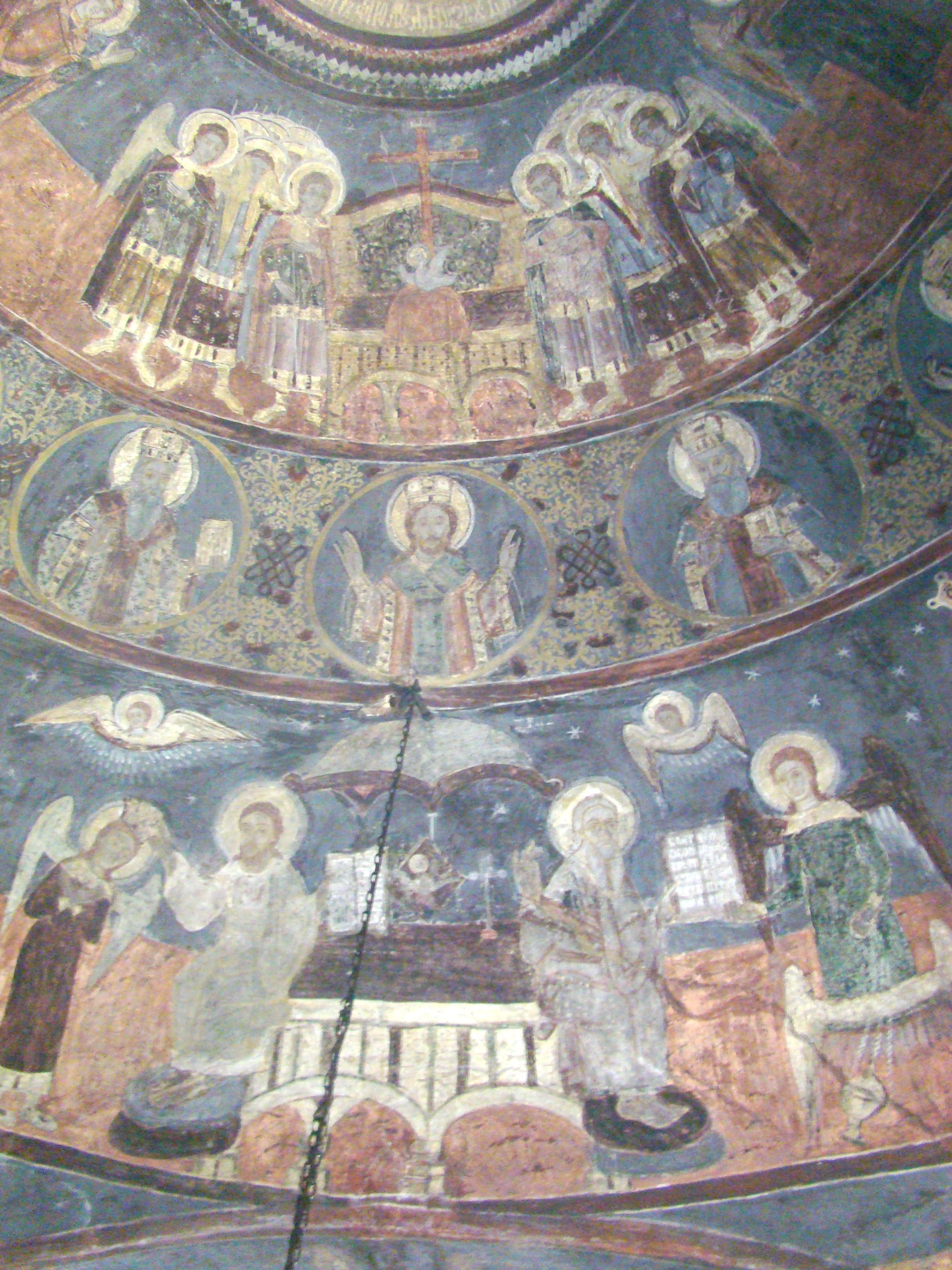
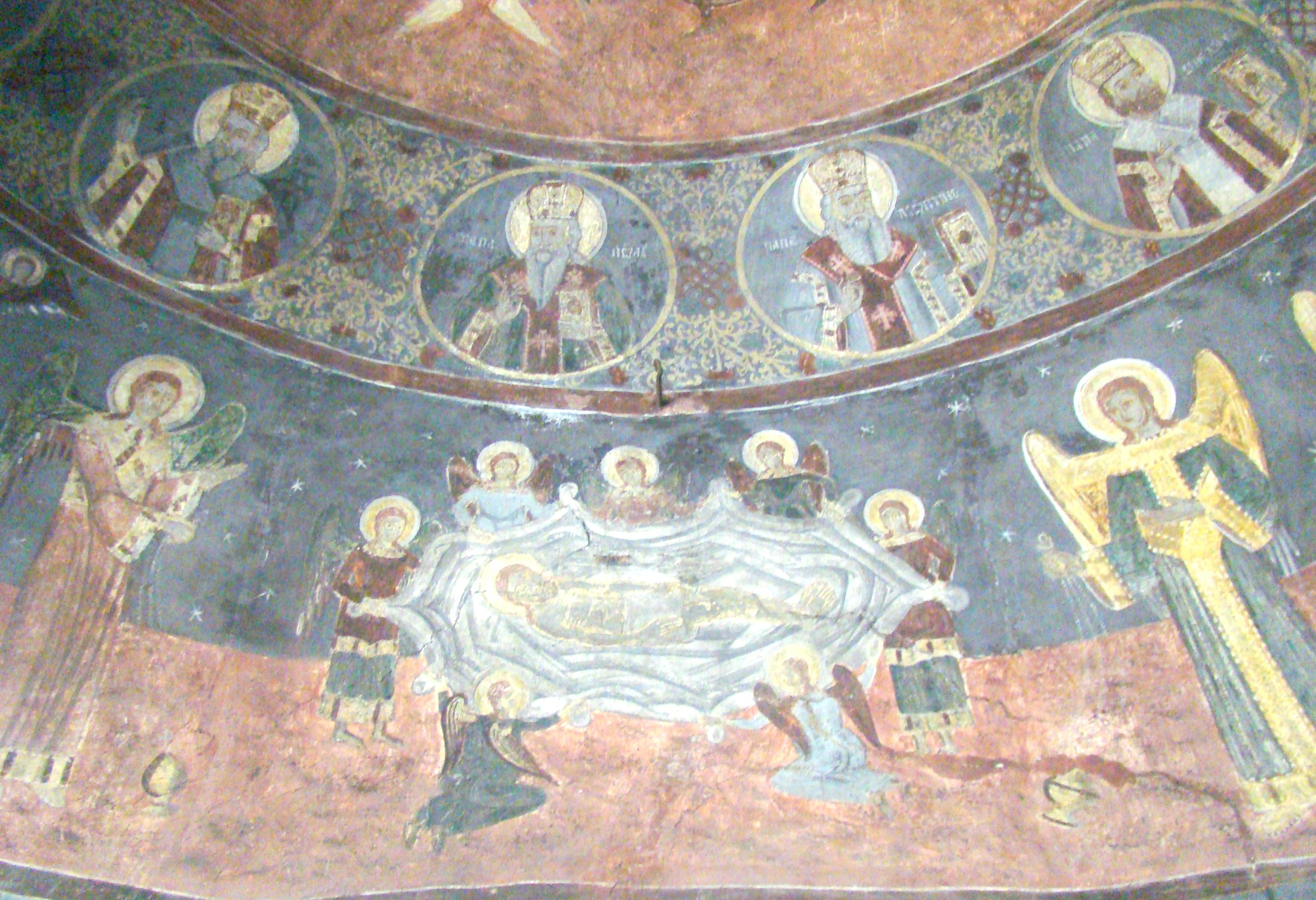
Seria papilor. Al doilea din dreapta este papa Leon cel Mare (cu litere chirilice "Papa Leontie")
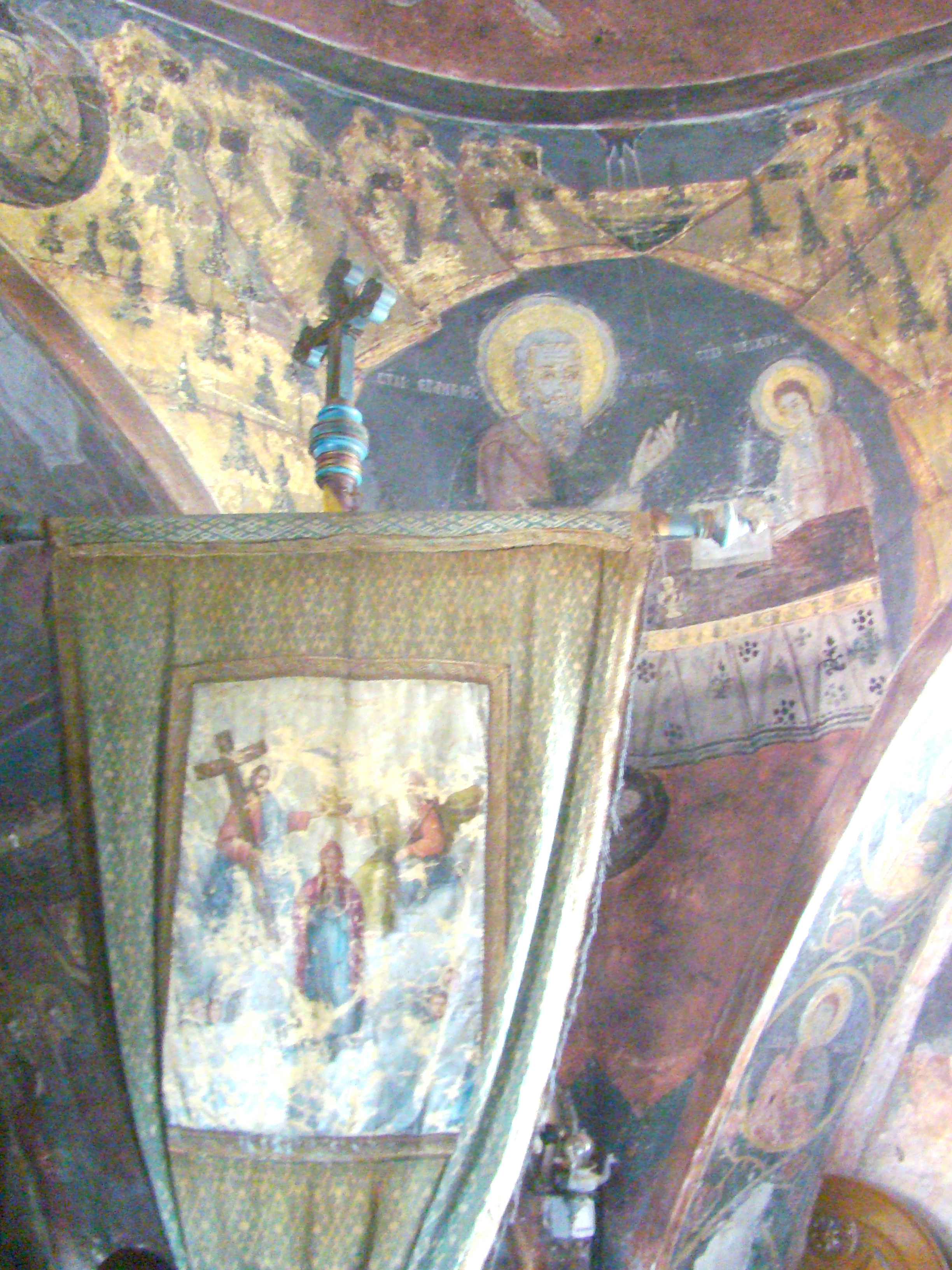
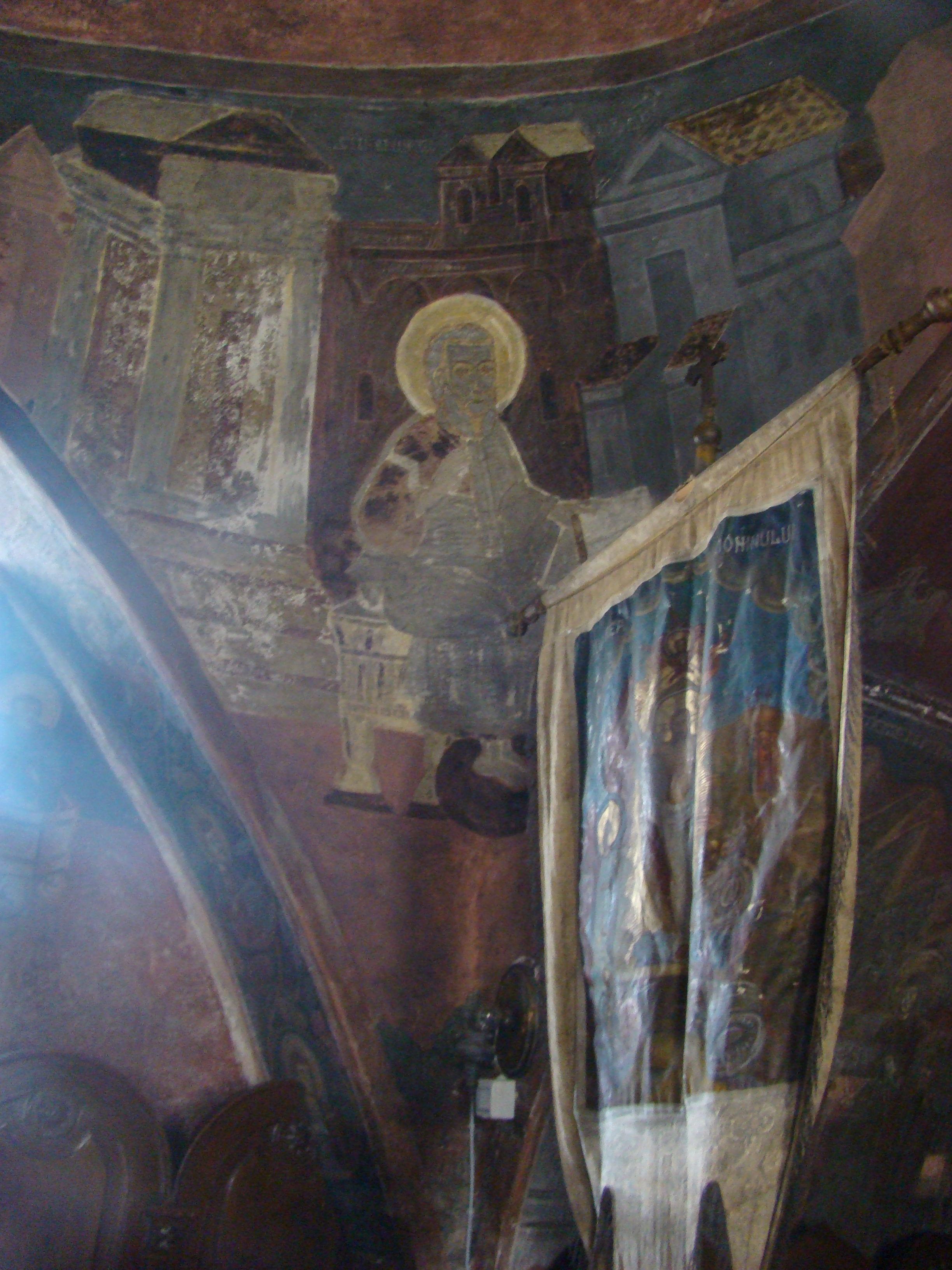
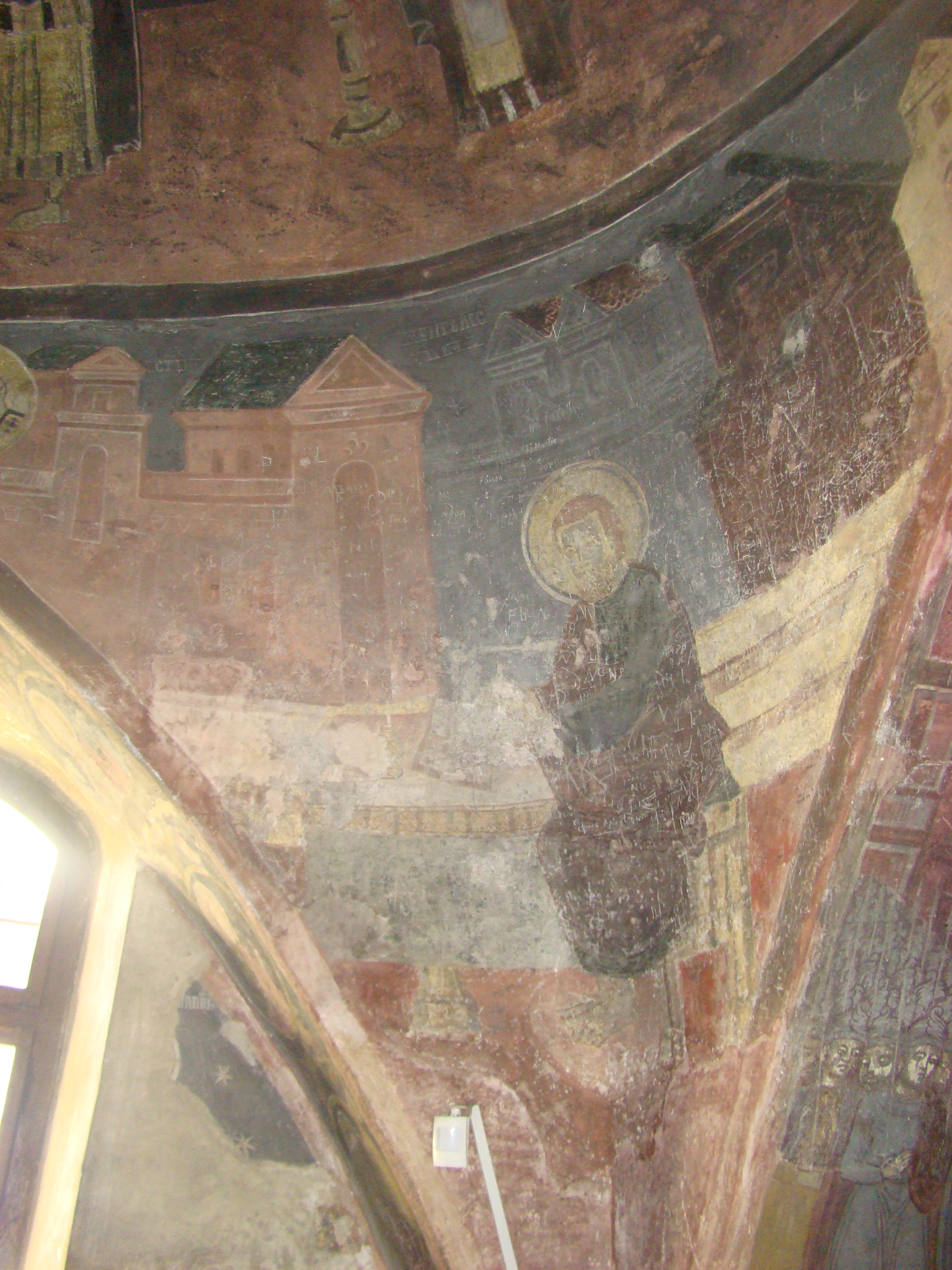
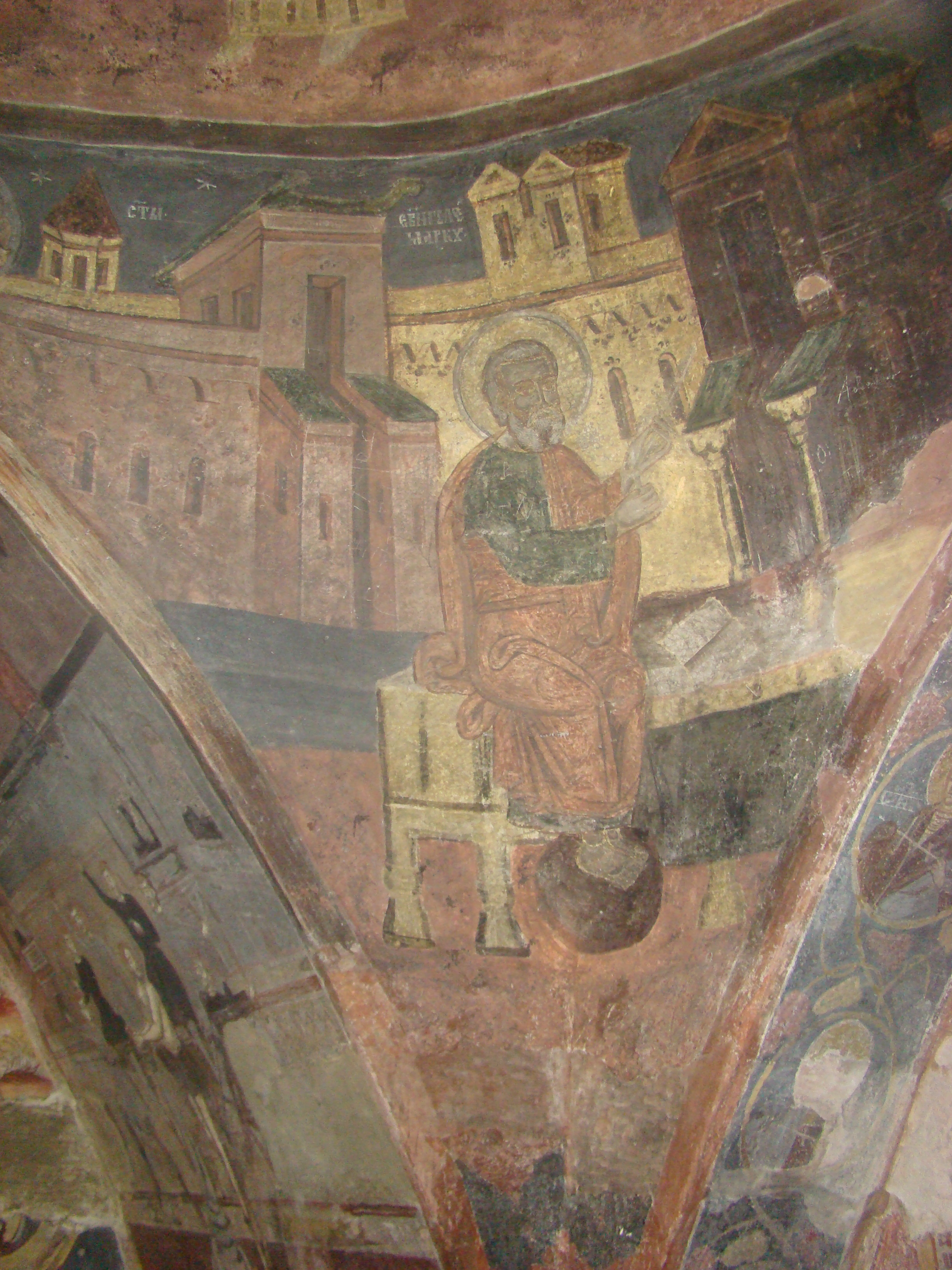
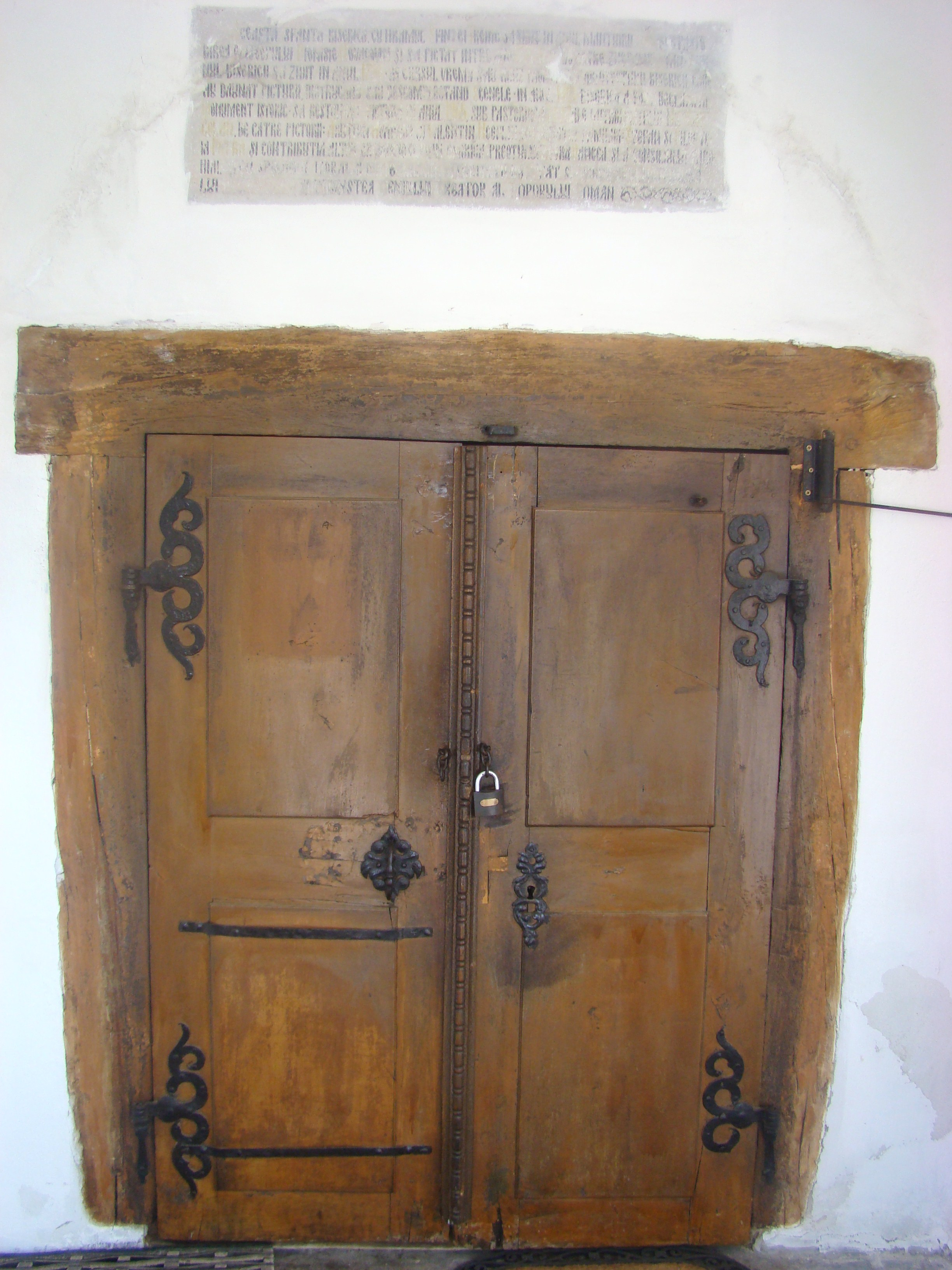
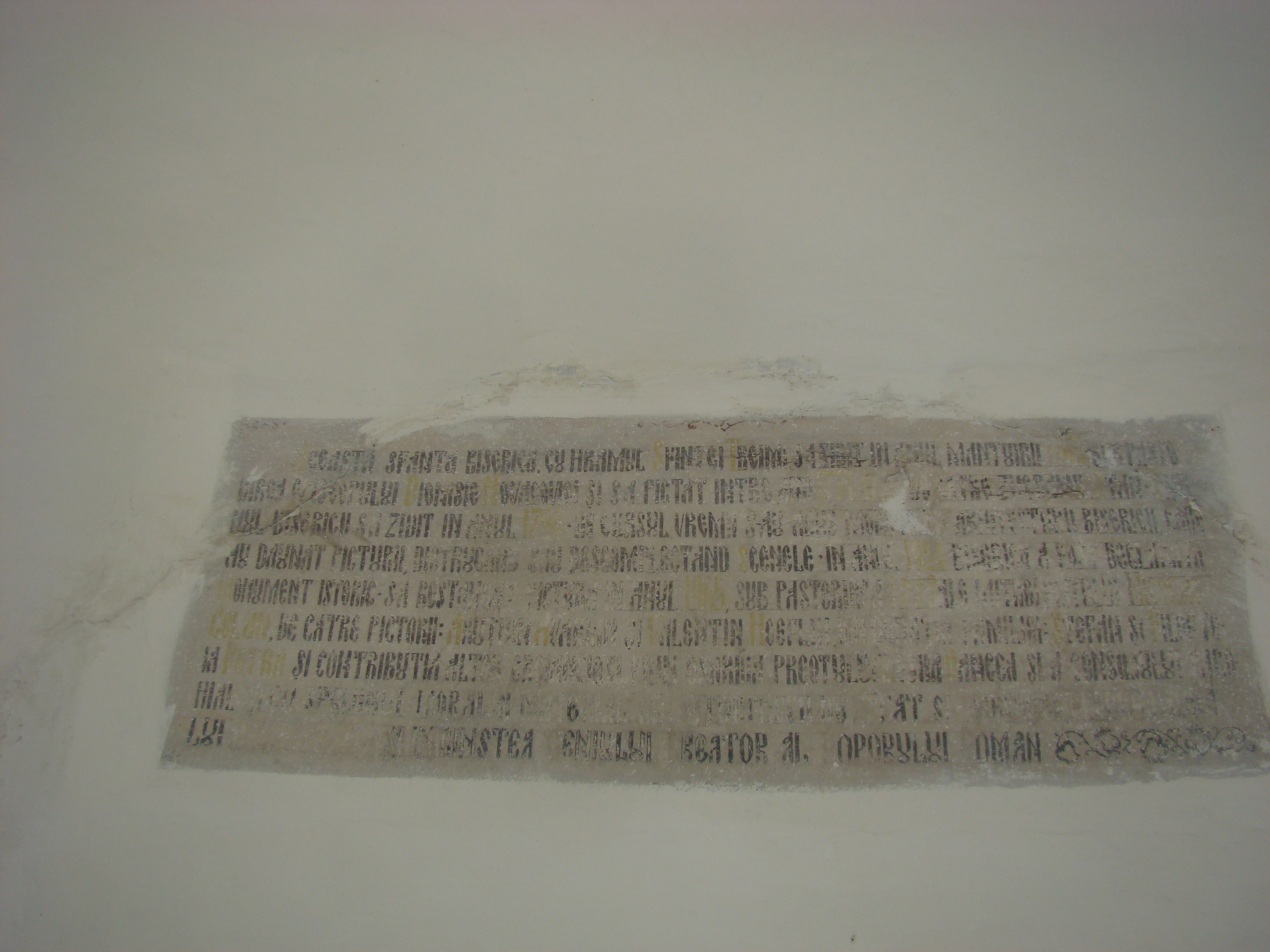